# Campagna di Russia
La campagna di Russia fu l'invasione francese dell'Impero russo nel 1812, terminata con una disastrosa sconfitta e con la distruzione di gran parte delle truppe francesi e dei contingenti stranieri. La campagna segnò il punto di svolta nella parabola di Napoleone Bonaparte e delle Guerre napoleoniche. In Russia l'invasione francese è più conosciuta come guerra patriottica (in russo Отечественная война?, Otečestvennaja vojna), termine che evidenzia il carattere che assunse la lotta, di resistenza nazionale e popolare russa contro lo straniero.
Alla fine della campagna, l'esercito napoleonico - costituito da oltre 600 000 soldati, di cui 450 000 nella massa principale guidata dall'imperatore - era ridotto a poco più di 100 000 uomini.
Le perdite ammontarono a 400 000 tra morti, feriti e dispersi; 100 000 furono i prigionieri caduti nelle mani dei russi.
La distruzione della Grande Armata in Russia ebbe conseguenze decisive sulla storia europea dell'Ottocento.
Tale avvenimento ha ispirato profondamente anche la letteratura russa e ne fa fede, tra tutti, il più noto esempio, costituito dal celebre romanzo di Lev Tolstoj, Guerra e pace. Oltre alla letteratura russa la campagna di Russia ha ispirato anche il brano Ouverture 1812 di Pëtr Il'ič Čajkovskij.

## Rottura dell'alleanza franco-russa
L'alleanza tra Francia e Russia, conclusa formalmente il 7 luglio 1807 dopo i colloqui diretti a Tilsit tra l'imperatore Napoleone e lo zar Alessandro, si era dimostrata fragile e instabile fin dall'inizio; nonostante l'accordo e la simpatia personale tra i due sovrani, i contrastanti interessi concreti di politica di potenza e di politica economica dei due stati rendevano difficile una collaborazione sincera e prolungata nell'instabile scenario internazionale uscito dalla guerra della Quarta coalizione. Inoltre persisteva grande ostilità ideologica nella nobiltà russa nei confronti della Francia e del suo capo, considerato il continuatore e il diffusore, alla testa dei suoi eserciti, delle idee della Rivoluzione francese. In un primo tempo Alessandro sembrò ignorare le critiche di molti suoi collaboratori e di una parte dei suoi familiari e riprese, con la collaborazione di Michail Speranskij, una serie di progetti riformatori per modernizzare in senso liberale il suo impero; egli inoltre sperava di ottenere dei vantaggi concreti nel Nord, nei Balcani e soprattutto in Oriente, dall'accordo con Napoleone.
Dopo aver dovuto, secondo i termini dell'accordo di Tilsit, chiudere i porti del Mar Baltico al commercio britannico e aver dichiarato guerra alla Gran Bretagna il 31 ottobre 1807, lo zar, dispiaciuto anche di aver dovuto cedere le Isole Ionie alla Francia, contava di conservare i Principati danubiani; inoltre, sempre legato da una forte amicizia con i sovrani di Prussia, egli non cessava di richiedere l'evacuazione del territorio prussiano da parte della Grande Armata che invece Napoleone manteneva tra l'Elba e l'Oder in attesa del pagamento dell'indennità di guerra prevista dal trattato di pace. La questione d'Oriente era un grande motivo di conflittualità tra i due alleati; Alessandro continuava la guerra contro la Persia e l'Impero ottomano che, di conseguenza, allentarono i loro rapporti anche con la Francia e si riavvicinarono alla Gran Bretagna; nel marzo 1808 fallirono i colloqui tra l'ambasciatore Armand de Caulincourt e Nikolaj Rumjančev per una possibile spartizione dell'Impero ottomano tra Russia e Francia. Alessandro non vedeva collaborazione concreta da parte francese neppure nella guerra che la Russia combatteva contro la Svezia che in questa fase, dopo l'entrata in Finlandia, continuava in modo sfavorevole ai russi.

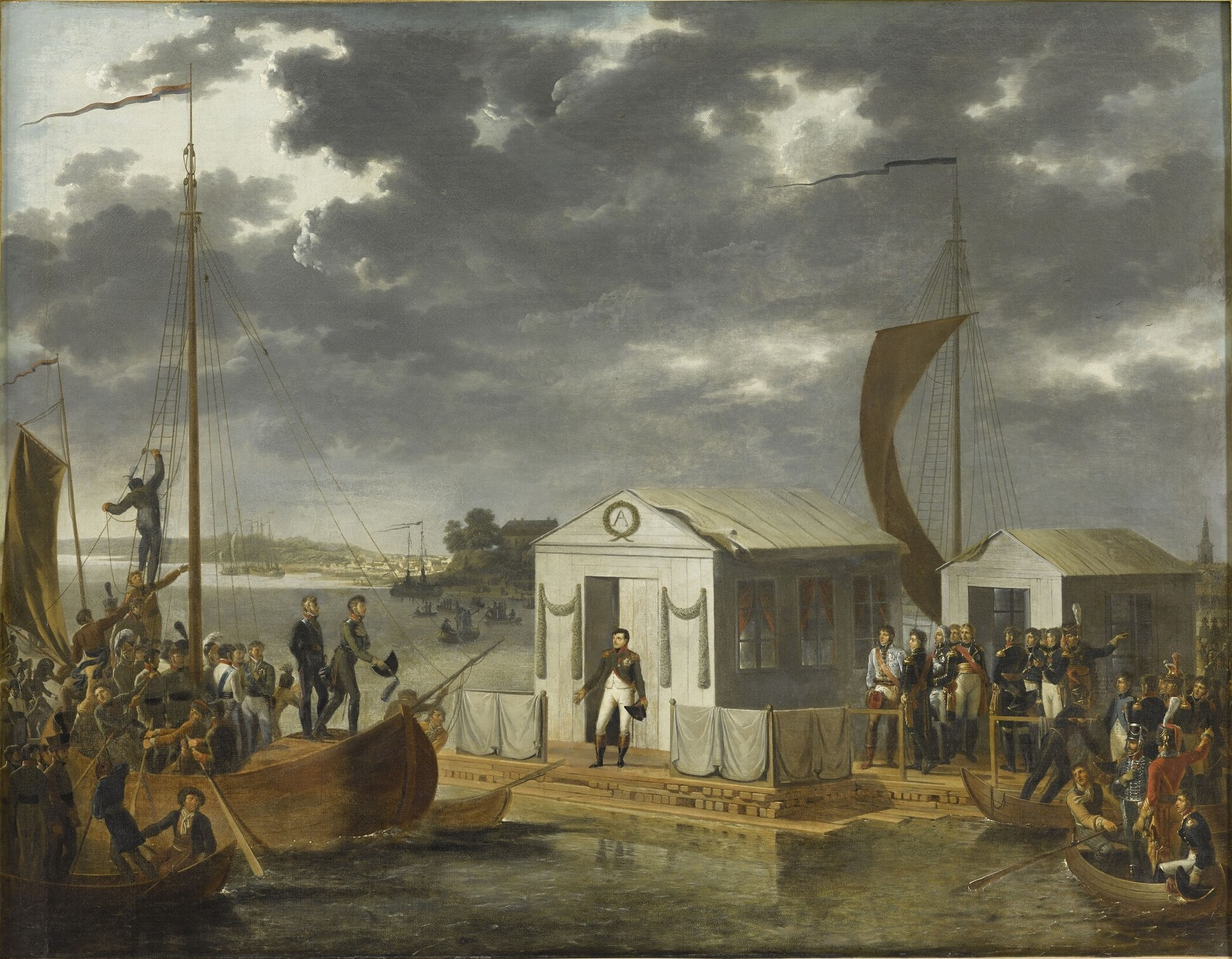
L'incontro a Tilsit tra Napoleone e lo zar Alessandro in una zattera in mezzo al fiume Niemen

La situazione mutò a vantaggio di Alessandro dopo le infelici iniziative di Napoleone nella penisola iberica e la conseguente insurrezione della Spagna; le sconfitte subite dall'esercito francese nell'estate 1808 costrinsero l'imperatore a progettare il trasferimento di gran parte della Grande Armata a sud dei Pirenei; quindi divenne necessario ottenere la collaborazione dello zar per impedire iniziative aggressive in Germania contro il predominio francese da parte di Austria e Prussia. Napoleone organizzò un incontro con lo zar a Erfurt il 27 settembre 1808 sperando di indurlo a concludere un nuovo accordo di stretta collaborazione, ma la sua posizione politica, dopo il disastro spagnolo, si era indebolita e Alessandro poté ottenere, senza nulla concedere, i Principati danubiani, l'evacuazione della Prussia e garanzie sul Granducato di Varsavia. Nonostante queste concessioni di Napoleone, lo zar non si mostrò disposto ad assicurare un fermo appoggio contro l'Austria; egli promise solo che avrebbe invitato alla moderazione gli austriaci, ma rifiutò di presentare minacce formali di intervento. Napoleone dovette accontentarsi; il 12 ottobre 1808 venne firmata una convenzione franco-russa; la Prussia venne evacuata dalle truppe francesi che vennero trasferite a ovest dell'Elba prima di partire per la Spagna sotto il comando dell'imperatore.
La mancata collaborazione di Alessandro favorì le iniziative aggressive dell'Austria; nel gennaio 1809 Napoleone, da Valladolid, aveva proposto allo zar di presentare un ultimatum congiunto a Vienna per impedire la guerra, ma Alessandro, pur acconsentendo a inviare una nota formale, rifiutò di rompere le relazioni diplomatiche. Napoleone fu costretto a interrompere prematuramente il suo intervento in Spagna senza aver ottenuto una vittoria definitiva, e il 23 gennaio 1809 rientrò precipitosamente a Parigi dove, avendo lasciato gran parte delle sue truppe nella penisola iberica, si affrettò a organizzare un nuovo esercito per affrontare l'inevitabile attacco austriaco. La crescente ostilità di Alessandro divenne evidente durante la guerra della Quinta coalizione; dopo aver rifiutato di trattenere l'Austria, lo zar non collaborò con i polacchi del principe Józef Antoni Poniatowski per respingere l'attacco austriaco contro il Granducato di Varsavia; al contrario sembrò favorevole all'Austria e manifestò grandi preoccupazioni per una possibile rinascita di uno Stato polacco indipendente. Il 3 agosto 1809 disse chiaramente all'ambasciatore Caulaincourt che si opponeva fortemente alla eventuale ricostituzione della Polonia.

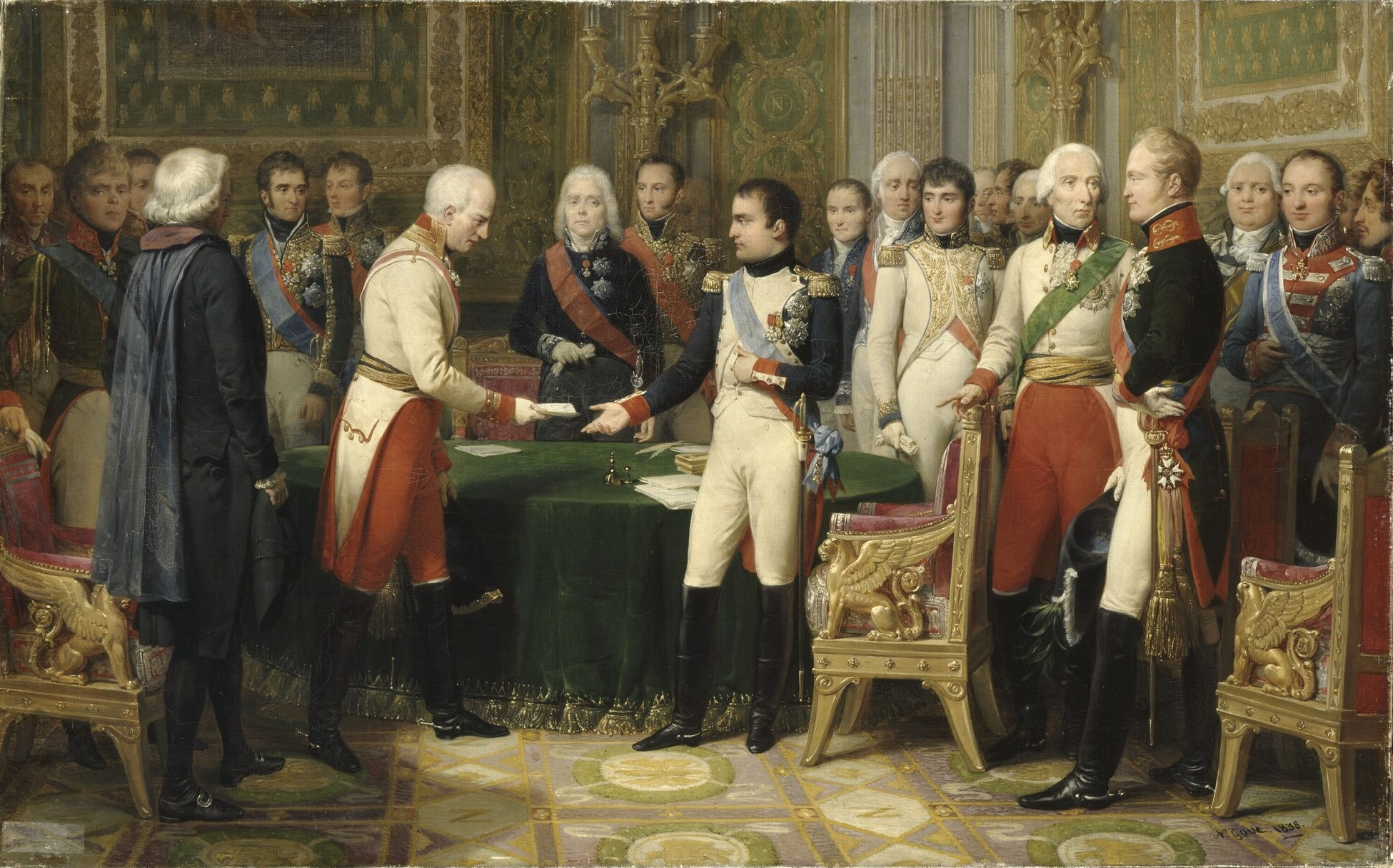
L'incontro di Erfurt nel settembre 1808; nell'immagine Napoleone accoglie l'ambasciatore austriaco, si riconoscono, sulla destra, lo zar Alessandro e, al centro, Tallyerand

In questa fase la Russia stava inoltre ottenendo successi sul Danubio nella guerra contro i turchi, e a nord, dove la Svezia venne sconfitta e dovette cedere all'Impero la Finlandia il 17 settembre 1809. Molto irritato dal comportamento dello zar e dal suo modesto aiuto durante la guerra, Napoleone non tenne conto degli interessi russi al termine delle ostilità; il Granducato di Varsavia venne ampliato con l'assegnazione delle regioni di Cracovia e Lublino, mentre la Russia ottenne solo Ternopol. Alessandro in autunno iniziò a considerare probabile una rottura dell'alleanza e una nuova guerra con la Francia; egli parlò ad Adam Jerzy Czartoryski di riprendere i vecchi progetti di sfruttare il partito filo-russo presente nella nobiltà polacca per creare un Regno di Polonia all'interno dell'Impero russo, in funzione antifrancese. In realtà già in precedenza lo zar aveva manifestato all'ambasciatore austriaco, con parole esplicite, i suoi propositi a lungo termine di rimettere completamente in discussione il predominio napoleonico in Europa.

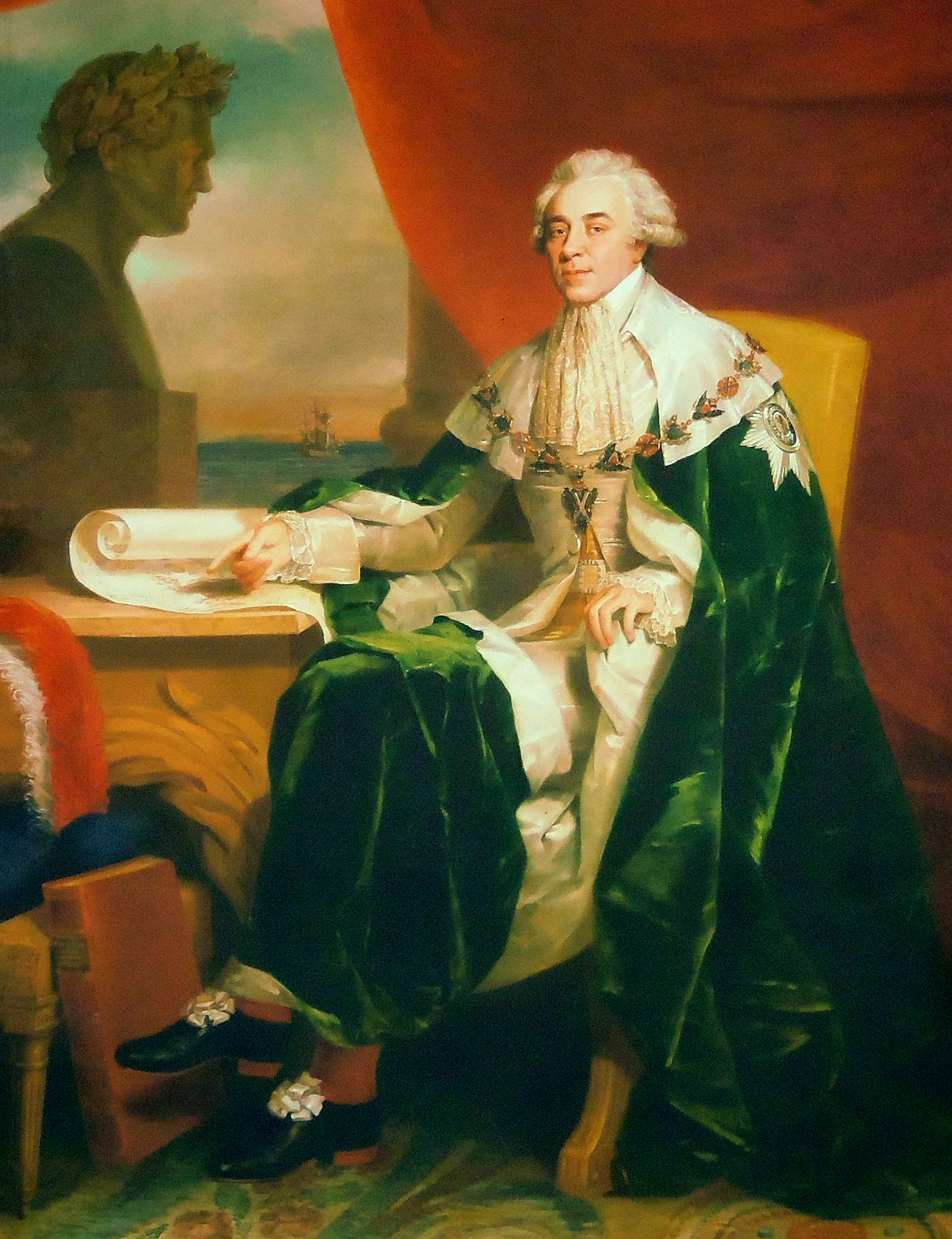
Nikolaj Rumjančev, il consigliere dello zar Alessandro favorevole a un accordo con la Francia

Dopo la fine della Quinta coalizione, la decisione di Napoleone di divorziare da Giuseppina e di scegliere una nuova moglie per organizzare un matrimonio dinastico, introdusse un nuovo motivo di conflitto, anche personale, con lo zar. Il 22 novembre 1809 l'imperatore diede disposizione all'ambasciatore Caulaincourt di presentare ad Alessandro una domanda formale di matrimonio della sorella minore dello zar, Anna Pavlovna; l'imperatore offriva di concludere contemporaneamente un trattato sulla questione polacca che sarebbe andato incontro ai desideri del sovrano russo, contrario alla ricostituzione di una Polonia indipendente. Lo zar, deciso ormai a rompere l'alleanza con la Francia, non era intenzionato a concedere la mano della sorella e, con una serie di pretesti, rinviò una risposta definitiva; nel frattempo egli convinse Caulaincourt a concludere il trattato sulla Polonia che venne firmato il 4 gennaio 1810 in termini molto favorevoli alla Russia. Napoleone, di fronte ai ripetuti rinvii di Alessandro, si insospettì e sospese la ratifica del trattato; ma egli aveva già pronto un piano di riserva. Fin dal novembre 1809 l'Austria, su indicazione del nuovo cancelliere Klemens von Metternich, desideroso di inasprire il conflitto franco-russo, aveva proposto all'imperatore francese di sposare l'arciduchessa Maria Luisa, figlia di Francesco II. Il 5 febbraio 1810 Napoleone, irritato dal nuovo rinvio richiesto dallo zar, decise di chiedere la mano dell'arciduchessa austriaca e l'accordo venne concluso il 7 febbraio; intanto, il 4 febbraio 1810 Alessandro aveva infine comunicato il suo rifiuto della proposta di matrimonio della sorella Anna.

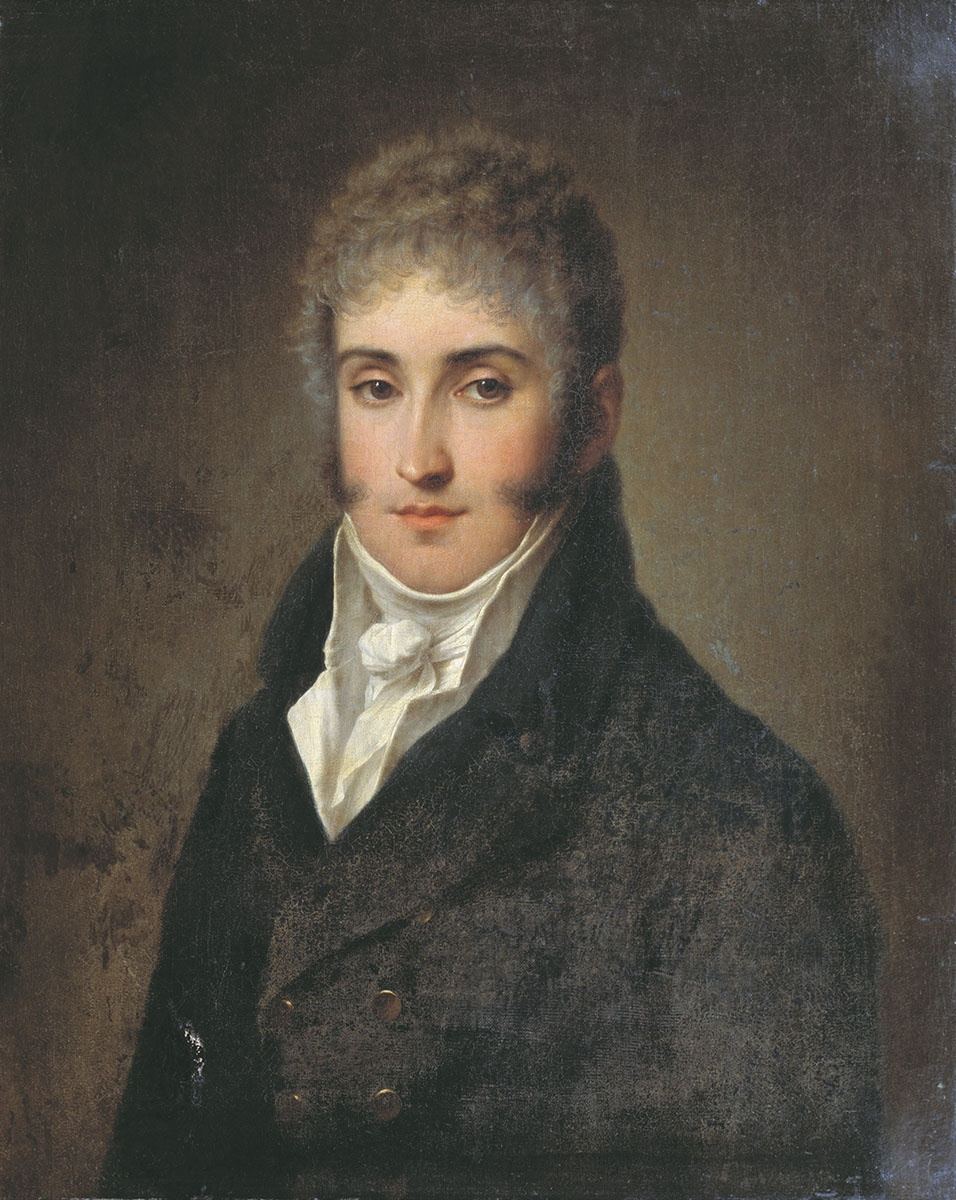
Il polacco Adam Jerzy Czartoryski, consigliere e amico dello zar

Al mancato matrimonio dinastico franco-russo seguì quindi un netto raffreddamento dei rapporti personali tra i due sovrani e il fallimento delle trattative sulla Polonia; il 13 luglio 1810, dopo la decisione di Napoleone di bloccare il progetto concluso da Caulaincourt a febbraio, l'inviato dello zar, Karl Vasil'evič Nesselrode, respinse nettamente una nuova proposta di trattato avanzata dall'imperatore, meno favorevole ai russi; le trattative furono quindi interrotte da Napoleone. I sorprendenti avvenimenti che si verificarono in Svezia poco dopo provocarono nuove polemiche e sospetti tra i due sovrani. Dopo la sconfitta in Finlandia e la conclusione della pace con la Francia, il 6 gennaio 1810 una crisi di successione provocò cambiamenti clamorosi nel quadro istituzionale del Paese scandinavo; dopo la morte dell'erede designato dal re Carlo XIII, il partito filo-francese presente in Svezia, prima progettò di richiedere uno dei fratelli di Napoleone come nuovo erede al trono e poi, di fronte alle reticenze dell'imperatore preoccupato delle reazioni di Alessandro, propose al maresciallo Jean-Baptiste Bernadotte di accettare la designazione. Il maresciallo informò l'imperatore che rimase prudente ma non gli proibì di accettare; egli giustamente riteneva Bernadotte, con cui aveva avuto anche recentemente duri contrasti, personaggio poco affidabile. Il 21 agosto 1810 la dieta svedese designò il maresciallo Bernadotte erede al trono di Svezia e Napoleone nonostante i dubbi, diede la sua approvazione; il 17 novembre la Svezia, apparentemente allineata alla Francia, dichiarò guerra ai britannici. Lo zar Alessandro reagì duramente a questa macchinazione diplomatica, temendo che il maresciallo Bernadotte potesse rappresentare un fedele esecutore delle direttive dell'imperatore; invece il maresciallo fece subito sapere ai rappresentanti russi che egli non sarebbe stato un fantoccio di Napoleone, che avrebbe rinunciato per sempre alla Finlandia e che avrebbe salvaguardato l'amicizia con la Russia, anche nel caso di un conflitto franco-russo.

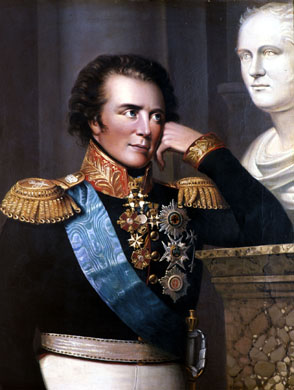
Gustaf Mauritz Armfelt, il consigliere di origine svedese dello zar, acceso fautore della guerra contro la Francia

Alessandro iniziò a preparare una guerra contro la Francia fin dalla primavera 1810; in aprile egli parlò esplicitamente a Czartoryski di iniziare il conflitto entro nove mesi e richiese, senza successo, il suo appoggio per ottenere l'aiuto del Granducato di Varsavia; nello stesso periodo i suoi inviati a Vienna fecero proposte di alleanza anti-francese che vennero però respinte dal cancelliere. Oltre alle controversie di politica di potenza e alla rivalità personale tra i due sovrani, anche importanti fattori economici resero ben presto evidente l'impossibilità di una leale collaborazione tra i due Paesi. L'adesione della Russia al Blocco continentale aveva avuto effetti disastrosi per l'economia e i commerci; le esportazioni di grano, canapa e legname verso la Gran Bretagna erano cessate, senza che i commercianti russi potessero trovare altri sbocchi per i loro prodotti. Il Mar Baltico era ormai chiuso ai commerci, mentre le navi britanniche dell'ammiraglio James Saumarez dominavano quelle acque e favorivano il contrabbando. La Francia non necessitava dei prodotti russi e invece esportava beni di lusso, profumi e liquori che non potevano sostituire i prodotti di prima necessità di cui la Russia aveva bisogno; la bilancia commerciale russa era quindi in grave deficit e il malcontento si accresceva tra i mercanti e i produttori.
Lo zar Alessandro prestò ascolto alle proteste; egli, consapevole del grave danno economico causato dalle misure di blocco adottate, fin dal 1809 aveva favorito la ripresa del commercio su navi "presumibilmente neutrali" nel Mar Baltico; nonostante le rimostranze francesi, non adottò i provvedimenti ancor più restrittivi contro la navigazione decisi da Napoleone con i decreti del Trianon e di Fontainebleau. Infine il 31 dicembre 1810 lo zar promulgò un ukaz che liberalizzava il commercio neutrale e stabiliva una serie di pesanti tasse doganali sui prodotti di lusso francesi importati via terra. Napoleone, che nell'estate 1810 non considerava ancora inevitabile una guerra con la Russia, ritenne la rottura della coesione del Blocco continentale un punto di non ritorno, e prese la decisione di costringere alla sottomissione lo zar, eventualmente ricacciandolo in Asia, dopo avergli strappato le sue province europee. Contemporaneamente all'ukaz di Alessandro, l'imperatore francese decise di annettere il Ducato di Oldenburgo, il cui sovrano era cognato dello zar, in violazione degli accordi stabiliti a Erfurt. Questi eventi sancirono la rottura anche formale dell'alleanza franco-russa stabilita a Tilsit e precipitarono l'Europa in una guerra decisiva tra le due maggiori potenze continentali.

## Preliminari diplomatici della campagna di Russia

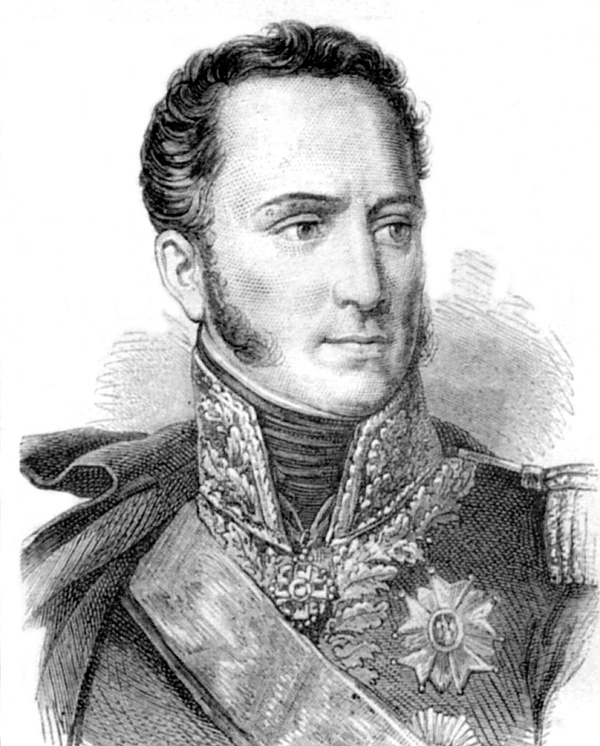
L'ambasciatore francese in Russia, Armand de Caulaincourt

In un primo momento lo zar Alessandro sembrò deciso a prendere l'iniziativa con il suo esercito e portare la guerra in Germania dopo aver invaso il Granducato di Varsavia, sperando di innescare la sollevazione della Prussia e di favorire la partecipazione dell'Austria; l'8 gennaio 1811 il sovrano russo fece nuove proposte a Czartoryski richiedendo l'appoggio dei polacchi in cambio della ricostituzione di uno Stato polacco all'interno dell'Impero. Queste iniziative tuttavia non ottennero risultati concreti: Czartoryski, intimorito da Napoleone e cosciente della simpatia dei polacchi per l'imperatore francese, respinse gli inviti di Alessandro; il cancelliere austriaco Metternich rifiutò le allettanti proposte russe, mentre Bernadotte, designato erede al trono svedese, sembrò inizialmente propenso ad affiancarsi alla Francia, promettendo in caso di guerra un contingente di truppe, in cambio del dominio sulla Norvegia.

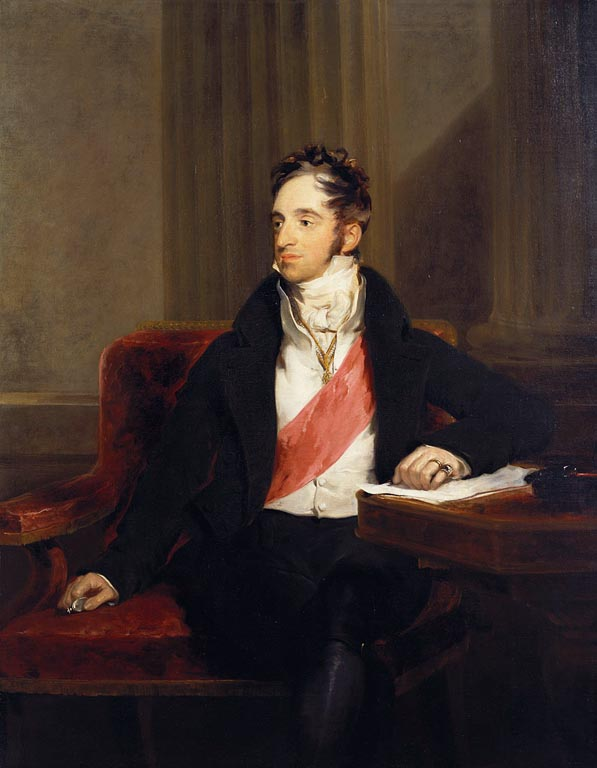
Il consigliere dello zar Karl Vasil'evič Nesselrode, fautore della guerra contro la Francia

Napoleone, male informato da Caulaincourt, si accorse tardivamente di queste minacciose manovre russe; solo dopo gli avvertimenti dei polacchi si preoccupò di un possibile attacco preventivo dello zar; egli quindi progettò piani di emergenza e iniziò una serie di trattative per organizzare un sistema di alleanze per la guerra all'est. Nel frattempo, mentre si giocava una complessa partita diplomatica segreta, continuavano anche trattative dirette tra le due potenze per cercare di dirimere i contrasti e trovare un compromesso; si discusse a lungo, su iniziativa soprattutto di Rumjančev, desideroso di mantenere la pace, sull'indennità da concedere al duca di Oldenburgo per la perdita del suo territorio, e la Francia ripropose il trattato sulla Polonia già preparato l'anno precedente; lo zar Alessandro invece si limitò a manifestare il suo malcontento, ma in un primo momento non presentò richieste precise. Il 15 agosto 1811 Napoleone, irritato dalla tattica dilatoria dello zar, ebbe un violento scontro con l'inviato russo Aleksandr Kurakin e quindi stabilì di iniziare la guerra nel giugno 1812, nonostante le assicurazioni di Caulaincourt e del suo successore Jacques Lauriston sulla volontà di pace dello zar.
Nel frattempo Alessandro aveva rinunciato ai propositi di anticipare l'imperatore e portare la guerra in Germania; bene informato dei preparativi francesi, lo zar decise di attendere l'attacco nemico e assumere il ruolo, a lui congeniale, di difensore e liberatore dell'Europa sottomessa al dispotismo napoleonico. Lo stesso Charles de Talleyrand, caduto in disgrazia presso Napoleone, consigliava lo zar di rimanere sulla difensiva e ricercare l'alleanza o la neutralità dell'Austria, della Svezia e dell'Impero Ottomano. Inizialmente i tentativi di Alessandro di convincere Austria e Prussia a coalizzarsi contro l'imperatore non ebbero successo; al contrario fu Napoleone che, dalla sua posizione di forza, poté imporre ai due stati, ripetutamente sconfitti negli anni precedenti, delle forzate alleanze contro la Russia.
In Prussia in realtà il partito antifrancese e i nazionalisti erano attivi e desiderosi della rivincita, ma il re Federico Guglielmo III, dopo aver accettato in un primo tempo di concordare con Alessandro una convenzione militare difensiva, timoroso della potenza francese, abbandonò questi progetti e, minacciato da Napoleone, si dichiarò disposto a un'alleanza con la Francia. L'imperatore attese fino al 23 febbraio 1812, quindi impose ai prussiani di firmare subito un trattato di alleanza, minacciando un'invasione. La Prussia si sottomise il 5 marzo 1812, concluse l'alleanza e promise un contingente di truppe per la guerra con la Russia. Le truppe francesi entrarono in Prussia e organizzarono una base di operazioni per la guerra; il maresciallo Claude Victor, con il IX corpo d'armata, occupò Berlino. I principali esponenti prussiani del partito anti-francese, tra cui August von Gneisenau, Hermann von Boyen e Carl von Clausewitz, abbandonarono il regno ed emigrarono a Londra o soprattutto alla corte dello zar.

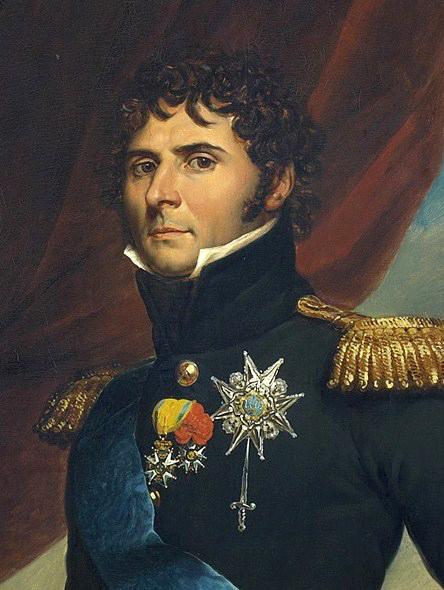
L'erede al trono di Svezia, il maresciallo Jean-Baptiste Bernadotte, concluse un'alleanza segreta con lo zar contro la Francia, prima della guerra

Mentre la Prussia veniva occupata dall'esercito francese, anche l'Austria, guidata dal prudente Metternich, si allineava alla Francia; il 17 dicembre 1811 l'ambasciatore a Parigi Karl Philipp Schwarzenberg concluse un accordo in cui era prevista l'organizzazione di un contingente di truppe austriache che sarebbe stato aggregato alla Grande Armata, mentre la Galizia sarebbe stata ceduta al Granducato di Varsavia in cambio delle Province illiriche. Il 14 marzo 1812 venne firmato il trattato formale di alleanza franco-austriaca. In realtà il partito anti-francese a Vienna non era affatto disarmato e Metternich conduceva un abile doppio gioco; egli fece sapere allo zar che l'Austria manteneva i suoi obiettivi di equilibrio europeo di lungo periodo, che le eventuali ostilità con la Russia sarebbero state solo di facciata e che le truppe non sarebbero state incrementate; il 2 giugno 1812 venne addirittura conclusa una convenzione segreta austro-russa.

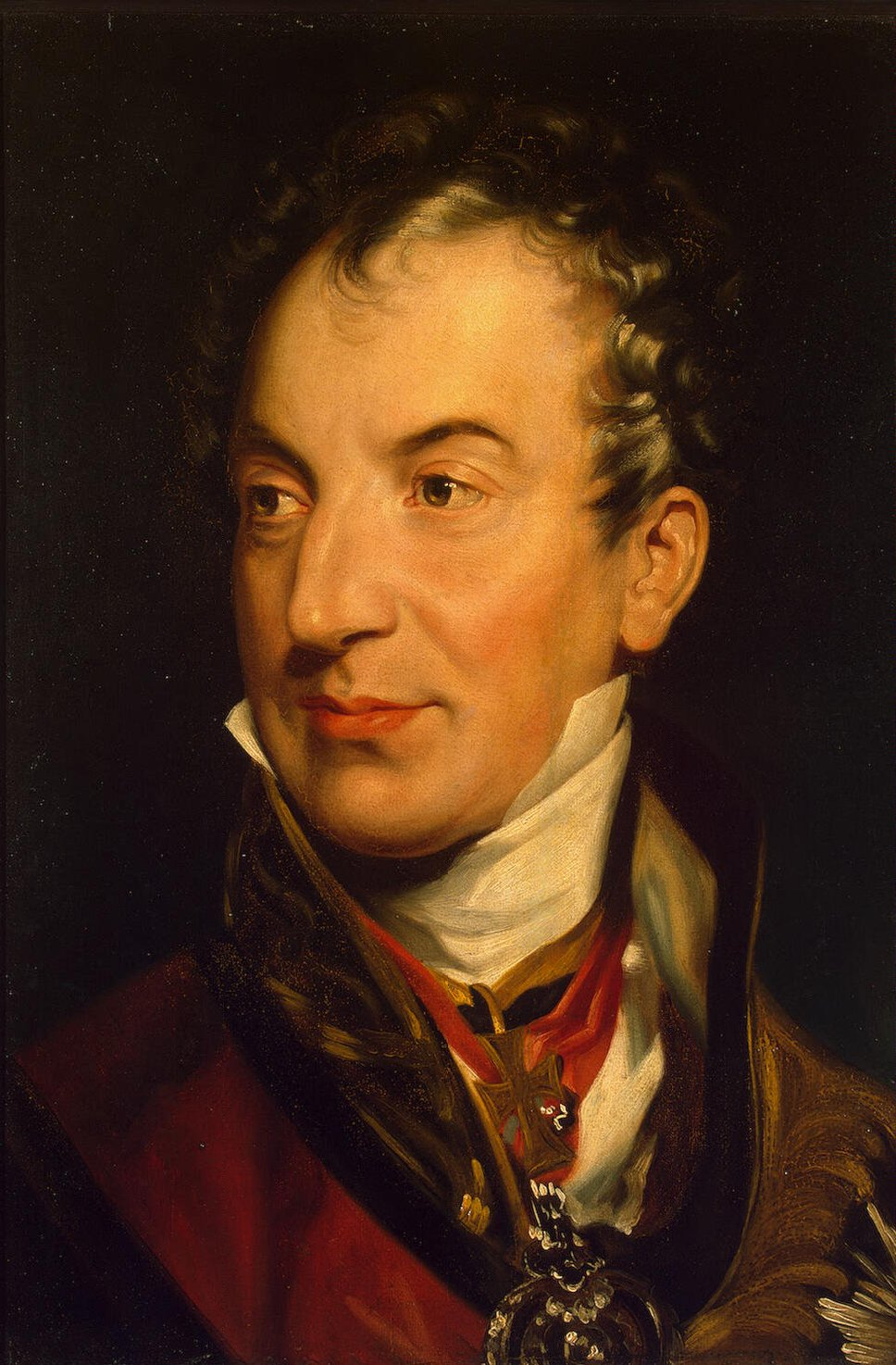
Il cancelliere austriaco Klemens von Metternich

Alessandro non sembrò risentito della partecipazione di Prussia e Austria all'invasione e comprese il loro scarso entusiasmo e il loro segreto interesse a una sconfitta di Napoleone e a un successo della Russia; lo zar inoltre ottenne alcuni importanti successi diplomatici con la Svezia e l'Impero Ottomano, che consolidarono la sua posizione. A causa delle violazioni svedesi al blocco continentale le relazioni tra Francia e Svezia si erano deteriorate nel corso del 1811; l'ambasciatore francese a Stoccolma giunse al punto di rompere le relazioni diplomatiche, dopo un aspro scontro con Bernadotte. Nel gennaio 1812 il maresciallo Louis-Nicolas Davout occupò, su ordine di Napoleone, la Pomerania svedese per chiuderla al contrabbando britannico; la rottura divenne inevitabile e lo zar seppe approfittare del risentimento di Bernadotte. Il 18 febbraio 1812 l'inviato svedese Löwenhielm propose ad Alessandro un'alleanza militare e promise un intervento alle spalle dell'esercito francese, sbarcando in Germania; il 5 e il 9 aprile nelle due capitali venne conclusa l'alleanza tra Svezia e Russia.
Nel frattempo la guerra contro i turchi era proseguita in modo sempre più favorevole alla Russia dopo le vittorie dei generali Pëtr Bagration e Nikolaj Kamenskij nel 1809 e 1810; i turchi abbandonarono la Serbia che si affiancò alla Russia, mentre le truppe dello zar conquistavano le fortezze del Danubio e occupavano gran parte del Caucaso. Nel 1811 il generale Michail Kutuzov ottenne una grande vittoria a Ruse e sbaragliò l'esercito ottomano; il 25 ottobre 1811 iniziarono le trattative di pace che si trascinarono per mesi a causa dell'intransigenza dei turchi che rifiutavano di cedere l'intera Bessarabia fino al Seret. Infine il 28 maggio 1812, grazie anche alla mediazione britannica, venne conclusa una pace di compromesso che assegnò ai russi i territori fino al Prut (trattato di Bucarest). La fine delle ostilità con l'Impero Ottomano fu di grande vantaggio per lo zar Alessandro che poté richiamare a nord contro i francesi l'esercito del Danubio, proprio nel momento in cui iniziava l'invasione, mentre le truppe del Caucaso tenevano sotto controllo la Persia.

## Concentrazione della Grande Armata in Polonia

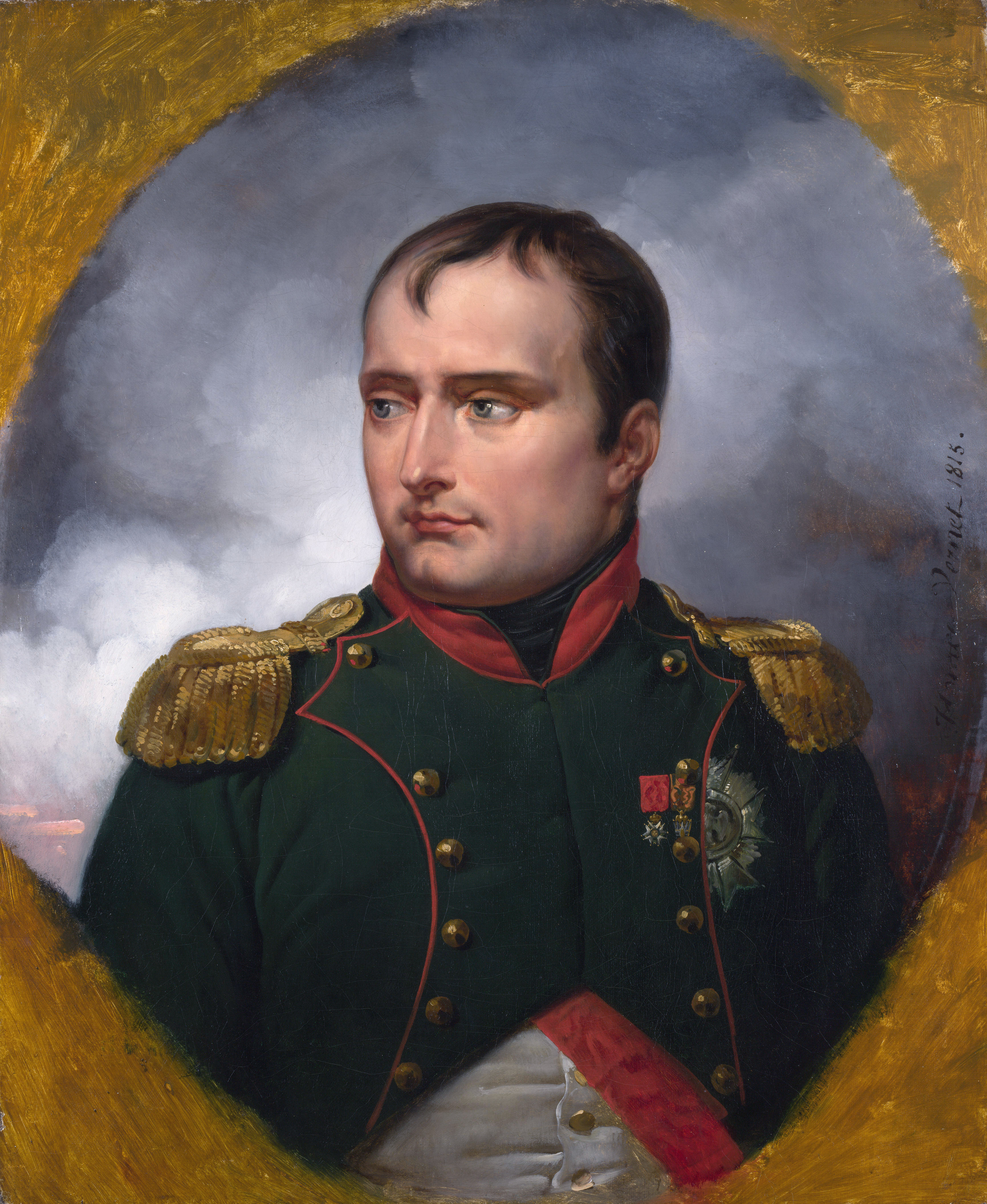
L'imperatore Napoleone nel periodo della campagna di Russia

Dall'inizio del 1811, l'imperatore aveva attivato l'ufficio topografico del Dépôt de la Guerre che, sotto la direzione di Louis Albert Bacler d'Albe, iniziò a studiare l'area di operazioni e a preparare le carte per la nuova campagna; si diede inizio inoltre alla raccolta e alla distribuzione di materiali ed equipaggiamenti necessari per le truppe che, dopo essere stati ammassati a Magonza, Metz, Wesel e Maastricht, furono poi concentrati a Danzica dove il generale Jean Rapp organizzò, con 25 000 uomini, una grande base di rifornimento. Nel gennaio 1811 l'imperatore iniziò a rinforzare i reparti già presenti in Germania e costituì nuove formazioni; la classe di coscritti del 1811 era già stata richiamata in precedenza ed era in fase di istruzione nei depositi prima di partire per i reparti; le difficoltà pratiche furono grandi, soprattutto per organizzare i mezzi di trasporto e i necessari vettovagliamenti per uomini e animali.

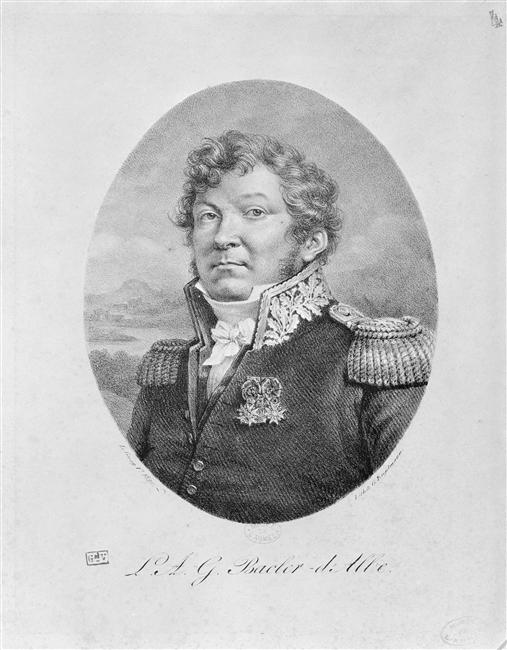
Louis Albert Bacler d'Albe, militare, pittore e direttore del Dépôt de la Guerre

Dall'estate 1811 Napoleone fu impegnato nel concentramento dell'esercito in Germania e quindi nella direzione della marcia di avvicinamento attraverso il Granducato di Varsavia fino al Niemen. La concentrazione della Grande Armata si effettuò sotto la copertura delle truppe del principe Józef Poniatowski che, costituite da 56 000 soldati, coprivano la linea della Vistola in caso di improvvise iniziative russe; le forze francesi già presenti sull'Oder erano comandate dal maresciallo Louis-Nicolas Davout che iniziò a far avanzare oltre il fiume i suoi 100 000 soldati scelti per raggiungere la Polonia. Nel frattempo il maresciallo Nicolas Oudinot avanzava dalla Vestfalia con i contingenti degli stati tedeschi e raggiunse Berlino il 28 marzo 1812 dove era già acquartierato il IX corpo d'armata del maresciallo Victor; da Boulogne si misero in marcia i nuovi reparti di coscritti francesi guidati dal maresciallo Michel Ney, seguiti dalla Guardia imperiale che era stazionata nell'est della Francia.
I reparti forniti dall'Impero austriaco e dalla Prussia, dopo gli accordi conclusi con la Francia il 5 e il 14 marzo 1812, si misero a loro volta in cammino e raggiunsero la linea dell'Elba; il 23 febbraio 1812 iniziò i movimenti l'Armata d'Italia guidata dal principe Eugenio di Beauharnais che dovette attraversare le Alpi per raggiungere il resto dello schieramento di Napoleone. Il raggruppamento finale di tutte le forze sul Niemen era stato previsto dall'imperatore per il mese di maggio 1812, nel frattempo si era conclusa la fase diplomatica dell'ostilità tra Francia e Russia.
L'8 aprile 1812 lo zar Alessandro presentò le sue richieste finali per un accordo: i francesi avrebbero dovuto evacuare la Prussia e la Pomerania svedese, quindi si sarebbe concordato un nuovo trattato commerciale che avrebbe dovuto mantenere libero il commercio dei neutrali; si sarebbe infine stabilita una indennità per il duca di Oldenburgo, il cui stato era stato annesso dalla Francia nel dicembre 1810 in contrasto con gli accordi di Erfurt. Napoleone non diede alcuna risposta, e il 9 maggio 1812 partì da Parigi insieme al ministro degli esteri Hugues-Bernard Maret senza ricevere l'inviato dello zar Alexander Kurakin che cercava di vederlo. In precedenza l'imperatore aveva fatto senza successo un tentativo di trovare un accordo con la Gran Bretagna proponendo di lasciare la Spagna a Giuseppe, la Sicilia a Ferdinando e reintegrare la vecchia dinastia in Portogallo. Napoleone giunse a Dresda il 25 maggio dove venne accolto da numerosi re e principi tedeschi alleati, compresi l'imperatore d'Austria e il re di Prussia; dopo aver cercato di impressionarli mostrando grande fiducia, il 28 maggio finalmente ripartì per raggiungere la Grande Armata sul Niemen. Negli stessi giorni l'inviato francese Louis Narbonne non era stato neppure ricevuto dallo zar che si trovava a Vilna.

## La Grande Armata

### Composizione e organizzazione

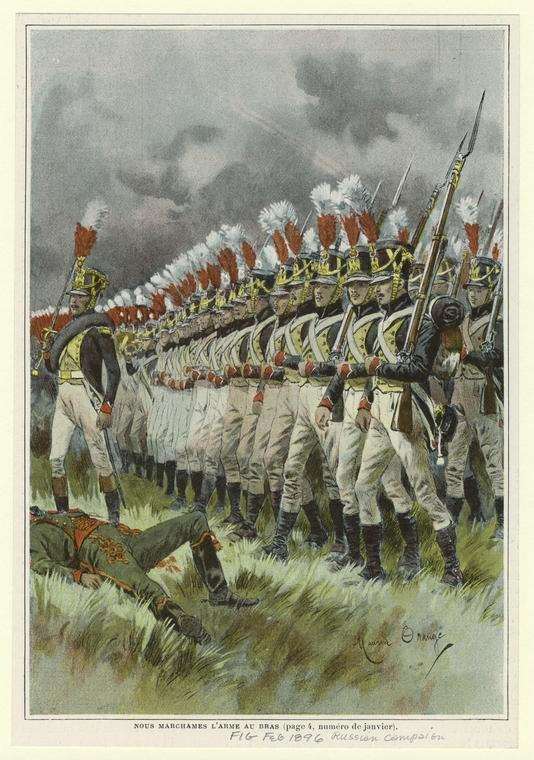
Fanteria di linea francese durante la campagna di Russia

Le forze raccolte da Napoleone per la guerra contro la Russia - definita "seconda campagna di Polonia" nel proclama dell'imperatore diramato alle truppe - ammontavano a oltre 700 000 soldati, dei quali 611 000 entrarono in azione oltre il Niemen durante il corso della campagna; questo enorme impegno sottopose l'Impero napoleonico a una grande tensione - specialmente considerando che c'erano ulteriori 300 000 soldati francesi che combattevano in Spagna e più di 200 000 di guarnigione nei territori dell'impero.
Circa 300 000 soldati erano di nazionalità francese (compresi quelli provenienti dai territori annessi alla Francia dopo il 1792); 180 000 erano i soldati tedeschi, compresi gli austriaci (30 000), i prussiani (20 000); i soldati polacchi e lituani erano 90 000, 32 000 gli italiani del Regno d'Italia e del Regno di Napoli. I reparti del Regno d'Italia erano inquadrati nel IV corpo d'armata, mentre i soldati del Regno di Napoli dipendevano dal IX corpo d'armata, che entrò in azione in Russia durante la ritirata, 9 000 svizzeri, illirici, spagnoli e portoghesi. La nuova Grande Armata comprendeva soldati provenienti da tutte le regioni e gli Stati del Grande Impero e degli stati satelliti o alleati dell'impero napoleonico; il valore di questi reparti era molto variabile e nel complesso l'esercito era molto meno compatto e omogeneo della Grande Armata originale del 1805. La maggior parte dei reparti combatterono con coraggio e disciplina durante la durissima campagna, ma sorsero inevitabili problemi di controllo e coordinamento di truppe così variabili per lingua, addestramento e equipaggiamenti. Inoltre, la fedeltà delle truppe di provenienza prussiana, austriaca, olandese e spagnola rimaneva non del tutto sicura. Le truppe francesi nell'insieme mostrarono entusiasmo per la nuova impresa; accanto ai reparti giovani e inesperti, erano numerose le truppe veterane che costituivano il nucleo forte dell'armata. In questi soldati era presente consuetudine alla guerra, curiosità, vanità, aspirazione a nuova gloria, speranza di saccheggi, senso di superiorità, sotto la guida del loro capo, sugli altri popoli e sui regnanti d'Europa. Tra i comandanti, pur in parte indeboliti dalle continue guerre e dagli onori raggiunti, era ancora forte il legame con l'imperatore, fonte dei loro privilegi e origine della loro gloria; la vittoria sembrava sicura e accanto a Napoleone si potevano prevedere nuovi vantaggi morali e materiali.

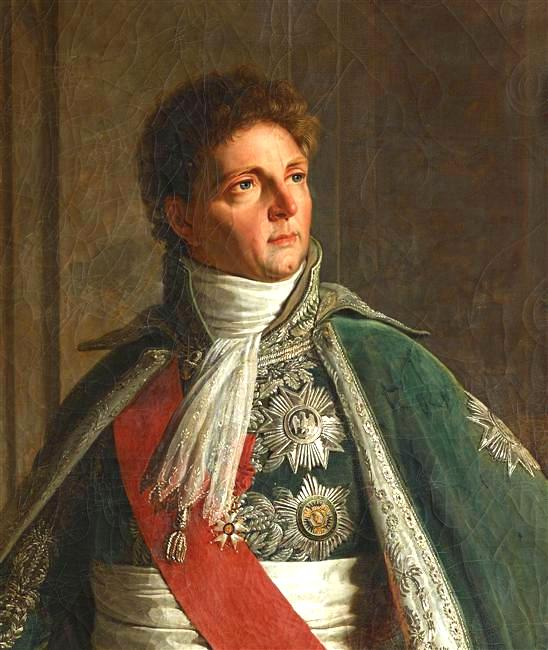
Il maresciallo Louis-Alexandre Berthier, il capo di stato maggiore della Grande Armata

La massa di manovra principale, controllata direttamente dall'imperatore, era costituita da 450 000 soldati e 1 146 cannoni, divisi in nove corpi d'armata, la Guardia imperiale, quattro corpi di cavalleria di riserva e i contingenti austriaco e prussiano.
Napoleone comprese la difficoltà di manovrare efficacemente un numero così elevato di soldati, e prima dell'inizio dell'offensiva divise il raggruppamento principale in tre armate. Una forza principale di 227 000 uomini costituita dal I, II, III corpo d'armata, dalla Guardia imperiale e dalla riserva di cavalleria, sarebbe stata agli ordini diretti dell'imperatore.
Subito dietro un secondo gruppo di 80 000 uomini, con il IV e il VI corpo, al comando del principe Eugenio. Sulla destra una terza armata di 70 000 uomini, V, VII e VIII corpo, agli ordini del fratello Girolamo.
Sull'ala sinistra il maresciallo Étienne-Jacques Macdonald comandava i 32 000 soldati del X corpo e del contingente prussiano del generale Yorck von Wartenburg; sull'ala destra il generale austriaco Karl Schwarzenberg controllava il XII corpo con i 34 000 soldati del contingente austriaco.
L'organizzazione appariva razionale ma avrebbe richiesto comandanti di armata capaci, mentre Eugenio e, soprattutto, Girolamo non erano esperti capi militari e avrebbero dimostrato le loro carenze come condottieri nel corso della campagna. Anche la coesione tra i capi non era del tutto soddisfacente, ancor prima dell'inizio della campagna sorse un grave conflitto tra il maresciallo Louis-Alexandre Berthier, capo di stato maggiore della Grande Armata e il maresciallo Louis-Nicolas Davout, comandante del I corpo, la formazione più grande e potente dell'esercito. Il maresciallo Davout, tenace e metodico, ma anche ostinato e irascibile, era oggetto di invidia e malumore da parte di molti ufficiali superiori francesi per il suo eccessivo zelo e per la sua incorruttibilità; anche Napoleone sembrò non apprezzare del tutto la meticolosità e la prudenza del maresciallo; egli preferì in generale dare ascolto a personaggi temerari come il re di Napoli Gioacchino Murat e il maresciallo Michel Ney.

### Articolazione dei corpi di prima linea della Grande Armata, 24 giugno 1812
Armata principale agli ordini diretti di Napoleone

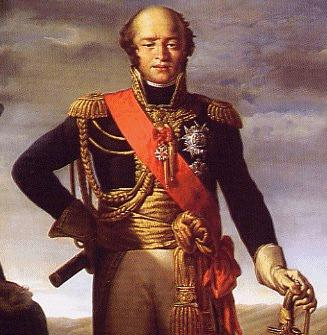
I corpo d'armata, maresciallo Louis Nicolas Davout
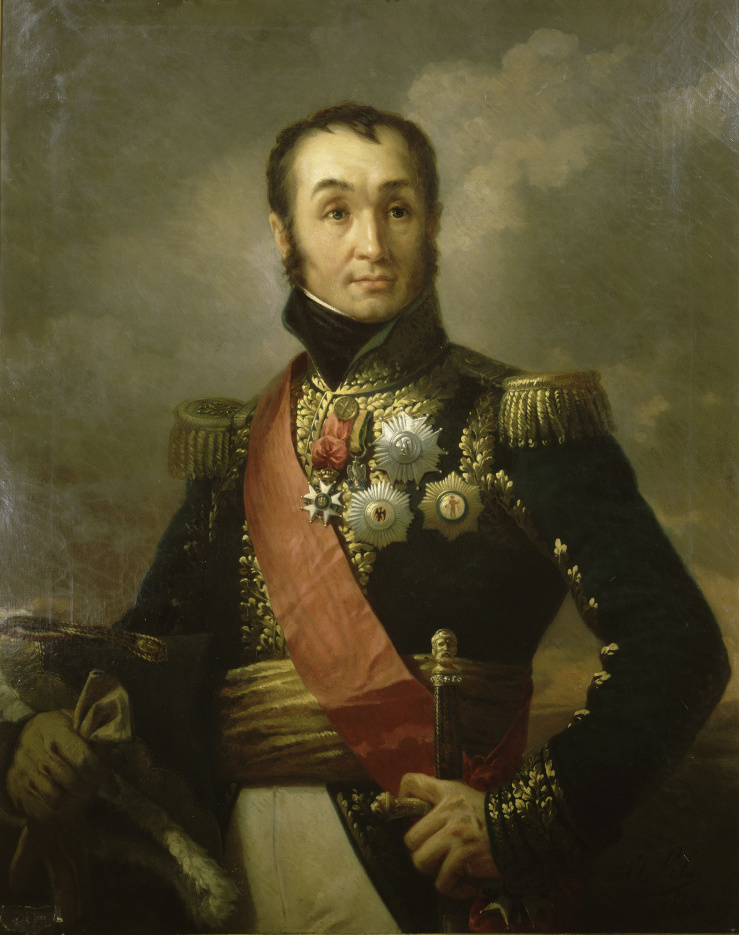
II corpo d'armata, maresciallo Nicolas Oudinot
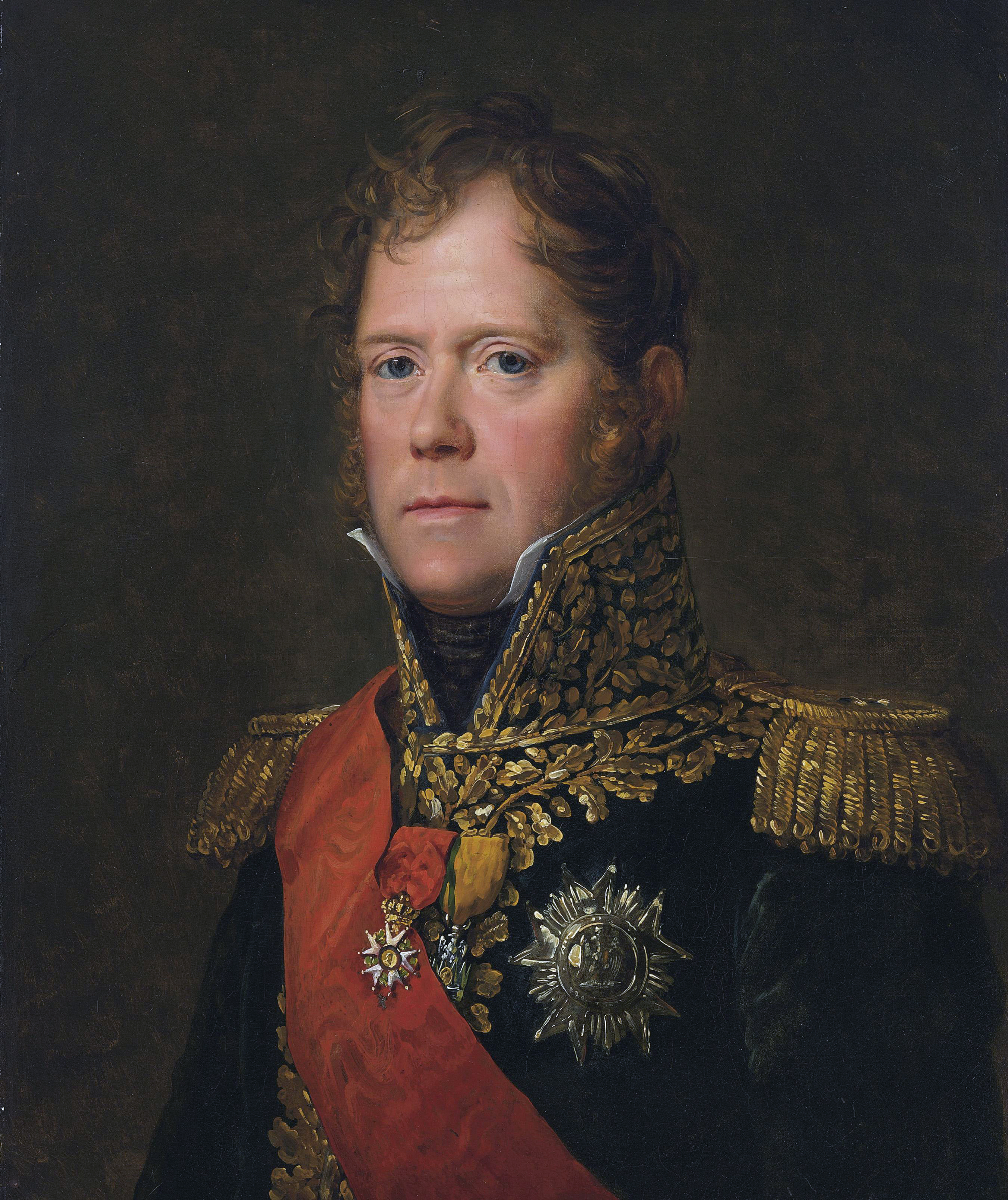
III corpo d'armata, maresciallo Michel Ney
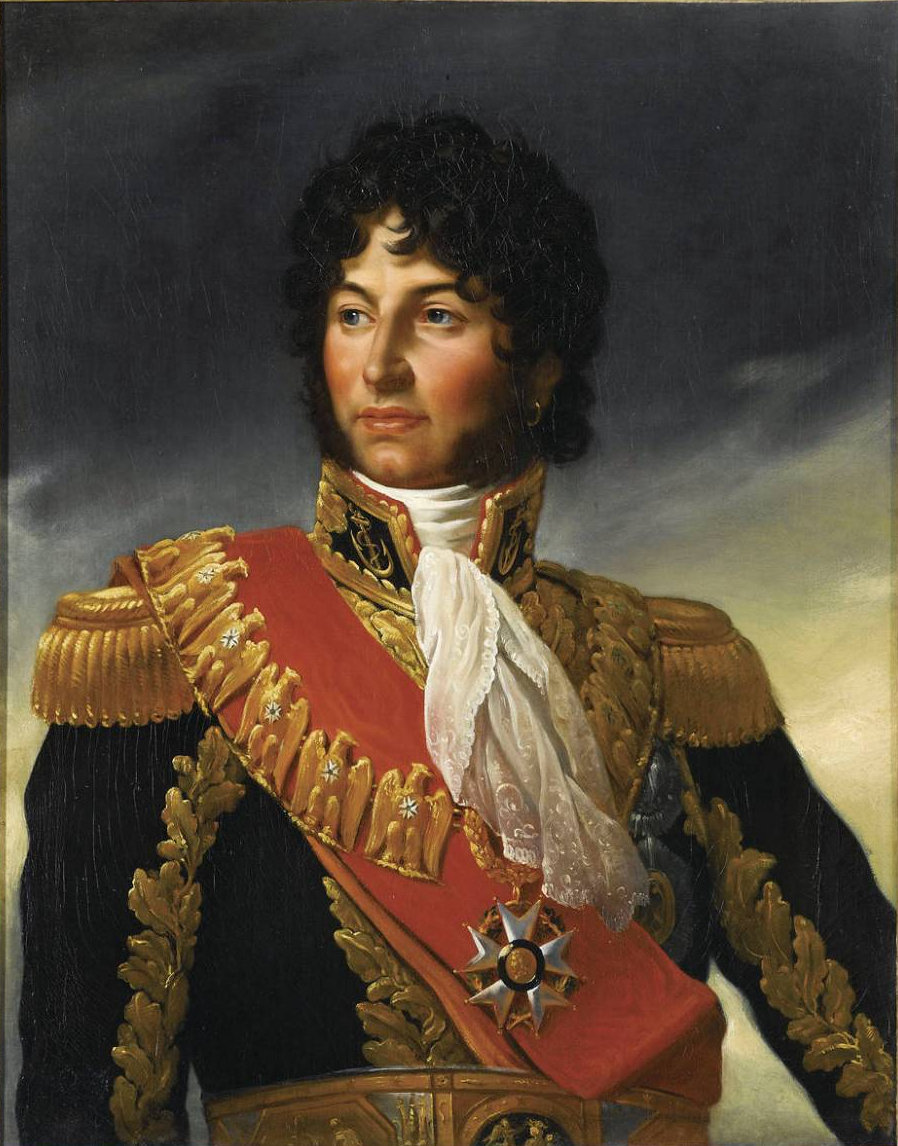
Riserva di cavalleria, re di Napoli: il maresciallo Gioacchino Murat

Seconda armata agli ordini di Eugenio di Beauharnais

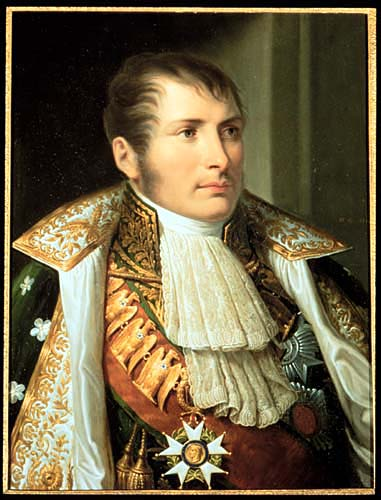
IV corpo d'armata, principe Eugenio di Beauharnais
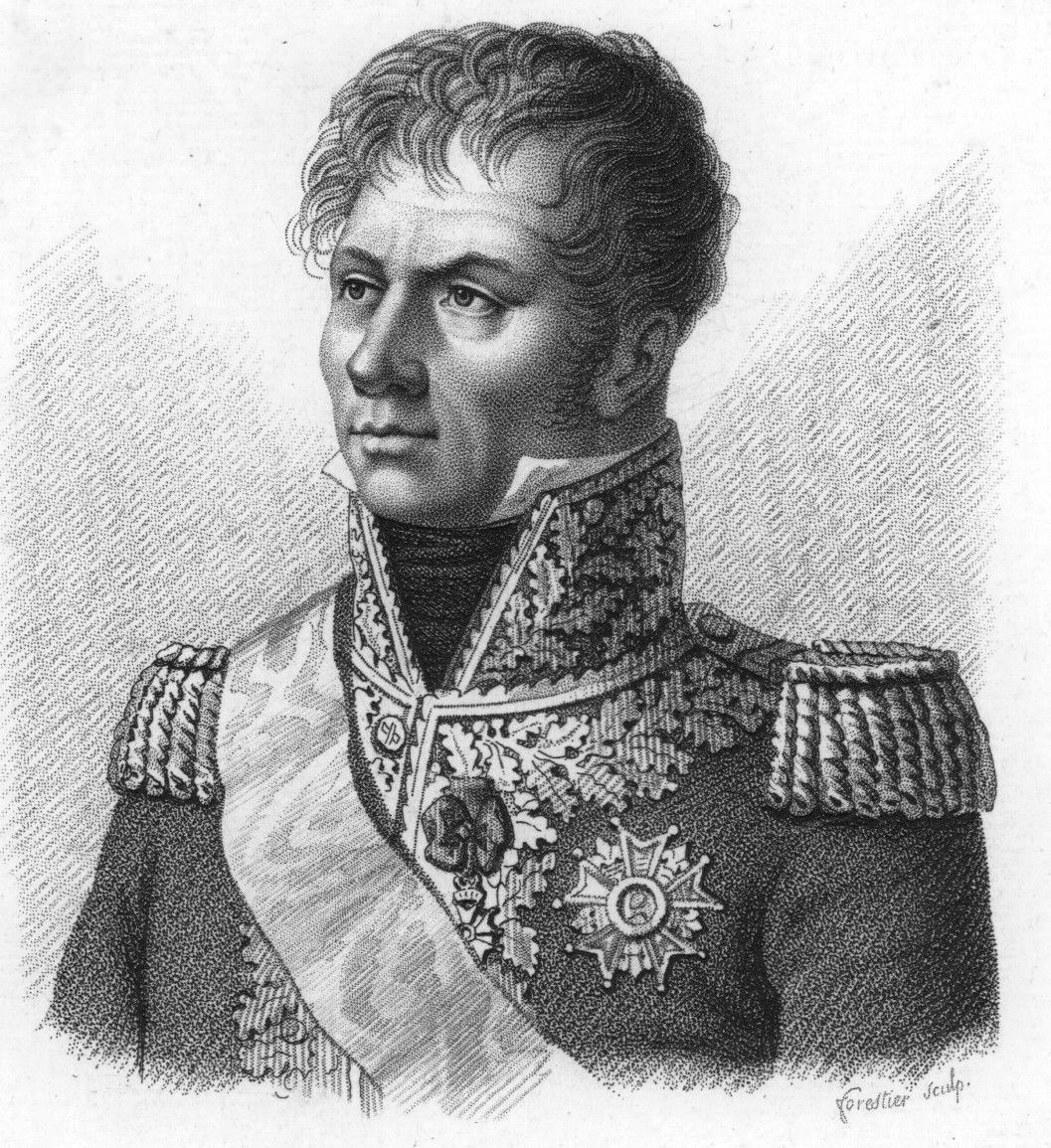
VI corpo d'armata, generale Laurent de Gouvion-Saint-Cyr

Terza armata agli ordini di Girolamo Bonaparte

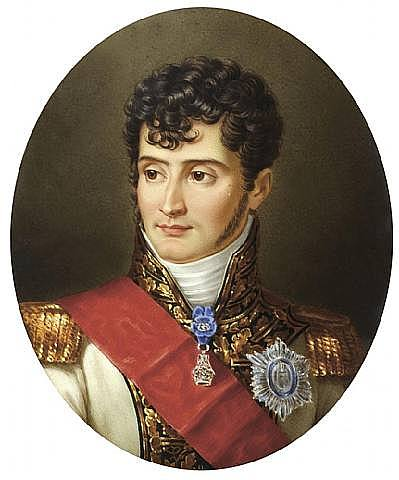
VIII corpo d'armata, re di Vestfalia Girolamo Bonaparte
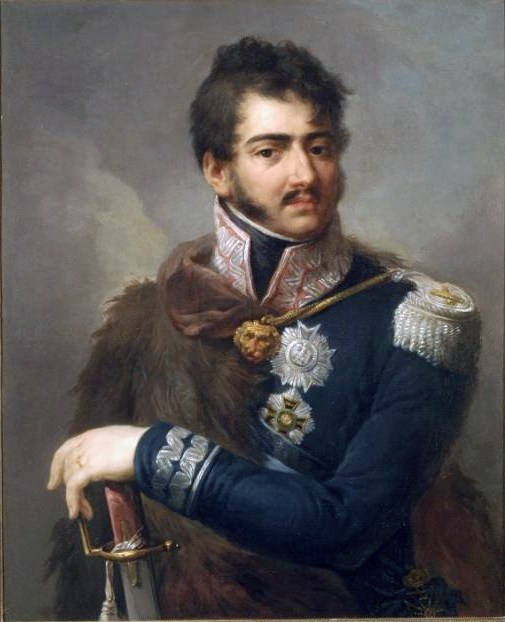
V corpo d'armata, principe Józef Poniatowski
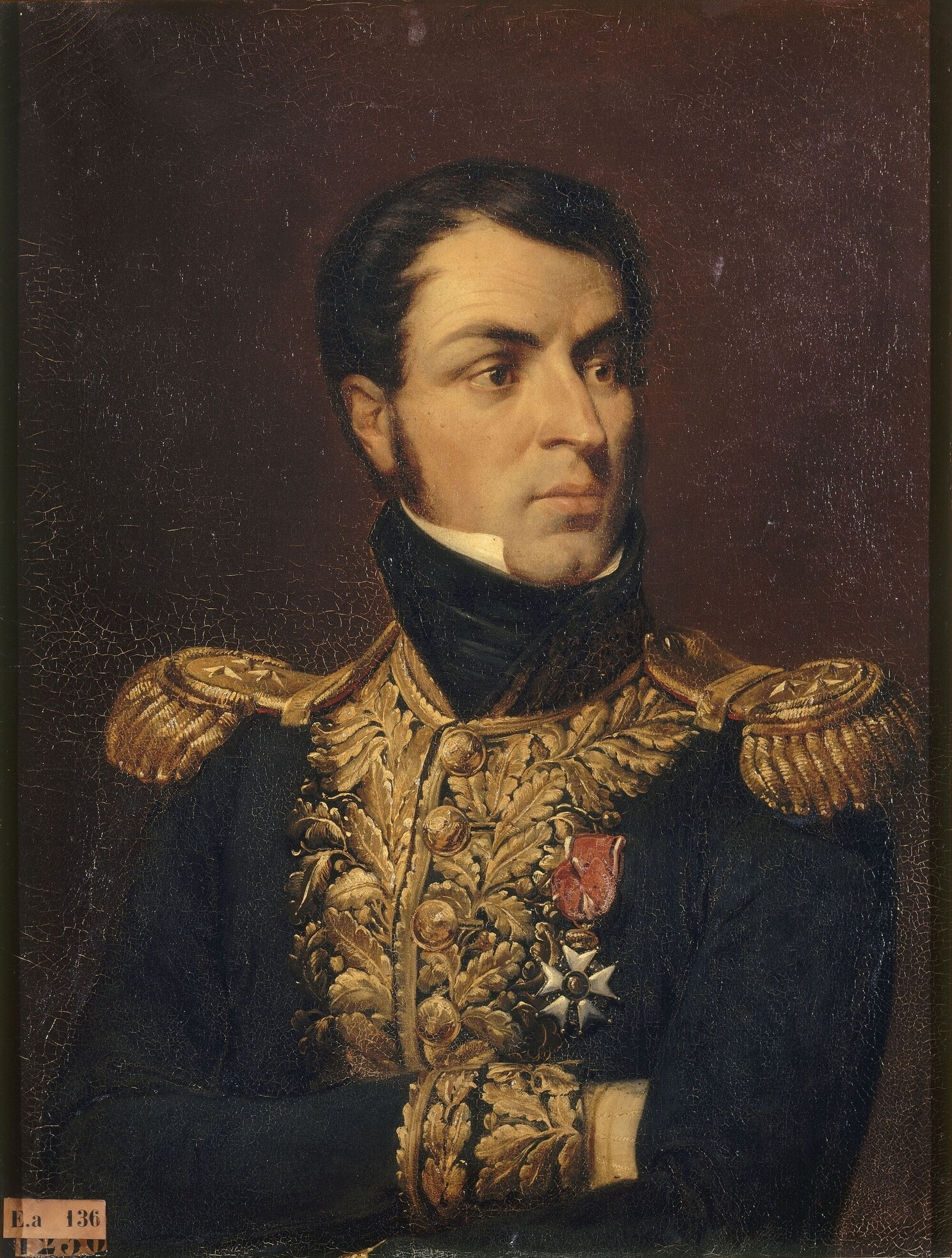
VII corpo d'armata, generale Jean Reynier

Truppe dell'ala sinistra agli ordini del maresciallo Macdonald

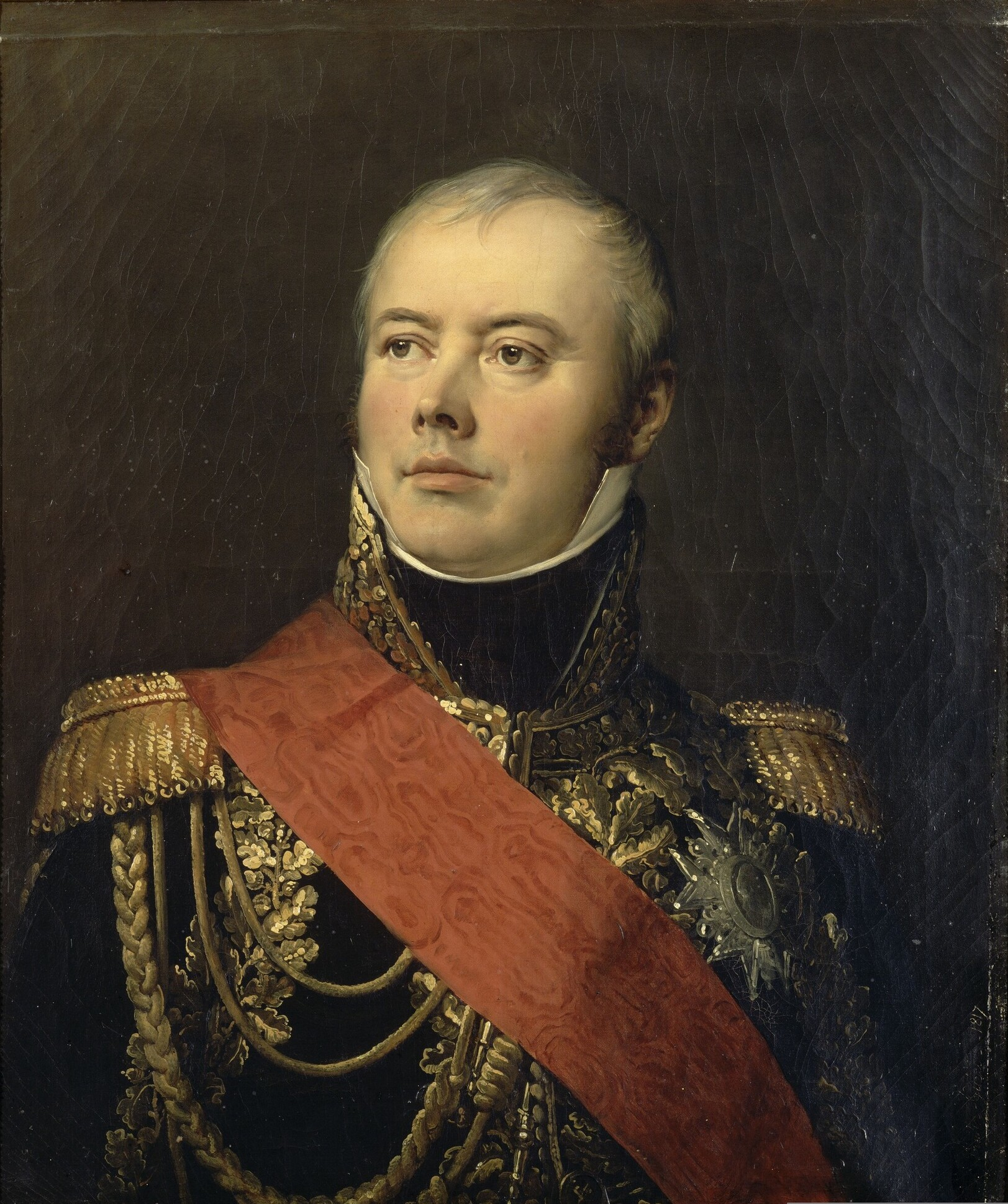
X corpo d'armata, maresciallo Étienne Macdonald
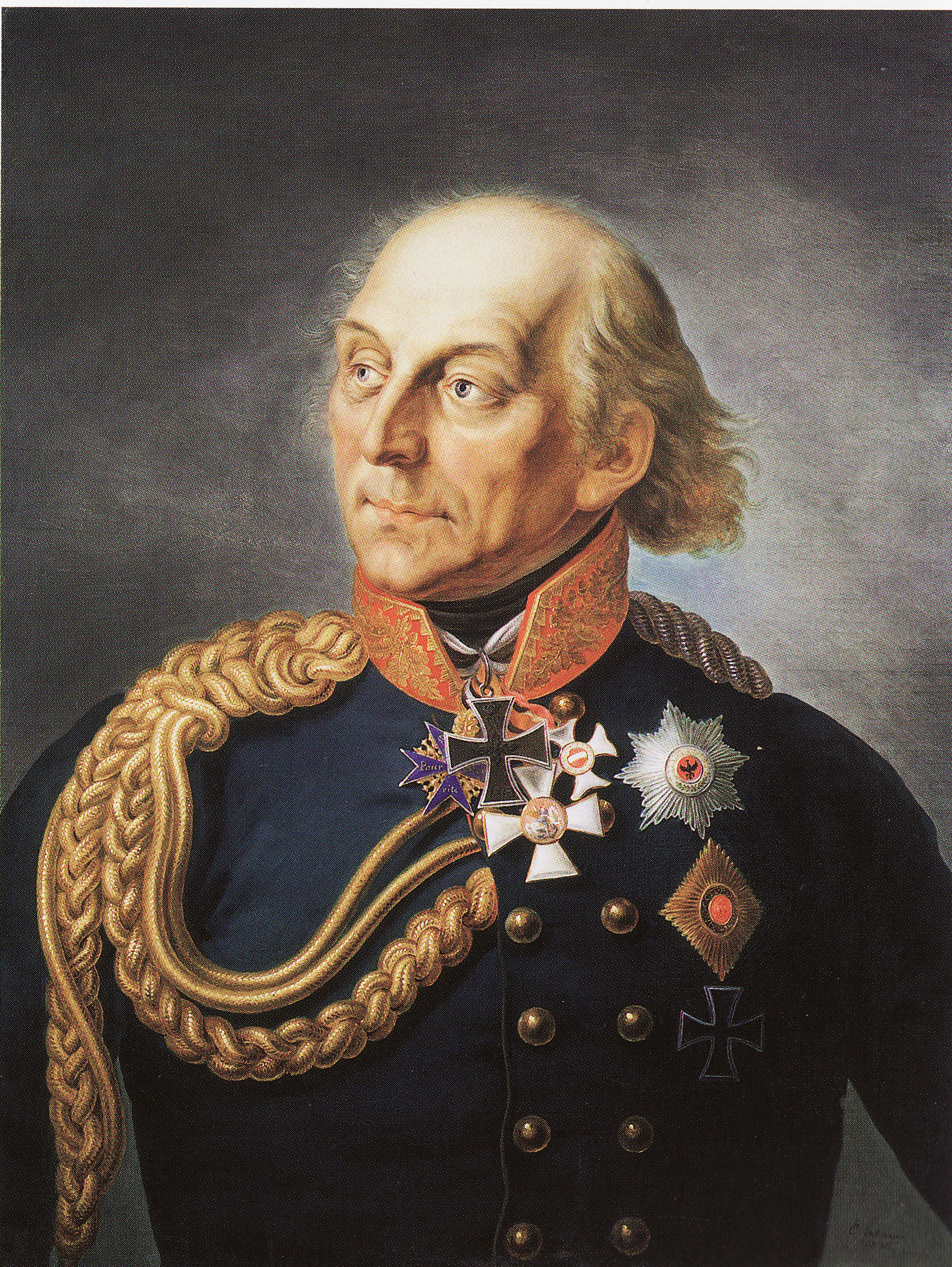
Contingente prussiano, generale Ludwig Yorck von Wartenburg

Truppe dell'ala destra agli ordini del generale Schwarzenberg

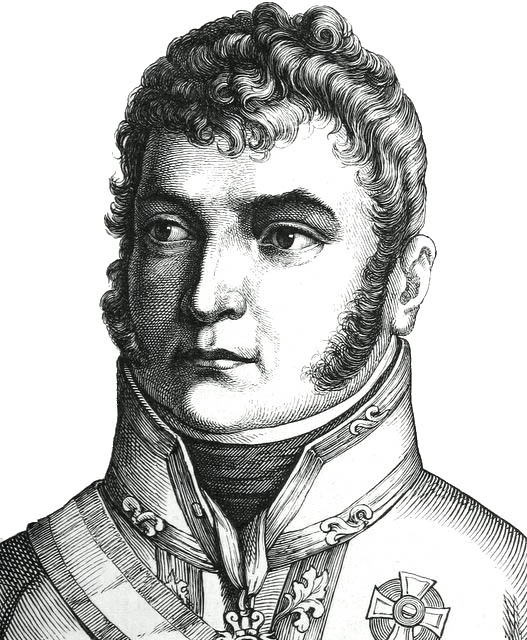
XII corpo d'armata e contingente austriaco, generale Karl Philipp Schwarzenberg

### I piani di Napoleone
(Frase rivolta da Napoleone all'ambasciatore Caulaincourt durante un colloquio a Parigi il 5 giugno 1811)
Prima dell'inizio della campagna Napoleone sembrava credere che la guerra avrebbe potuto concludersi rapidamente a suo favore con una schiacciante vittoria in una grande e decisiva battaglia campale. Il 5 maggio 1811, durante un lungo colloquio con l'ambasciatore Caulaincourt, che lo invitava alla prudenza per i rischi dovuti a un'avanzata in profondità nell'immensità della Russia, e manifestava il proprio scetticismo sulla possibilità di costringere lo zar a cedere, l'imperatore replicò manifestando ottimismo e fiducia sulla possibilità di vincere una grande battaglia che avrebbe distrutto il morale e la perseveranza di Alessandro.
Dopo l'inizio della campagna, e fino al 20 giugno 1812, Napoleone credette ancora che la guerra si sarebbe potuta decidere già in Polonia; a questo scopo, mentre egli minacciava di marciare su Kovno con l'ala sinistra, l'ala destra con l'armata di Girolamo era stata trattenuta indietro, per attrarre un'eventuale offensiva russa in direzione di Varsavia.
Se i russi si fossero spinti in avanti, egli contava di attaccarli con le sue forze principali sul loro fianco destro e sconfiggerli completamente con una sola battaglia.
Quando riconobbe che i russi non si sarebbero mossi in modo così avventato, decise di iniziare l'offensiva generale oltre il Niemen, ancora con una pianificazione che prevedeva di concludere la campagna in poche settimane. I soldati partirono dunque con una scorta per soli quattro giorni di razioni, e farina per venti giorni. Essendo l'esercito russo principale ancora diviso in due masse separate, l'imperatore intendeva marciare direttamente da Kovno a Vilna, interporsi tra le forze nemiche, isolare e distruggere la parte meridionale a sud di Grodno, agganciare e attaccare a sua volta la parte settentrionale a ovest della Dvina.
Napoleone sembrava a questo punto consapevole delle difficoltà di questa nuova campagna. Tuttavia, alla vigilia dell'attacco, si mostrò ottimista e di buon umore. Ad alcuni suoi consiglieri prospettò progetti di conquista giganteschi: a Narbonne disse che avrebbe puntato su Mosca, la capitale morale e religiosa della Russia, per infliggere un colpo mortale alla nazione e sottomettere facilmente un popolo da lui ritenuto superstizioso e barbaro. L'imperatore gli avrebbe anche prospettato il piano di aprire la strada per l'India, passando per la Persia, attraverso Erevan e Tiflis, dopo la sconfitta e la sottomissione di Alessandro.

## Lo zar Alessandro e l'esercito russo
(Da una lettera dello zar Alessandro alla sorella Caterina del 24 settembre 1812)

### Organizzazione e forze dell'esercito russo

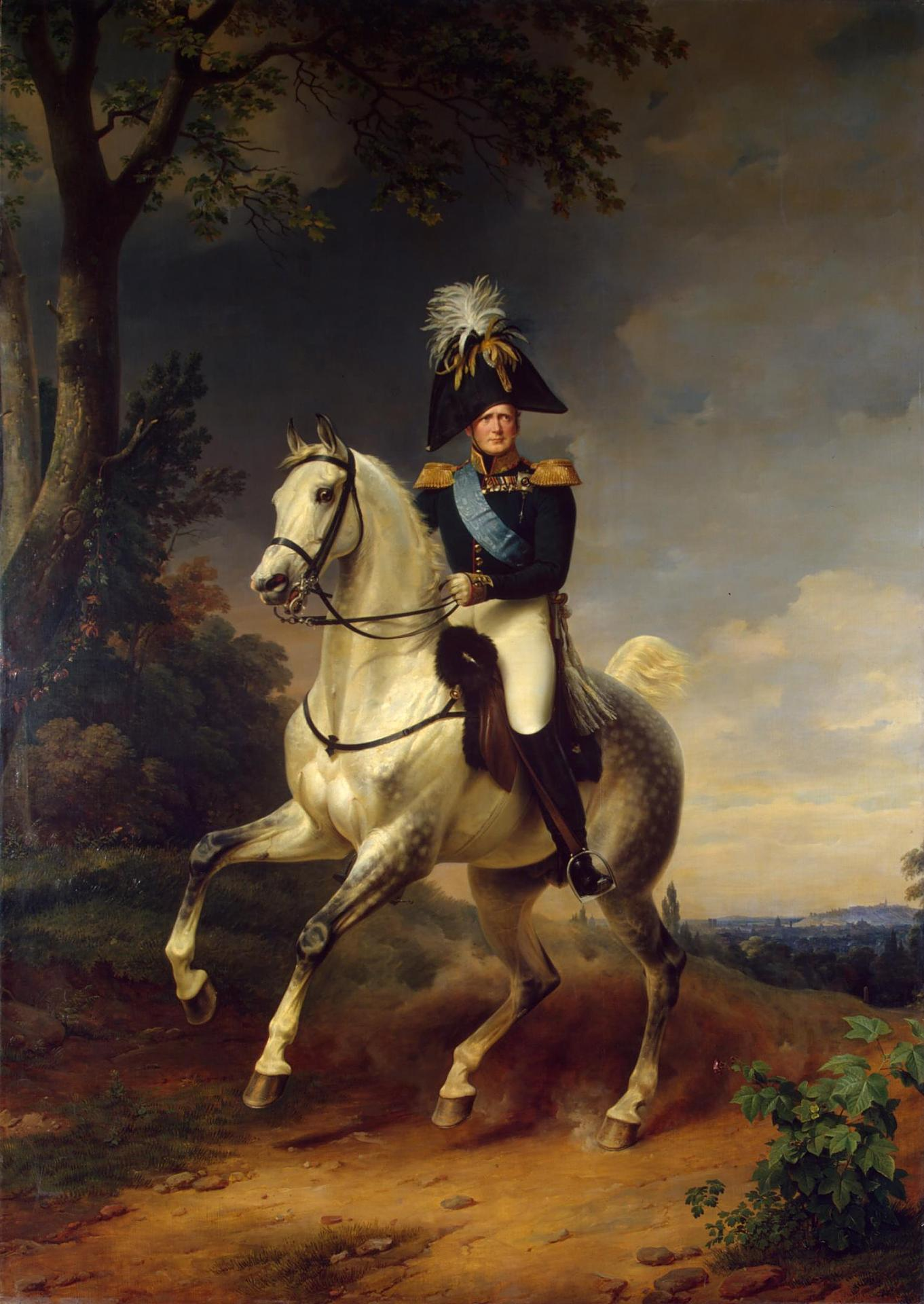
Lo zar Alessandro I di Russia

La scelta di Alessandro di combattere una guerra decisiva contro Napoleone non era condivisa da tutti i dirigenti e i dignitari dell'impero; in particolare il granduca Costantino e Nikolaj Rumjancev invitavano alla prudenza e alla ricerca di un possibile nuovo accordo con la Francia. Alessandro sembrava risoluto a combattere a oltranza; all'inviato francese Narbonne disse di avere "spazio e tempo" a suo favore, e che avrebbe costretto Napoleone a firmare la pace, se necessario, "sullo stretto di Bering". Nell'ambiente dello zar predominavano ormai i fautori della lotta a oltranza che esaltavano la vanità di Alessandro descrivendolo come l'atteso salvatore dell'Europa e come il designato da Dio a combattere l'"anticristo". Tra questi erano Gustaf Mauritz Armfelt, Heinrich von Stein, Ernst Moritz Arndt, la sorella Caterina, emigrati come Madame de Staël e François d'Ivernois. Nel quartier generale erano presenti una serie di esperti militari tedeschi, come i generali Karl Ludwig von Phull e Carl von Clausewitz, e britannici, come i generali William Cathcart e Robert Wilson, che dispensavano consigli bellicosi allo zar. Il 28 giugno, quando l'invasione era già in corso, Alessandro, che si trovava al campo trincerato di Drysa con tutto il suo seguito di dignitari e consiglieri militari, inviò da Napoleone il generale Aleksandr Balašov con la proposta, subito respinta, di mettere fine all'ostilità in caso di immediata evacuazione francese del territorio russo.

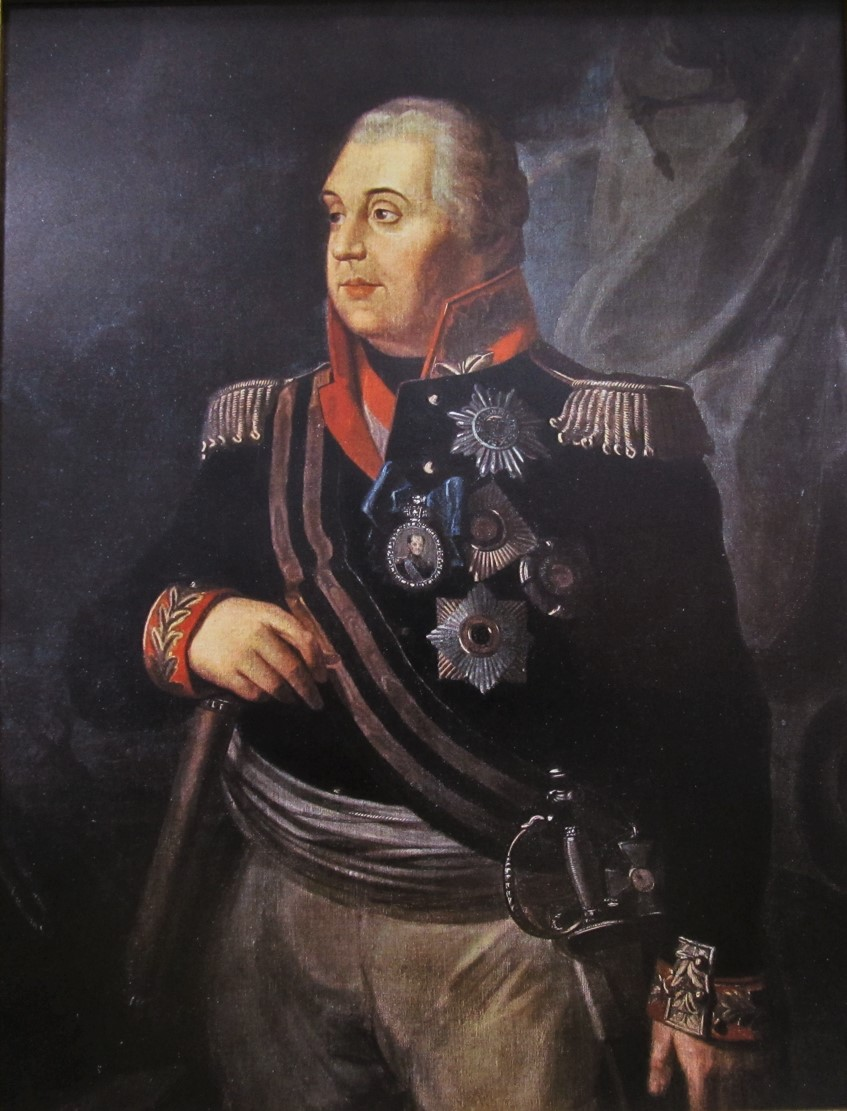
Il generale Michail Kutuzov prese il comando dell'esercito russo dopo le ritirate iniziali e la battaglia di Smolensk

Apparentemente la forza militare dell'esercito russo appariva molto inferiore e destinata alla sconfitta contro la Grande Armata guidata dall'imperatore. Tuttavia dopo la sconfitta del 1807 lo zar Alessandro aveva affidato, prima al duro e fidatissimo generale Aleksej Arakseev e poi all'esperto e capace generale Michail Barclay de Tolly, nominati successivamente ministri della guerra, una vasta opera di ammodernamento e riorganizzazione dell'apparato bellico che aveva dato qualche risultato. Dal punto di vista logistico e amministrativo l'esercito russo aveva migliorato la sua organizzazione, abbandonando la ingombrante "divisione mista" a favore di strutture organiche più agili e impiegabili; inoltre erano stati costituiti i corpi d'armata per raggruppare le divisioni. Anche l'equipaggiamento della fanteria era stato migliorato con l'adozione, grazie all'iniziativa del generale Arakseev, di un nuovo tipo di moschetto più moderno. La cavalleria russa, che manteneva la sua elevata qualità, era stata potenziata e disponeva anche di un temibile corpo "irregolare", costituito da circa 15 000 cosacchi, molto abili negli attacchi di disturbo e nella ricognizione. L'artiglieria russa era stata modernizzata sotto l'impulso del generale Arakseev e, organizzata in 44 batterie pesanti, 58 batterie leggere e 22 batterie ippotrainate, era ora molto numerosa ed efficiente ed era stata resa anche molto più mobile.
Nonostante questi notevoli miglioramenti, rimanevano importanti carenze nella struttura militare dello zar; lo stato maggiore era ancora poco addestrato e appesantito dalla burocrazia; il sistema dei trasporti e logistico era primitivo e non adeguato alle necessità delle armate in campo, la qualità degli ufficiali inferiori, valorosi e aggressivi ma poco istruiti e insufficientemente addestrati, non era elevata. I comandanti superiori inoltre rimanevano divisi sulle migliori strategie da adottare contro l'invasione, e lo stesso zar spesso si affidava ai molteplici e contrastanti consigli dei suoi esperti stranieri. A livello della truppa, invece, il soldato russo aveva mantenuto le caratteristiche di tenacia, di resistenza alla fatica e agli stenti, e di valore individuale.

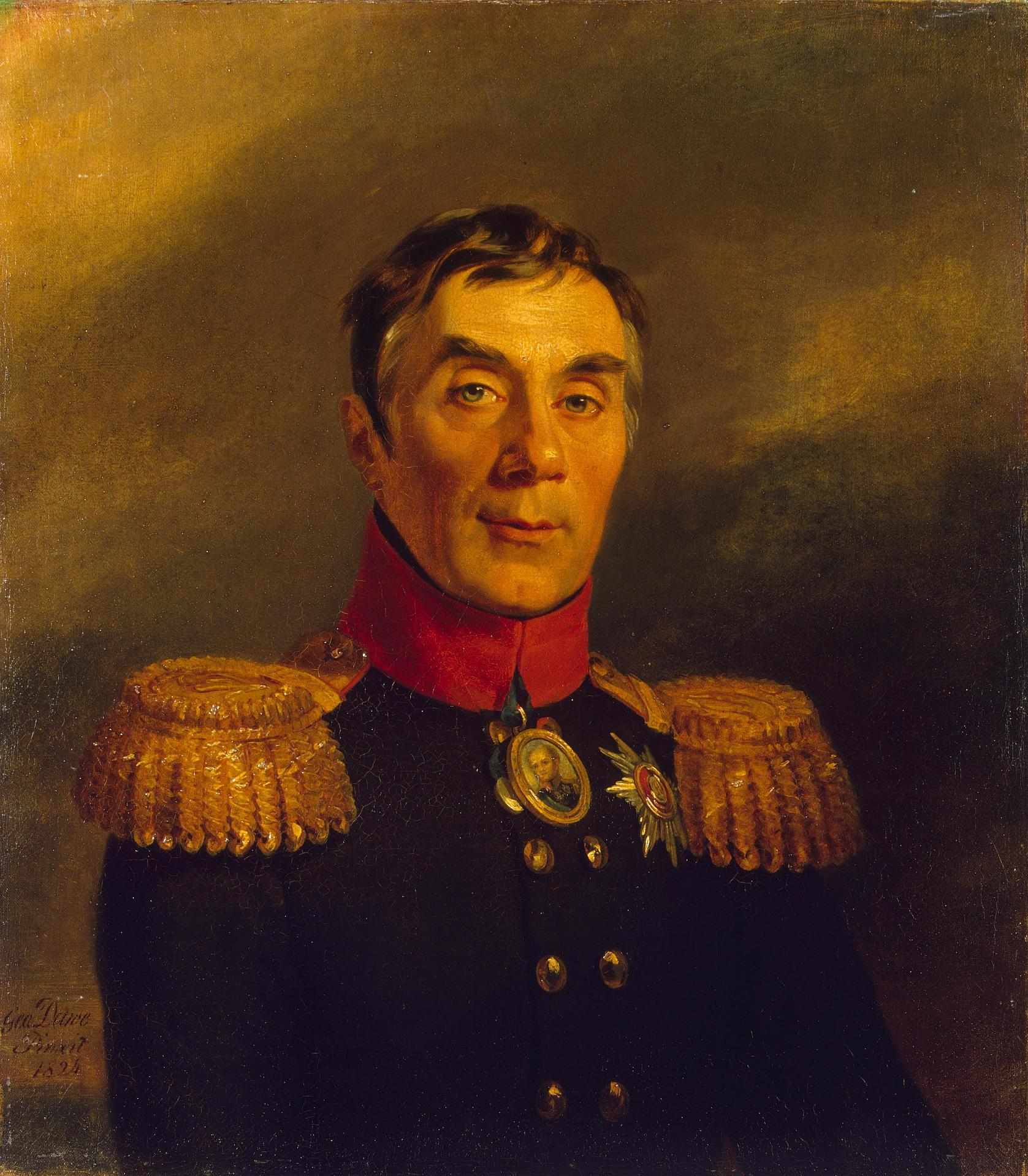
Il generale Aleksej Arakseev, ex ministro della guerra e principale consigliere militare dello zar Alessandro

Numericamente l'esercito russo nel 1812 era costituito complessivamente da 409 000 uomini, di cui 211 000 schierati nei reparti di prima linea, 45 000 in seconda linea e 153 000 dislocati nelle formazioni di riserva o nelle guarnigioni. All'inizio della campagna, tuttavia, solo una parte di queste forze era preparata e organizzata per affrontare l'invasione, suddivise in tre raggruppamenti: la Prima Armata, comandata personalmente dal generale Barclay de Tolly, costituita da circa 136 000 uomini, la Seconda Armata, comandata dal generale Pëtr Bagration, con circa 57 000 soldati, e la Terza Armata, comandata dal generale Alexander Tormasov, composta da circa 48 000 soldati. In seconda linea si trovava l'armata del generale Peter Wittgenstein che con 40 000 soldati era incaricato di coprire la linea della Dvina occidentale e difendere la città di Riga, mentre da sud, iniziava la marcia di avvicinamento l'armata del Danubio dell'ammiraglio Pavel Čičagov che aveva abbandonato il fronte balcanico dopo la conclusione della pace con l'Impero Ottomano; infine nell'interno erano disponibili altri 300 000-400 000 uomini, tratti dalle milizie di difesa, che avrebbero potuto essere organizzati per l'esercito.
I progetti strategici di Alessandro prima dell'inizio della guerra rimangono non del tutto chiari. Anche se a Caulaincourt parlò del vantaggio dello spazio e del clima russi che avrebbe sfruttato per battere l'imperatore, sembra che lo zar non fosse intenzionato fin dal principio a prolungare la guerra attirando la Grande Armata nelle sterminate steppe russe. Tra i suoi consiglieri, alcuni, tra cui Fëdor Vasil'evič Rostopčin, promuovevano queste idee della ritirata sistematica, della pazienza e del tempo, ma in generale la maggior parte degli esperti militari, della nobiltà e degli emigrati premevano per una guerra aggressiva che impedisse l'invasione; molti temevano anche che in caso di sconfitta iniziale lo zar, demoralizzato, potesse rinunciare alla lotta e accettare la sottomissione. Il generale Barclay, che aveva presentato fin dal marzo 1810 un piano di guerra fondato sulla difensiva e sulla ritirata strategica, in un secondo tempo propose invece progetti di offensiva preventiva in Prussia e Polonia. Lo sviluppo strategico della campagna fu in realtà largamente dovuto a circostanze impreviste e involontarie: timorosi di affrontare Napoleone, i generali russi, le cui armate erano in inferiorità numerica e non ancora concentrate, non poterono evitare di ritirarsi e in questo modo imposero ai francesi di addentrarsi sempre di più nella Russia, sfiancandosi nell'avanzata nelle disagevoli e primitive terre dell'est.

### Articolazione delle forze russe, 24 giugno 1812
Fronte centrale

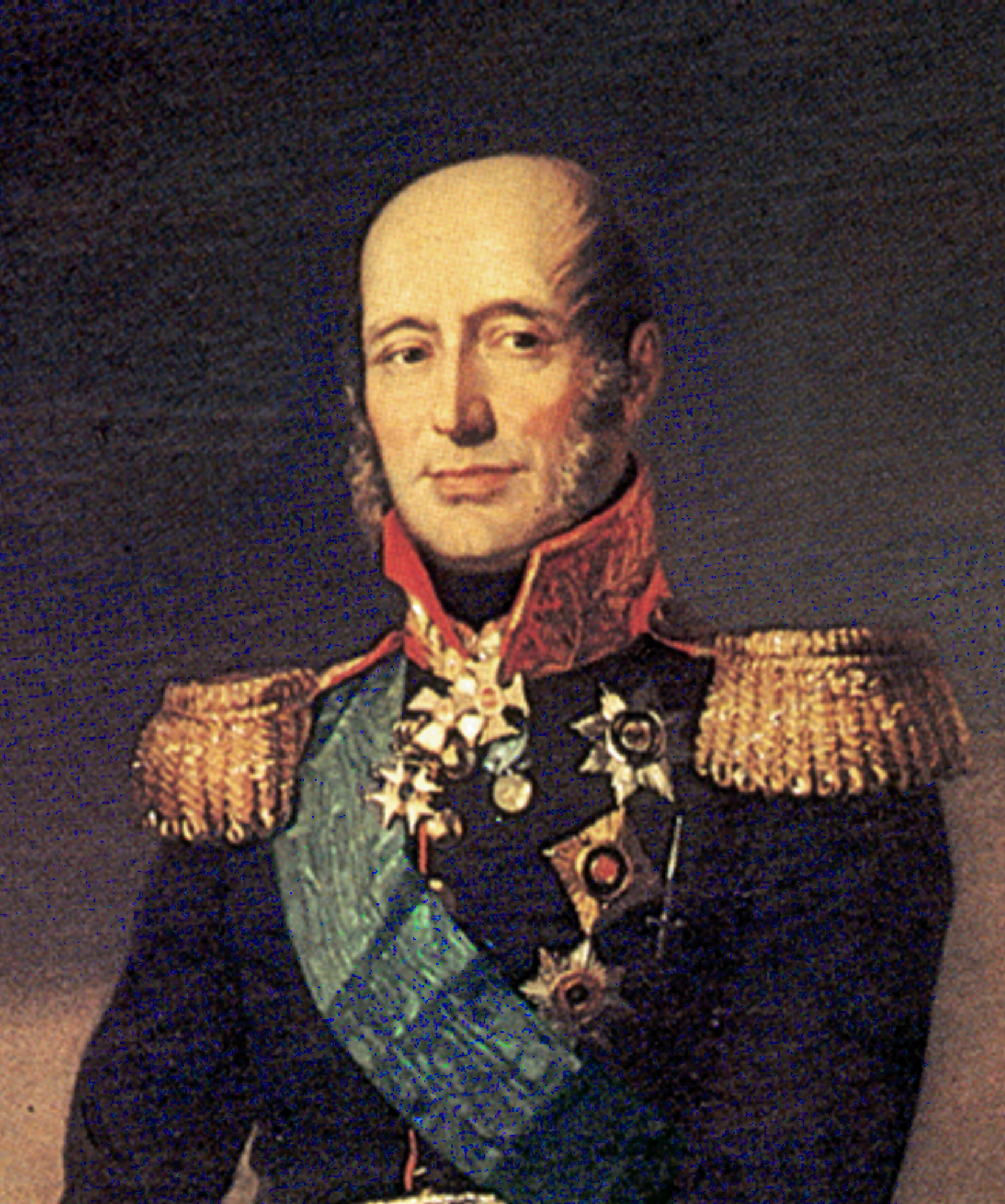
I Armata, generale Michael Andreas Barclay de Tolly
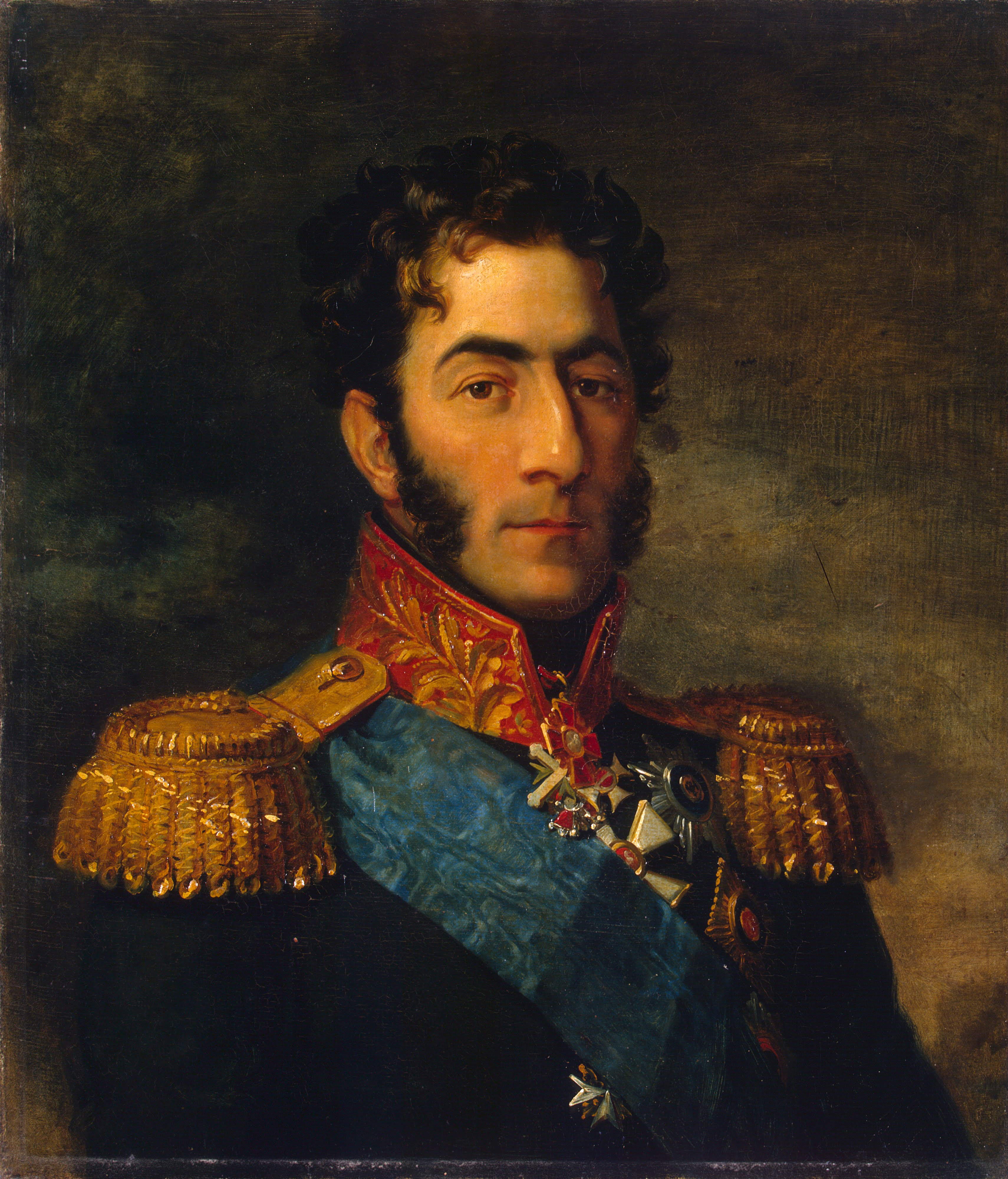
II Armata, generale Pëtr Ivanovič Bagration
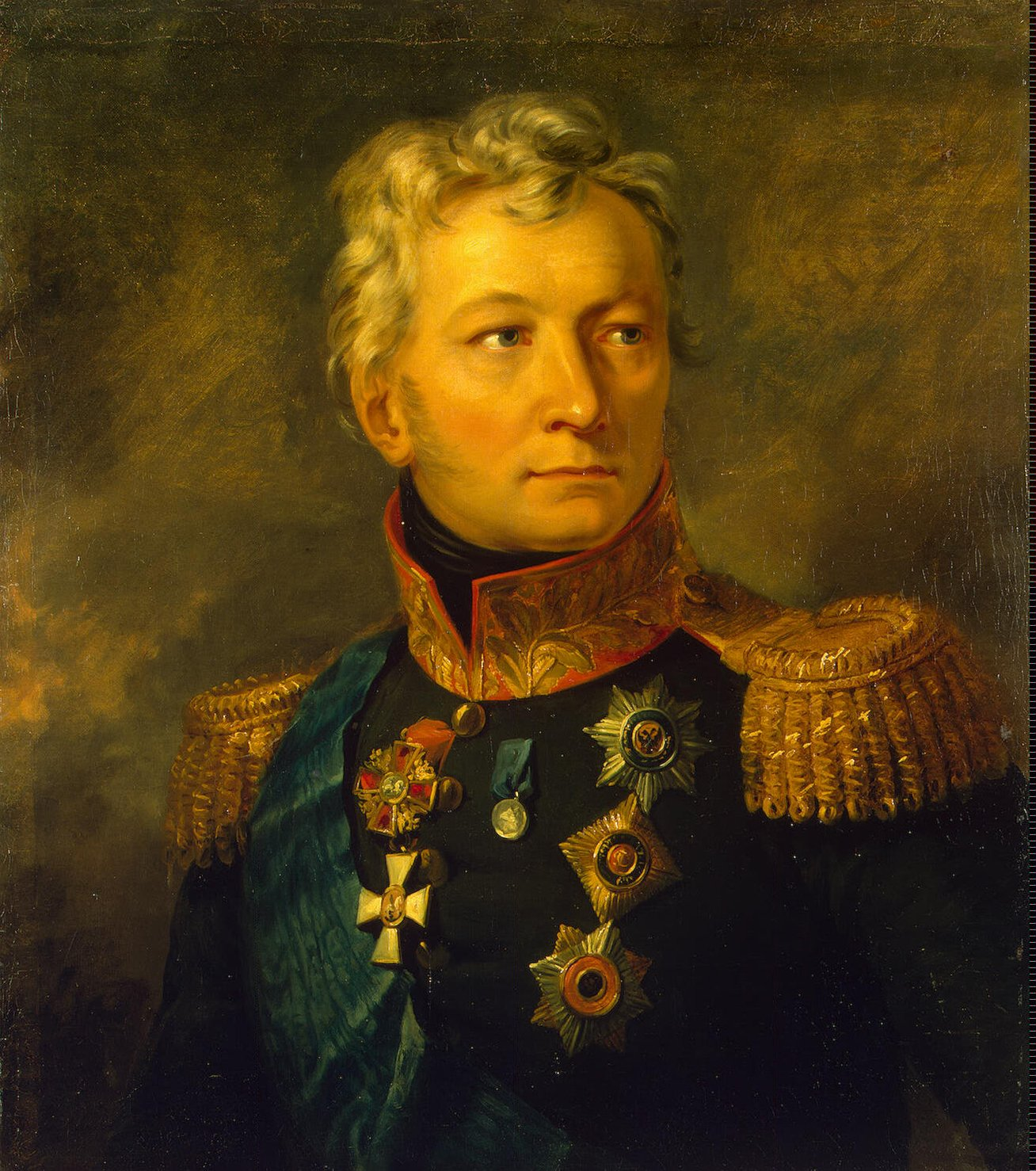
III Armata, generale Aleksander Petrovič Tormasov

Fronte settentrionale

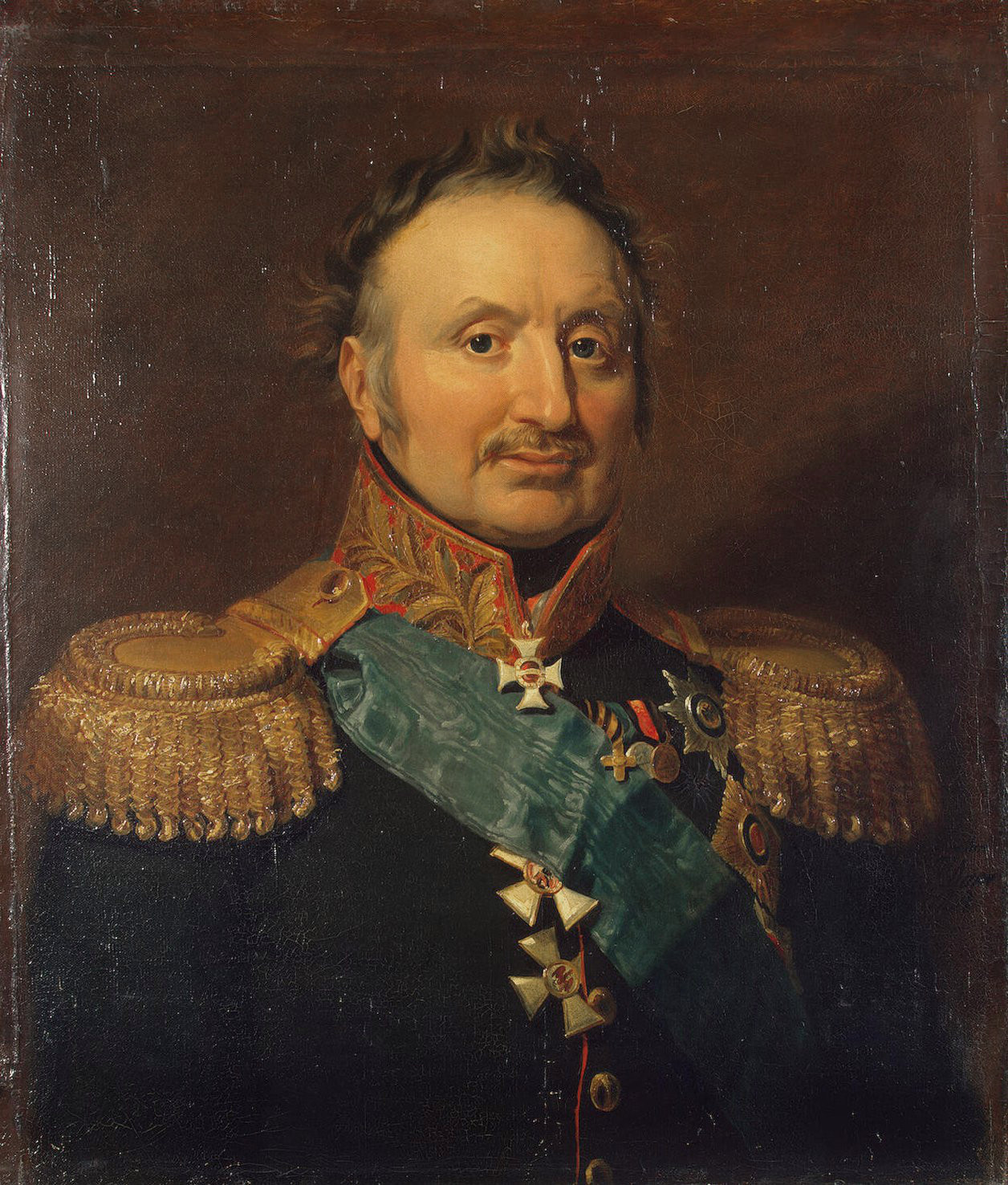
Generale Peter Wittgenstein

Fronte meridionale

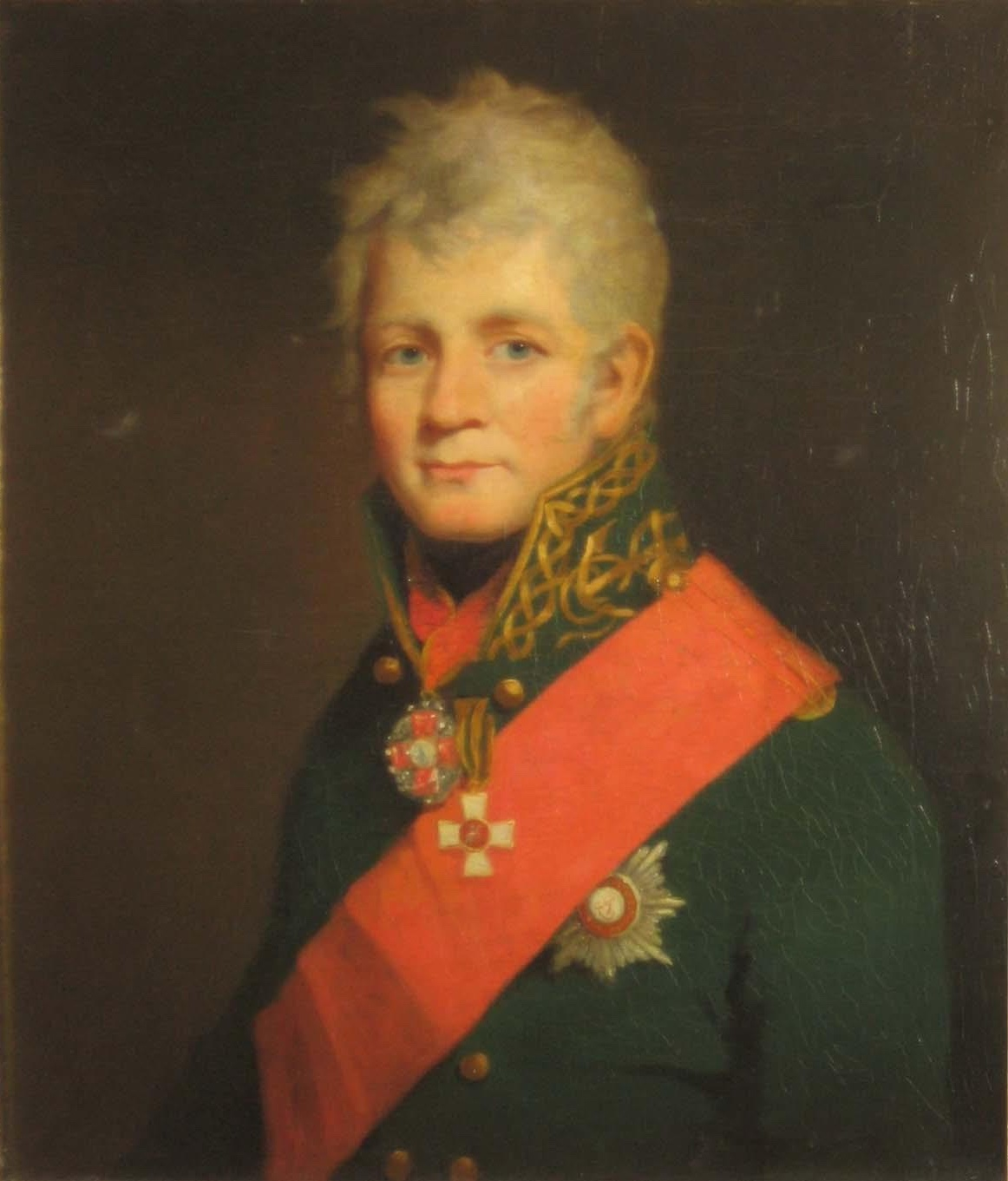
Ammiraglio Pavel Vasilievič Čičagov

## Prima fase della campagna

### Avanzata della Grande Armata

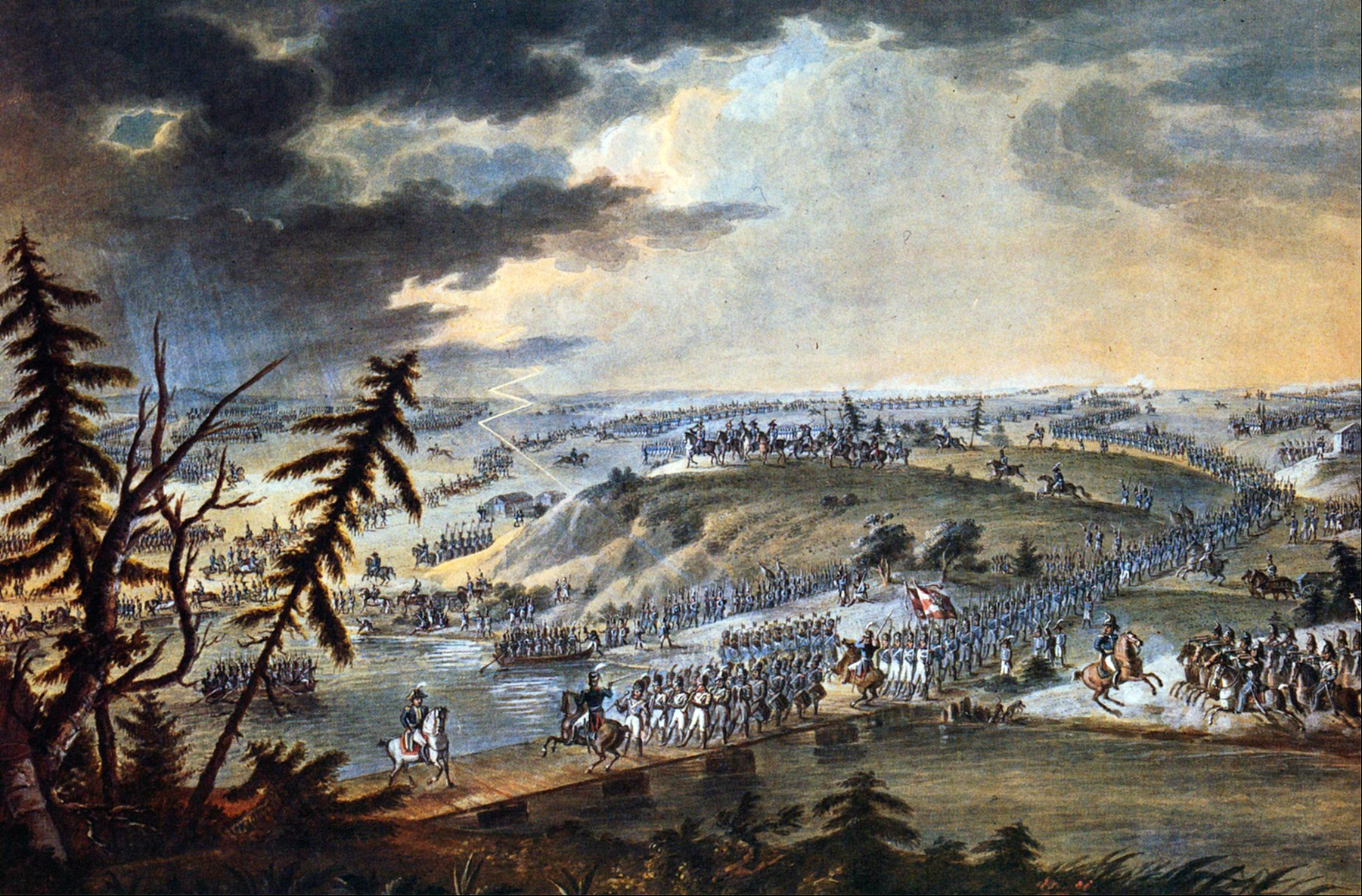
La Grande Armata attraversa il Niemen il 24 giugno 1812

Napoleone diede inizio alla campagna con l'attraversamento del Niemen che si svolse dal 23 al 25 giugno 1812 senza difficoltà e senza resistenza; il piano dell'imperatore intendeva sfruttare la mancata concentrazione delle armate dei generali Barclay e Bagration che erano ancora separate, marciare rapidamente su Vilna per interporsi tra le due masse nemiche e agganciare e sconfiggere le forze russe della Prima armata. Contemporaneamente all'attraversamento dell'armata principale francese, passarono il fiume anche le forze del maresciallo Macdonald a Tilsit, mentre l'armata di Girolamo venne trattenuta a ovest di Grodno, senza attraversare il Niemen fino al 30 giugno per ritardare le forze del generale Bagration. La marcia forzata su Vilna si concluse il 28 giugno e la città venne occupata senza combattere; l'avanzata aveva già affaticato le truppe e disorganizzato il sistema di vettovagliamento; il tempo instabile con violenti temporali alternati a caldo torrido, non favorì la marcia e le truppe, esaurite rapidamente le razioni, iniziarono a saccheggiare il territorio.
L'armata del generale Barclay aveva abbandonato Vilna e aveva ripiegato dietro il campo trincerato di Drysa senza combattere per eseguire il piano d'operazione che, dopo lunghe discussioni, era stato proposto dal generale tedesco Phull e approvato dallo zar. Secondo questo progetto i generali Barclay e Bagration avrebbero dovuto ripiegare sui fianchi della Grande Armata in avanzata e, concentrandosi sul Dnepr e soprattutto sulla Dvina nel campo trincerato di Drysa, attaccarla sui lati; ma questo piano si rivelò rapidamente inattuabile a causa della rapidità e della potenza della marcia della Grande Armata. I due generali, intimoriti dalla presenza dell'imperatore e dalla superiorità numerica dei francesi, batterono in ritirata e quando il 14 luglio lo zar lasciò Drysa per ritornare a San Pietroburgo, egli implicitamente autorizzò il generale Barclay a ripiegare ulteriormente se necessario, invitandolo alla prudenza e ricordandogli di salvaguardare al massimo la sopravvivenza dell'armata.
Nel frattempo Napoleone, dopo aver visto sfuggire da Vilna l'armata del generale Barclay, aveva deciso di organizzare una manovra per attaccare e distruggere l'armata del generale Bagration prima che potesse congiungersi con le forze principali russe. Analizzando attentamente le carte, egli considerò possibile sfruttare l'isolamento della seconda armata russa. Mentre Murat con il II corpo del maresciallo Oudinot e il III corpo del maresciallo Ney si diresse verso nord-est per impegnare l'armata del generale Barclay, il maresciallo Davout con due divisioni del I corpo e forti reparti di cavalleria venne distaccato a sud verso Minsk per prendere sul fianco le forze del generale Bagration che avrebbero dovuto essere attaccate frontalmente da Girolamo con il V e l'VIII corpo d'armata; infine l'imperatore avrebbe marciato su Vitebsk con il IV e il VI corpo rinforzati da tre divisioni distaccate dal I corpo del maresciallo Davout, incuneandosi tra le due armate russe. Napoleone diramò i nuovi ordini il 10 luglio da Vilna, ma anche questo movimento strategico in teoria ben congegnato, la cosiddetta manovra di Vilna, non raggiunse i risultati decisivi attesi dall'imperatore.
Girolamo e il maresciallo Davout non riuscirono a coordinare i loro movimenti; entrambi si mossero in ritardo e soprattutto il fratello minore di Napoleone non agganciò efficacemente il generale Bagration che quindi, coperto dalla cavalleria leggera guidata dai generali Matvei Platov e Ilarion Vasilčikov, poté ripiegare, inseguito dal I corpo del maresciallo Davout. Questo maresciallo, dopo aver perso tempo a Minsk, sperava di bloccare il nemico a Glusk, ma il generale Bagration riuscì ad attraversare la Beresina a Bobrujsk e poi a raggiungere il Dnepr a Bykhov. L'imperatore, fortemente irritato dalla scarsa energia di Girolamo, rimproverò aspramente il fratello che, umiliato, preferì abbandonare il comando e rientrare nel suo regno di Vestfalia. Il maresciallo Davout cercò ancora di bloccare la ritirata dei russi tra il Dnepr e la Beresina, avanzò oltre Lida e raggiunse Mogilev dove sbarrò il passaggio al generale Bagration che risaliva lungo la riva destra del Dnepr. L'attacco russo a Mogilev venne duramente respinto dalle truppe francesi del maresciallo Davout; temendo la possibile presenza di Napoleone, il generale Bagration preferì ripiegare e attraversare il fiume a Bykhov da dove sfuggì in direzione di Smolensk, senza che il maresciallo Davout potesse impedire questa nuova ritirata.

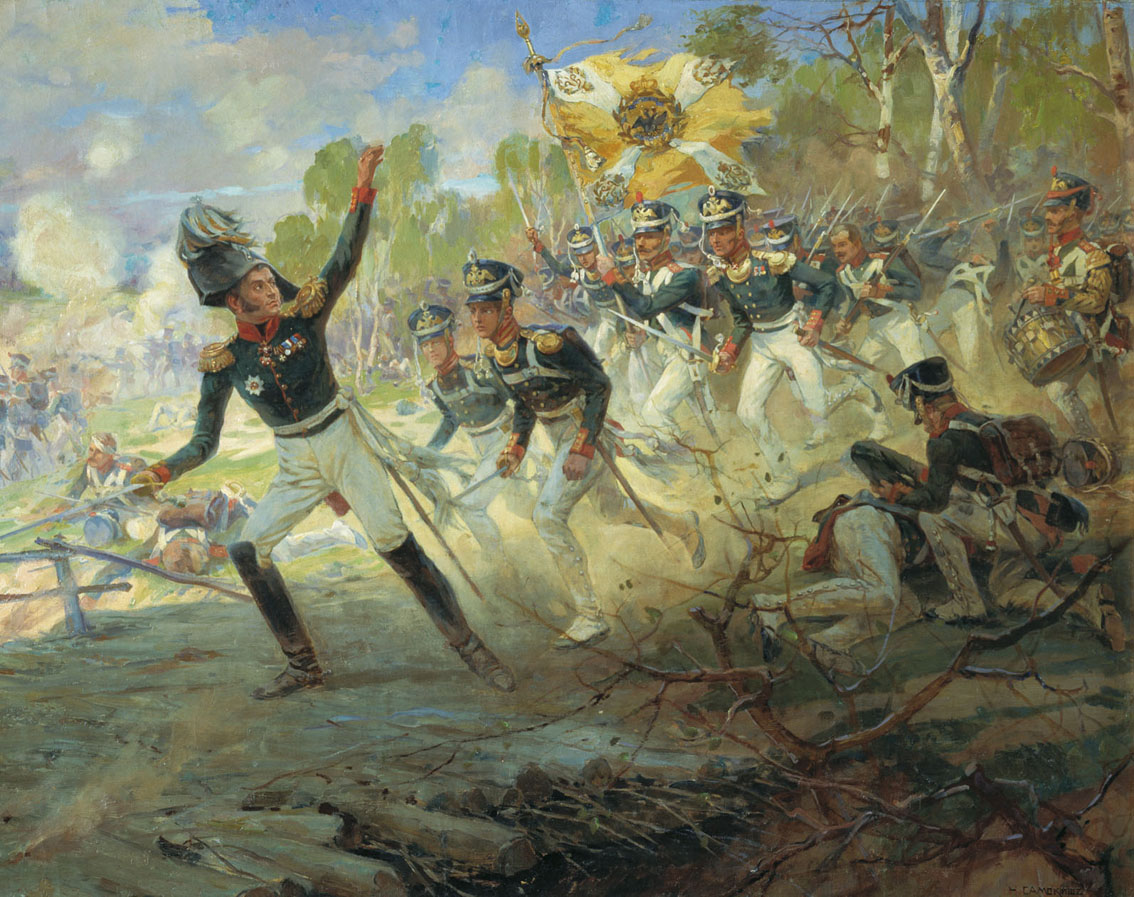
Contrattacco russo alla battaglia di Mogilev

Napoleone era fortemente deluso per il mancato accerchiamento dell'armata del generale Bagration, di cui attribuì la responsabilità ai suoi luogotenenti che apparivano troppo prudenti; la sua presenza diretta sul posto diventava sempre più indispensabile per raggiungere il successo e per far progredire le operazioni. Egli rimase a Vilna fino al 16 luglio; l'imperatore, nonostante il fallimento delle sue complesse manovre, continuava tuttavia a mostrarsi fiducioso e manifestò in una occasione anche la sua volontà di arrivare fino a Smolensk per poi ritornare a Vilna per stabilire i quartieri d'inverno; l'imperatore interpretò la continua ritirata dei russi e l'evacuazione senza combattere del campo di Drysa da parte del generale Barclay come un segno di debolezza e incapacità.
Mentre il maresciallo Davout cercava di intercettare l'armata del generale Bagration, l'imperatore, dopo aver lasciato il II corpo del maresciallo Oudinot a fronteggiare il generale Wittgenstein sulla Dvina, aveva ripreso la marcia con la Guardia imperiale, il IV corpo del principe Eugenio e tre divisioni del I corpo verso Vitebsk, dove stavano convergendo anche Murat con la cavalleria e il maresciallo Ney con il III corpo. L'imperatore sperava questa volta di raggiungere e attaccare il generale Barclay; fu un'altra marcia forzata snervante per le truppe e disastrosa per i cavalli che, malnutriti, iniziarono a morire in massa; oltre 8 000 morirono durante questa seconda avanzata. Anche le colonne di rifornimento si disorganizzarono; il caldo torrido, alternato a violenti temporali, continuò ad affaticare e indebolire i soldati; l'avanzata si svolgeva su un terreno privo di ogni risorsa e abbandonato dai contadini che distruggevano i villaggi prima di fuggire; le truppe russe avevano inoltre l'ordine di non lasciare nulla al nemico e le retroguardie devastavano e incendiavano i depositi e i beni materiali disponibili.
Il 25 luglio la cavalleria di Murat raggiunse finalmente, pochi chilometri a ovest di Vitebsk, la retroguardia dei russi; in un primo momento Napoleone sperò che il generale Barclay avesse deciso di combattere in campo aperto; in realtà nella stessa giornata Murat, sostenuto dal IV corpo del principe Eugenio, affrontò e respinse la retroguardia nemica nel piccolo scontro di Astroŭna, e il giorno seguente l'imperatore si portò personalmente sul campo e fece concentrare le sue truppe, mentre l'esercito russo sembrava fermo e schierato per la battaglia. Il 27 luglio invece il generale Barclay, ritenendosi troppo debole numericamente per affrontare la Grande Armata e consapevole che l'armata del generale Bagration, ancora lontana oltre 240 chilometri, non avrebbe potuto raggiungerlo in tempo, decise di ritirarsi di nuovo, abbandonò Vitebsk e si mise in movimento verso Smolensk; la ritirata, coperta con efficacia dalla retroguardia di cavalleria comandata dal generale Peter von der Pahlen, si svolse con ordine e disciplina. Napoleone entrò a Vitebsk il 29 luglio; la città era stata abbandonata dai suoi 20 000 abitanti, ma non era stata distrutta e lentamente l'armata e le colonne di rifornimento furono raggruppate. Le condizioni dell'esercito stavano peggiorando, i malati si moltiplicavano e l'assistenza e il rifornimento dei soldati erano sempre più precari.

### Da Vitebsk a Smolensk

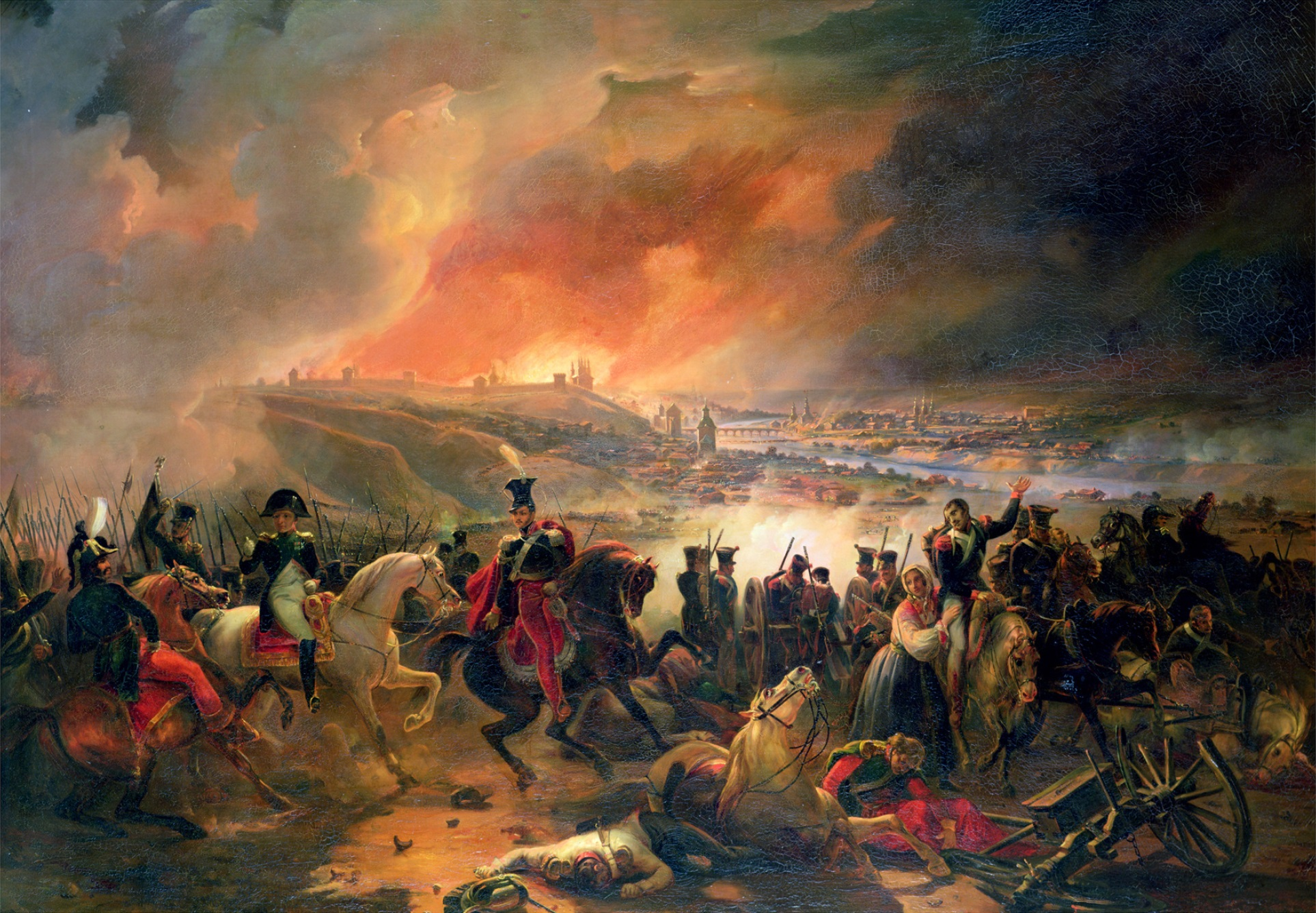
Napoleone alla battaglia di Smolensk

L'imperatore mostrava segni di nervosismo per l'andamento della campagna e alternava fasi di euforia per la facile conquista di Vitebsk a momenti di forte irritazione per la mancanza di una grande battaglia decisiva; egli rimase nell'antica città per due settimane mentre altre operazioni erano in corso sulle due ali del fronte offensivo della Grande Armata. Mentre il maresciallo Davout continuava l'inseguimento del generale Bagration che stava procedendo verso nord per ricongiungersi con l'armata principale russa, sul fianco sinistro francese il maresciallo Macdonald stava avanzando con il X corpo d'armata verso Riga ed era in attesa dell'attrezzatura d'assedio per conquistare la fortezza; lungo la Dvina il VI corpo del maresciallo Gouvion-Saint-Cyr e il II corpo del maresciallo Oudinot stavano fronteggiando validamente le forze del generale Wittgenstein. Sul fianco destro infine il generale Schwarzenberg e il generale Reynier con il VII corpo erano impegnati in combattimenti inconcludenti con le truppe russe del generale Tormazov.
L'andamento insoddisfacente delle operazioni, la continua ritirata dei russi e l'indebolimento delle sue forze, imposero a Napoleone di prendere nuove decisioni; in un primo momento l'imperatore parlò di "fine della campagna" per evitare il destino di Carlo XII di Svezia e sembrò deciso a stabilire a Vitebsk i quartieri d'inverno in attesa di riprendere le operazioni in primavera; a Murat disse che la guerra con la Russia sarebbe durata tre anni, nel 1813 si sarebbe conquistata Mosca e nel 1814 Pietroburgo. Ma le sue decisioni cambiarono rapidamente; dopo aver respinto bruscamente gli inviti alla prudenza del maresciallo Alexandre Berthier, di Géraud Duroc e di Caulaincourt, Napoleone ritornò all'idea di continuare l'avanzata almeno fino a Smolensk, dove riteneva di poter finalmente combattere una grande battaglia. Anche il maresciallo Murat alla fine concordò con i piani dell'imperatore.
Nel frattempo il generale Barclay e il generale Bagration avevano finalmente ricongiunto le loro forze a Smolensk dove furono concentrati circa 125 000 soldati russi; tra i due comandanti russi persisteva una forte rivalità e in particolare il generale Bagration, che aveva completato un'abile ritirata di fronte alle forze del maresciallo Davout, criticava aspramente la strategia rinunciataria adottata dal generale Barclay e la continua ritirata dell'esercito. Il ricongiungimento tra le due armate avvenne alla fine del mese di luglio e, dopo molte indecisioni, sembrò che finalmente il generale Barclay avesse deciso di passare all'offensiva con l'intero esercito avanzando da Smolensk lungo la riva settentrionale del Dnepr in direzione di Orša e Vitebsk. All'inizio di agosto quindi l'armata russa iniziò con molta prudenza ad avanzare verso ovest divisa in tre colonne.
Napoleone apprese l'8 agosto che reparti di cavalleria francesi erano stati impegnati da reparti di cosacchi nello scontro di Inkovo a nord-ovest di Smolensk; l'imperatore fu molto soddisfatto di questa notizia che sembrava confermare la sua ipotesi che i russi si sarebbero battuti per difendere Smolensk e che faceva ritenere che l'esercito nemico si trovasse a nord del Dnepr e si stesse allontanando dalla città. Egli progettò subito una grande manovra aggirante per sorprendere il nemico, tagliarlo fuori da Smolensk e infliggergli una sconfitta decisiva; la Grande Armata avrebbe lasciato Vitebsk, sarebbe avanzata in massa a sud del Dnepr, attraversando il fiume tra Orša e Rossasna; si sarebbe congiunta con le forze del maresciallo Davout provenienti da Mogilev, quindi sarebbe risalita lungo la riva sinistra del Dnepr e avrebbe raggiunto e attaccato Smolensk da sud. Il 10 agosto inviò gli ordini di concentrazione al maresciallo Davout, a cui disse che Orša sarebbe stata il centro dell'armata e che sarebbe stata una "faccenda risolutiva". La cosiddetta "manovra di Smolensk", ritenuta dagli storici una delle più brillanti creazioni strategiche di Napoleone, prevedeva di raggruppare una massa di quasi 200 000 soldati sul fianco e alle spalle dell'esercito russo e avrebbe potuto teoricamente concludersi con una vittoria decisiva simile alla battaglia di Jena. L'imperatore lasciò Vitebsk l'11 agosto ed entro il 13 agosto l'armata principale con Napoleone, costituita dal III e IV corpo d'armata, dalla Guardia imperiale e dalla cavalleria di riserva, si concentrò in un settore di 25 chilometri sul Dnepr, mentre i genieri costruivano quattro ponti di barche sul fiume. Contemporaneamente un secondo raggruppamento, con il I, V e VIII corpo, attraversò più a sud, affiancandosi alla colonna settentrionale; all'alba del 14 agosto 1812 il passaggio era stato completato con successo e oltre 175 000 soldati francesi si trovavano già a sud del Dnepr. L'armata marciava in modo frenetico, lasciandosi alle spalle sbandati e ritardatari; i villaggi venivano saccheggiati per approvvigionare le truppe; solo le divisioni del I corpo del maresciallo Davout mantenevano disciplina e coesione.

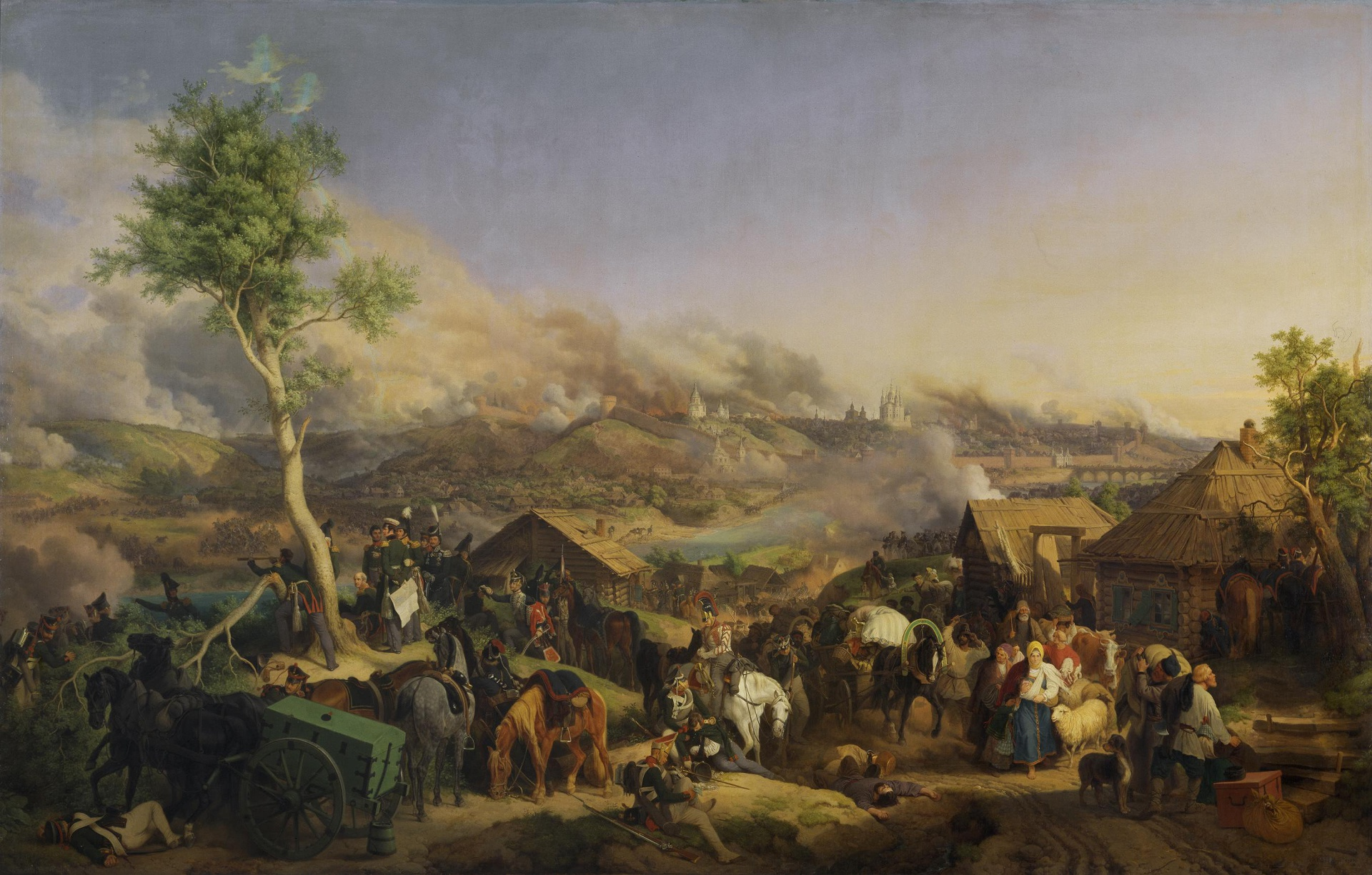
Il quartier generale russo alla battaglia di Smolensk

Nonostante la brillante manovra strategica, una serie di circostanze vanificarono anche questo terzo tentativo dell'imperatore di infliggere una sconfitta decisiva al nemico. Fin dal 12 agosto il generale Barclay, incerto sulla esatta posizione dell'esercito francese e preoccupato da possibili sorprese di Napoleone, aveva rinunciato a proseguire la marcia lungo la riva settentrionale del Dnepr in direzione di Vitebsk e aveva iniziato la ritirata verso Smolensk; inoltre i reparti russi lasciati dal generale Barclay sulla riva meridionale del fiume, una divisione di fanteria e alcune formazioni di cavalleria, il 13 agosto entrarono in contatto con la cavalleria del maresciallo Murat nella cittadina di Krasnoi a cinquanta chilometri da Smolensk. Ne seguì un duro scontro al termine del quale, a causa di errori del comandante francese e del ritardato intervento del III corpo, i russi poterono ritirarsi verso Smolensk dove vennero rinforzati dal sopraggiunto corpo d'armata del generale Nikolaj Raevskij che assunse la difesa dei quartieri meridionali.
Napoleone mostrò in questa fase qualche indecisione; il 14 e il 15 agosto, invece di accelerare la marcia da sud verso Smolensk con tutte le sue forze, rallentò l'avvicinamento dando tempo all'armata del generale Barclay di arrivare per difendere la città. Solo il 16 agosto si recò in prima linea per osservare le difese di Smolensk e prendere le sue decisioni tattiche; vedendo fitte colonne russe ammassarsi sulla riva settentrionale del Dnepr, l'imperatore apparve molto soddisfatto e, convinto nonostante lo scetticismo di Murat e del maresciallo Ney, che i russi si sarebbero battuti, decise di sferrare un attacco frontale ai quartieri meridionali con quattro corpi d'armata. Dopo una giornata di intensi bombardamenti d'artiglieria che devastarono l'antica città russa, l'attacco francese venne sferrato il 17 agosto 1812 ma incontrò un'accanita resistenza da parte delle truppe del generale Raevskij e del generale Dmitrij Dochturov che difesero i sobborghi meridionali e la fortezza, mentre il grosso delle forze dei generali Barclay e Bagration rimase sulla riva settentrionale.
La battaglia di Smolensk fu molto combattuta e costò sanguinose perdite alle due parti; la città vecchia venne distrutta, la popolazione subì grandi sofferenze e abbandonò in massa le abitazioni. I francesi dei corpi del maresciallo Davout, del generale Mouton e del principe Poniatowski riuscirono a conquistare i sobborghi meridionali ma al termine della giornata i russi mantenevano ancora il controllo della fortezza che il maresciallo Ney non era riuscito a conquistare; al mattino del 18 agosto i primi reparti polacchi e francesi entrarono senza combattere in Smolensk, distrutta dagli incendi e piena di feriti e cadaveri. Le scene di distruzione e di morte impressionarono gli stessi collaboratori di Napoleone, mentre l'imperatore, turbato e fortemente contrariato, derise con i suoi luogotenenti la strategia rinunciataria del nemico. In effetti il generale Barclay, dopo un nuovo contrasto con il generale Bagration e con altri generali, aveva deciso di abbandonare Smolensk e ritirarsi verso est lungo la riva settentrionale; le truppe di Bagration avevano già ricevuto l'ordine di ripiegare lungo la strada di Mosca, mentre nella notte del 17-18 agosto anche i reparti schierati a sud del fiume evacuarono la città in fiamme e attraversarono il Dnepr.

### Battaglia di Borodino
Il 19 agosto sembrò presentarsi per i francesi l'opportunità di bloccare la ritirata di almeno una parte dei russi; Napoleone spinse il generale Jean-Andoche Junot, passato al comando dell'VIII corpo dopo il ritiro di Girolamo, a nord del Dnepr attraverso il guado di Prudisevo, a est di Smolensk, per interrompere la strada che avrebbero dovuto percorrere le truppe del generale Barclay. Nel frattempo il maresciallo Ney, con il III corpo, passò anch'egli sulla riva settentrionale per incalzare le retroguardie nemiche. L'indecisione e la scarsa aggressività del generale Junot fecero fallire anche questa manovra; la battaglia di Valutino combattuta dal maresciallo Ney si concluse dopo pesanti combattimenti con la ritirata dei russi che, non impegnati dalle truppe del generale Junot, poterono sfuggire e ricollegarsi con l'armata del generale Bagration che si era già ritirata nei giorni precedenti lungo la strada di Mosca.
Napoleone fu molto critico verso il generale Junot; il nemico era di nuovo sfuggito alla distruzione e quindi si ripresentava il problema di come proseguire la campagna dopo la conquista di Smolensk; la Grande Armata si stava indebolendo con grande rapidità e la massa di manovra principale sotto il controllo diretto dell'imperatore era ormai ridotta, dopo la battaglia e dopo che il II corpo era stato distaccato a nord in direzione della Dvina, a soli 160 000 soldati; soprattutto i contingenti stranieri avevano sofferto molto per le fatiche della campagna e le carenze organizzative. Le difficoltà di questa guerra erano ormai evidenti; la strategia napoleonica, impiegata sulle sconfinate e desolate pianure della Russia, mostrava le sue debolezze; le truppe non potevano essere vettovagliate a sufficienza per carenza di mezzi e neppure potevano sfruttare le risorse locali che erano modeste o erano state distrutte in precedenza dai russi; il clima torrido sfibrava i soldati durante le lunghe marce forzate richieste da Napoleone. Queste marce si stavano rivelando oltre che stancanti per le truppe anche inefficaci tatticamente a causa delle distanze, delle caratteristiche del terreno e della rapidità della ritirata dei russi; gli animali stavano morendo in massa per le stesse ragioni.
Dal punto di vista politico, l'imperatore aveva contato sulla sollevazione delle popolazioni polacche presenti nelle regioni occidentali invase; in realtà fin dal 28 giugno una confederazione polacca guidata da Adam Kazimierz Czartoryski, padre di Adam Jerzy Czartoryski, aveva proclamato la ricostituzione del regno di Polonia, ma Napoleone non fu molto soddisfatto di questo evento che rischiava di esasperare lo zar e di irrigidirne ancor più la volontà di combattere a oltranza. Egli preferì organizzare un'amministrazione francese provvisoria nei territori invasi della Lituania e della Curlandia senza unire le terre lituane al granducato polacco. Nel complesso le popolazioni polacche rimasero tranquille e non appoggiarono i francesi come sperato, attendendo l'evolversi degli eventi. Anche le masse contadine servili avrebbero potuto in teoria accogliere favorevolmente l'invasione, ma Napoleone, ormai alieno da slanci rivoluzionari, non osò prendere misure radicali favorendo l'abolizione della servitù della gleba, evento che avrebbe potuto mutare completamente la situazione. I contadini, inquieti ed esasperati dalle violenze della guerra, lasciarono in massa le terre, si unirono alla ritirata dopo aver distrutto i raccolti e fecero resistenza alle truppe francesi con la guerriglia.

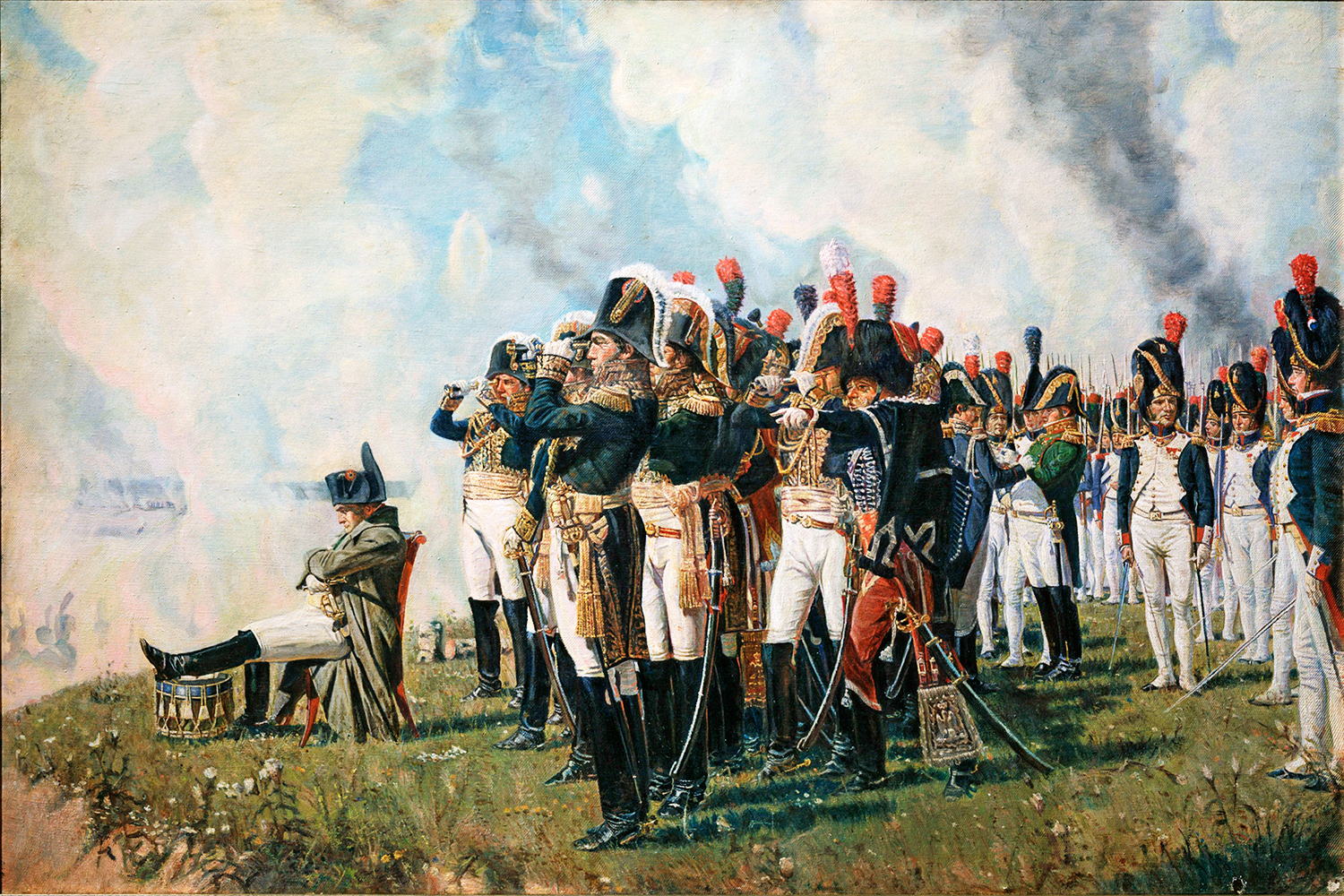
Napoleone con i suoi generali alla battaglia di Borodino

Nei settori periferici del fronte le operazioni proseguivano in modo soddisfacente ma non decisivo; dopo la sconfitta del maresciallo Oudinot nello scontro di Kljasticy il 1º agosto contro le truppe del generale Wittgenstein, il maresciallo Gouvion-Saint-Cyr, inviato da Napoleone in appoggio al maresciallo Oudinot, aveva vinto la prima battaglia di Polack il 17 agosto contro i russi; tuttavia il generale Wittgenstein manteneva la difesa della Dvina e stava rafforzando il suo esercito; il maresciallo Macdonald era sempre bloccato davanti a Riga dalla guarnigione russa del generale Magnus von Essen. Dopo l'incontro di Åbo con Bernadotte, alla fine di agosto, che rafforzò l'alleanza russo-svedese, Alessandro poté impegnare sulla Dvina il corpo di truppe russe del generale Fabian von Steinheil ritirato dalla Finlandia. A sud, dopo una vittoria iniziale del generale Tormazov contro le truppe sassoni del VII corpo a Kobrin il 27 luglio, i generali Schwarzenberg e Reynier riuscirono a costringere i russi a ripiegare oltre il fiume Styr; ma c'erano notizie di un avvicinamento dal Danubio dell'armata dell'ammiraglio Cičagov. Quest'ultimo aveva proposto allo zar un grandioso progetto di attacco nei Balcani per disgregare l'impero Ottomano e sollevare le popolazioni slave, minacciando anche l'Impero Austriaco, ma Alessandro, più realisticamente, preferì rimandare questi ambiziosi piani e ordinò all'ammiraglio di accelerare il concentramento delle sue forze con l'armata del generale Tormazov per minacciare le linee di comunicazione francesi.
I principali collaboratori di Napoleone, compresi Murat e Caulaincourt, tornarono a consigliare all'imperatore di arrestare la campagna e porre i quartieri d'inverno a Smolensk, solo il maresciallo Davout si dimostrò più aggressivo. Napoleone conosceva i pericoli della situazione ma considerava anche le implicazioni politiche di una sua lunga assenza dalla Francia, isolato nel cuore della Russia. I suoi precari alleati tedeschi avrebbero potuto defezionare alle sue spalle, la sua posizione sarebbe potuta diventare meno sicura anche in Francia dove il suo prestigio personale, in caso di mancata e rapida vittoria, avrebbe potuto subire un grave colpo. Egli considerò tre possibilità operative: una marcia verso Kiev, che avrebbe potuto assicurare le ricche risorse dell'Ucraina; un'offensiva verso Pietroburgo, cuore politico e amministrativo dell'Impero, che era però lontana e difficilmente raggiungibile; infine l'avanzata verso Mosca, capitale morale e religiosa, più vicina e dove era possibile attaccare e distruggere l'esercito principale nemico.
Considerando l'insieme delle circostanze e delle possibilità e convinto che una marcia sulla "città santa" di Mosca e la conquista dell'antica capitale avrebbe inferto un colpo decisivo alla capacità di resistenza dei russi e alla tenacia dello zar, egli decise, dopo una settimana di sosta, di lasciare Smolensk e il 25 agosto riprese l'avanzata verso Oriente.
Nel frattempo un cambiamento decisivo si era verificato nel campo russo; lo zar, ritornato a San Pietroburgo dopo aver abbandonato Drysa, si trovava a fronteggiare un grave malcontento popolare a causa della ritirata e dell'abbandono delle antiche città russe, mentre la nobiltà e gli emigrati premevano per affrontare Napoleone in campo aperto. Alessandro preferì aderire alle pressioni esterne e decise il 20 agosto 1812 di nominare comandante supremo dell'esercito l'anziano, esperto e prestigioso generale Michail Kutuzov. Costui, prudente e sagace, accentuò subito il carattere religioso e nazionale della resistenza contro l'invasore ed esaltò con proclami il patriottismo del popolo, impaurito dalle devastazioni dell'invasore descritto come ateo e diabolico. In realtà Kutuzov, era perfettamente consapevole della forza dei francesi e della superiorità operativa di Napoleone, e contava soprattutto su "pazienza e tempo" per avere il sopravvento sull'invasore. Con scaltrezza, egli tuttavia in un primo momento accondiscese alle richieste dei generali, della nobiltà e del popolo, e decise di affrontare una grande battaglia difensiva davanti a Mosca.

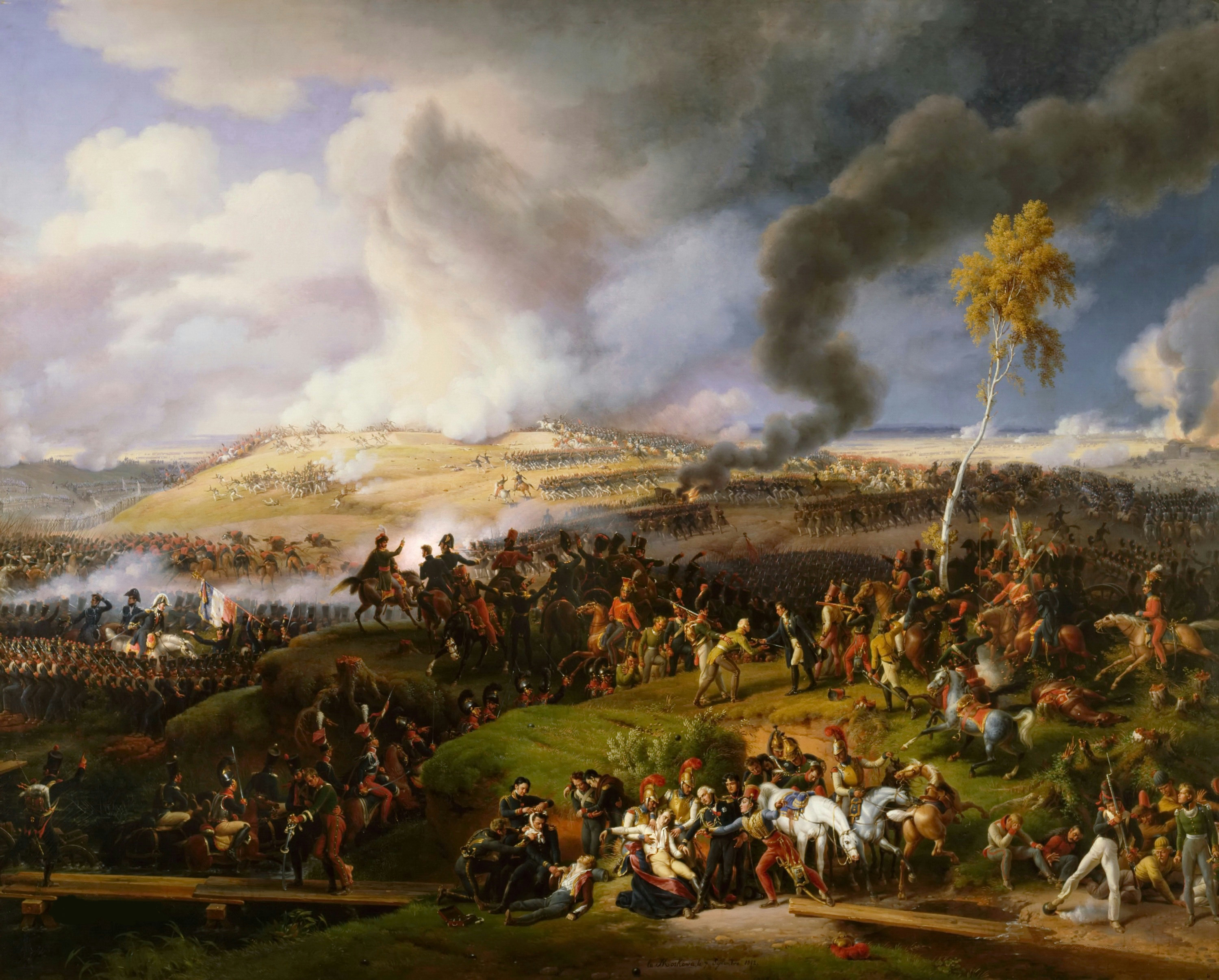
La battaglia di Borodino

L'armata francese avanzò nei campi ondulati a ovest di Mosca in giornate ancora molto calde; le truppe marciavano divise in tre colonne in mezzo a un polverone soffocante, attraversavano villaggi distrutti e regioni devastate, mentre i cavalli continuavano a morire. Inoltre accesi contrasti tra Murat, comandante dell'avanguardia, e il maresciallo Davout, posto dall'imperatore alle dipendenze del re di Napoli, intralciarono l'avanzata. Napoleone, dopo una nuova deludente azione di retroguardia a Dorogobuž, aveva sperato di raggiungere di sorpresa Vjazma il 28 agosto, ma i russi ebbero il tempo di incendiare la città. Nei giorni seguenti i francesi, con una nuova marcia forzata, raggiunsero Gzansk; il tempo era improvvisamente peggiorato, e una violenta pioggia trasformò le strade in pantani difficilmente transitabili; queste condizioni climatiche influirono anche sulla salute dell'imperatore che era afflitto da disturbi urinari e da un fastidioso raffreddore.
Dopo essere entrato a Gzansk, Napoleone apprese che finalmente l'esercito russo si era fermato circa cinquanta chilometri più a est, vicino al villaggio di Borodino, situato lungo la cosiddetta "strada nuova" per Mosca; le truppe nemiche si stavano trincerando e sembravano intenzionate a combattere una grande battaglia in difesa della "città santa". Il generale Kutuzov aveva deciso quindi di affrontare la Grande Armata in uno scontro difensivo su un campo di battaglia accuratamente scelto e rinforzato con una serie di fortificazioni campali. Lo schieramento dell'esercito russo era protetto sul fianco destro dal fiume Koloča, affluente della Moscova, mentre il fianco sinistro si appoggiava sul bosco di Utiža, difficilmente percorribile da grandi corpi di truppe. Nel vulnerabile settore pianeggiante centrale il generale russo aveva invece ordinato la costruzione di fortificazioni per proteggere le sue truppe e favorire la difesa.
Preceduta dal combattimento di Ševardino del 5 settembre, la battaglia di Borodino ebbe luogo il 7 settembre 1812 e fu uno dei più duri e sanguinosi scontri delle guerre napoleoniche; l'imperatore la definì "la più terribile delle mie battaglie". Napoleone, avendo rilevato la debolezza dell'ala sinistra russa, passò con la massa delle sue forze a sud della strada maestra di Smolensk e sorprese inizialmente il nemico, le cui fortificazioni erano ancora incomplete. Tuttavia l'imperatore, desideroso di combattere finalmente la grande battaglia decisiva, utilizzò una tattica diretta di attacco frontale e, debilitato anche dal raffreddore, non dimostrò durante la giornata del 7 settembre la solita energia. Dopo aver scartato, temendo una nuova ritirata dei russi, il piano proposto dal maresciallo Davout di effettuare una vasta manovra aggirante sul fianco sinistro del nemico, Napoleone ordinò una serie di attacchi diretti contro l'ala sinistra e il centro, guarniti dalle fortificazioni campali nemiche. Nonostante alcuni errori tattici del comando e l'insufficienza delle fortificazioni, i soldati russi, altamente motivati, difesero accanitamente le loro posizioni e costrinsero i francesi a ripetuti e sanguinosi assalti per conquistare la "grande ridotta" e le "frecce di Bagration". Gli attacchi iniziali del I corpo del maresciallo Davout furono respinti con pesanti perdite; solo dopo aspri combattimenti il III corpo del maresciallo Ney e il IV corpo del principe Eugenio riuscirono a conquistare le fortificazioni, mentre il V corpo del principe Poniatowski occupava Utiža. I russi ripiegarono con ordine su posizioni più arretrate, mantenendo la coesione e resistendo al micidiale fuoco dell'artiglieria francese; nella fase culminante della battaglia Napoleone, temendo di esaurire anche la sua ultima riserva, aveva rifiutato di far entrare in azione la Guardia imperiale. Alla fine della giornata i francesi avevano conquistato, al costo di 35 000 perdite, le posizioni nemiche, ma i russi, che pur avevano subito perdite ancora più elevate, circa 44 000 uomini, non erano stati disfatti, rimanevano in campo e non mostravano segni di collasso.

### L'incendio di Mosca
Il generale Kutuzov era riuscito a evitare una sconfitta campale definitiva e aveva fortemente indebolito l'armata francese, ma la situazione rimaneva difficile, le sue truppe erano provate dalle perdite e le prospettive di una nuova battaglia erano molto incerte; egli quindi, dopo qualche incertezza e confronti vivaci con i suoi generali, alle ore 03:00 del mattino ordinò la ritirata verso Mosca; durante la notte le truppe russe abbandonarono le loro posizioni e iniziarono a ripiegare lungo la strada oltre Možajsk, dove Napoleone entrò con il suo esercito l'11 settembre.

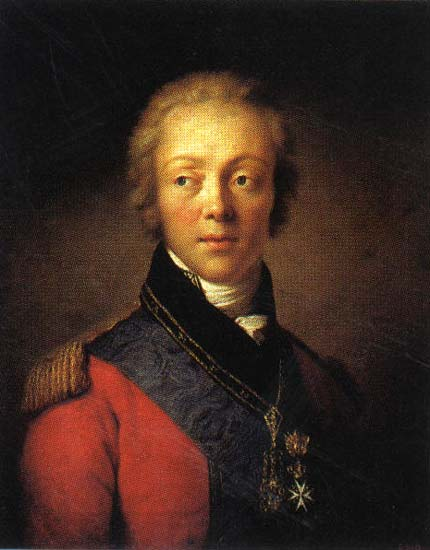
Il governatore di Mosca, Fëdor Vasil'evič Rostopčin

Il 13 settembre 1812 a Fili, nei sobborghi di Mosca, il generale Kutuzov convocò un decisivo consiglio di guerra per prendere le decisioni operative fondamentali; dopo molte discussioni il comandante in capo russo decise di rinunciare a difendere Mosca e, ritenendo impossibile contrattaccare sul fianco destro francese, considerò inevitabile abbandonare la città per conservare l'integrità dell'esercito. La ritirata sarebbe stata effettuata inizialmente verso sud-est, lungo la strada di Kolomna, in previsione di avvicinarsi alla fertili regioni del sud della Russia non ancora devastate dalla guerra, e di minacciare le linee di comunicazione francesi. Tutta la notte del 13 settembre e l'intero giorno 14 settembre l'esercito russo attraversò con ordine e disciplina la città e proseguì lungo la strada di Kolomna; nel frattempo il governatore di Mosca, il conte Fëdor Vasil'evič Rostopčin, che aveva approvato il piano del generale Kutuzov, decise di liberare i detenuti e di organizzare la completa evacuazione della città. Mosca, abitata da 250 000 persone, venne abbandonata in massa dalla popolazione per patriottismo e per timore dell'occupante, le classi umili se ne andarono con ogni mezzo di trasporto o a piedi, l'alta società moscovita lasciò i suoi palazzi e i suoi beni e partì a sua volta dalla città. Dopo l'esodo generale, a Mosca rimasero solo 25 000 persone tra sbandati, vagabondi, stranieri, criminali, malati e feriti.
Napoleone, alla notizia della ritirata dei russi, si recò il mattino del 14 settembre sulle Colline dei Passeri dove osservò la città e il Cremlino; l'imperatore parve sollevato e emozionato per aver raggiunto Mosca; egli proseguì con il suo seguito fino alla porta Drogomilov, la via di accesso occidentale lungo la strada di Smolensk, mentre la cavalleria guidata da Murat si diresse con prudenza verso la Moscova, che attraversò a guado, e quindi raggiunse le mura del Cremlino senza trovare alcuna resistenza. L'imperatore raggiunse la fortezza il mattino del 15 settembre ed entrò attraverso la torre della Trinità; dopo un primo momento di euforia, Napoleone fu sorpreso e turbato dalla vista delle strade deserte, segno evidente del completo esodo della popolazione e dall'assenza di deputazioni cittadine inviate ad accogliere umilmente il conquistatore.

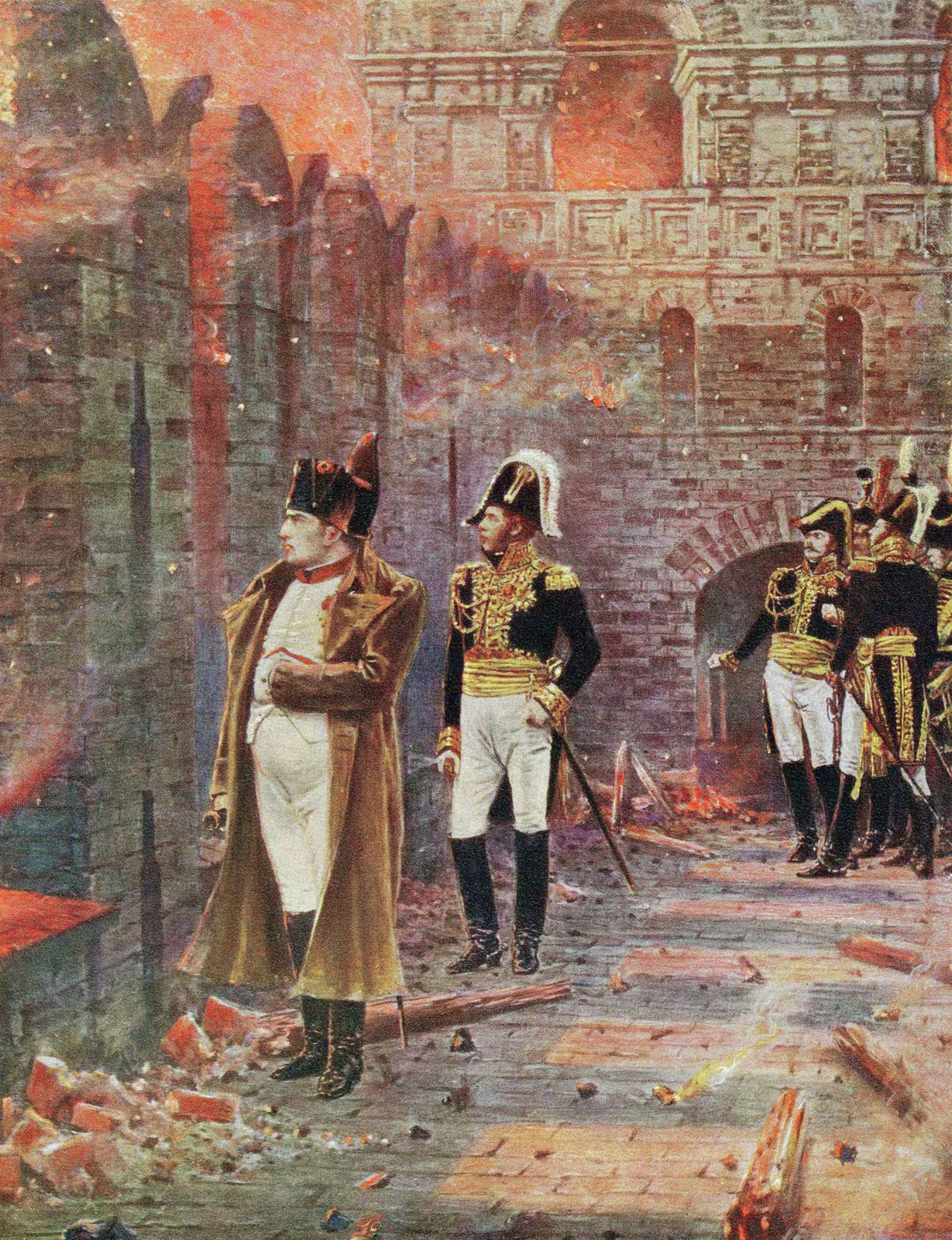
Napoleone osserva l'incendio dalle mura del Cremlino

Mentre l'imperatore si stabiliva negli alloggi dello zar nel Palazzo delle Sfaccettature all'interno del Cremlino, i soldati francesi, ugualmente soddisfatti per aver raggiunto la città e sbalorditi per la partenza in massa dei suoi abitanti, entrarono a Mosca e si dispersero in tutti i quartieri. Il primo giorno furono ispezionati i palazzi signorili e si cercò di organizzare confortevoli acquartieramenti. Presto tuttavia la disciplina militare si allentò, e per quanto Napoleone avesse proibito ogni saccheggio, le truppe estenuate dalla sfibrante campagna iniziarono a depredare le case abbandonate mentre per le strade si aggiravano criminali e sbandati. Alle ore 04:00 del 16 settembre Napoleone venne svegliato al Cremlino da una notizia che avrebbe impresso una inattesa svolta agli eventi; un grande incendio era scoppiato in città e si stava diffondendo in modo incontrollabile mettendo in pericolo la stessa sicurezza dell'imperatore. Napoleone alla vista delle fiamme ebbe espressioni di ammirazione per la grandiosità dell'evento che egli attribuì a un'iniziativa dei russi. Nonostante alcuni confusi tentativi di circoscrivere l'incendio e la cattura e la fucilazione di saccheggiatori e presunti incendiari, le fiamme continuavano a estendersi; alle ore 17.30 lo stesso Napoleone dovette abbandonare il Cremlino e rifugiarsi a dieci chilometri di distanza nel Palazzo Petrovskij. Il gigantesco incendio proseguì fino al 18 settembre e distrusse i quattro quinti di Mosca; su oltre 9 200 edifici, in maggioranza in legno, oltre 6 000 andarono distrutti; il Cremlino tuttavia rimase quasi intatto e anche le chiese, situate nelle piazze si salvarono.
La catastrofe provocò il collasso della disciplina fra le truppe che saccheggiarono disordinatamente le case per appropriarsi dei beni disponibili prima che fossero distrutti dalle fiamme; pellicce, sete, argenteria, liquori furono depredati, l'ubriachezza e la riottosità si diffusero tra i soldati che irruppero anche nelle chiese per asportarne i tesori; Napoleone rientrò al Cremlino il 18 settembre e cercò di porre la situazione sotto controllo ristabilendo la disciplina per salvaguardare i beni materiali rimasti e permettere un acquartieramento prolungato dell'esercito nella città distrutta. Sulle responsabilità dell'incendio sembra ormai stabilito che l'iniziativa di appiccare le fiamme venne direttamente dal governatore Rostopčin che agì senza consultare lo zar o il generale Kutuzov; egli avrebbe diramato precise disposizioni ai suoi subordinati e avrebbe evacuato tutti i mezzi antincendio disponibili per rendere incontrollabili le fiamme. Il gesto è stato interpretato sia come un'azione di grande patriottismo per indebolire gli invasori, sia come un'azione personale dovuta all'emotività e alla instabilità del governatore.

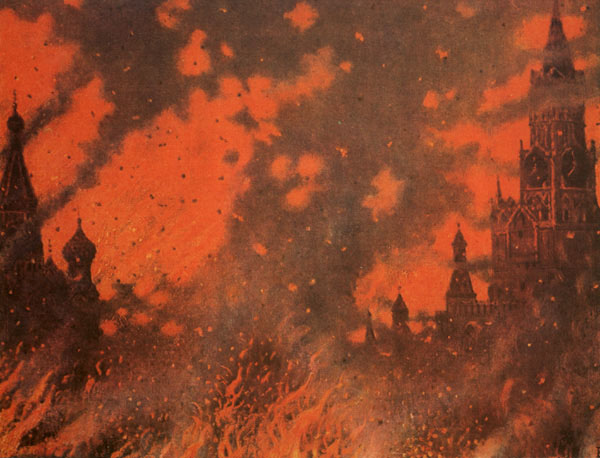
L'incendio di Mosca

Teoricamente l'incendio di Mosca non pregiudicava in modo irreparabile la situazione della Grande Armata; l'intendente dell'armata Pierre Daru confermò all'imperatore che, nonostante le difficoltà, sarebbe stato ancora possibile trascorrere l'inverno con l'esercito nella zona della città distrutta, tuttavia Napoleone considerava i grandi problemi che sarebbero sorti se fosse rimasto bloccato a Mosca per sei mesi: le comunicazioni tra i settori dell'esercito sarebbero divenute molto precarie durante l'inverno, i collegamenti erano in misura crescente intralciati dai cosacchi e dai gruppi sempre più numerosi di guerriglieri audaci e agguerriti. Anche se la tradizione storiografica russa ha esaltato in misura eccessiva l'importanza e la vastità della resistenza patriottica della popolazione all'invasore, sottolineandone il carattere di resistenza nazionale di tutto il popolo, è indubbio che i contadini abbandonarono le terre, distrussero i raccolti, dimostrarono odio verso il nemico, e organizzarono raggruppamenti di partigiani che, guidati da capi abili come Denis Davydov, Jermolai Četverikov e Aleksandr Figner, inflissero perdite significative ai distaccamenti isolati e alle pattuglie francesi, rendendo il territorio e le campagne molto pericolose per i soldati nemici. La guerra dei partigiani era spietata e costellata di crudeltà e distruzioni a cui i francesi risposero con rappresaglie, processi sommari e fucilazioni che accrebbero l'odio popolare verso l'invasore.

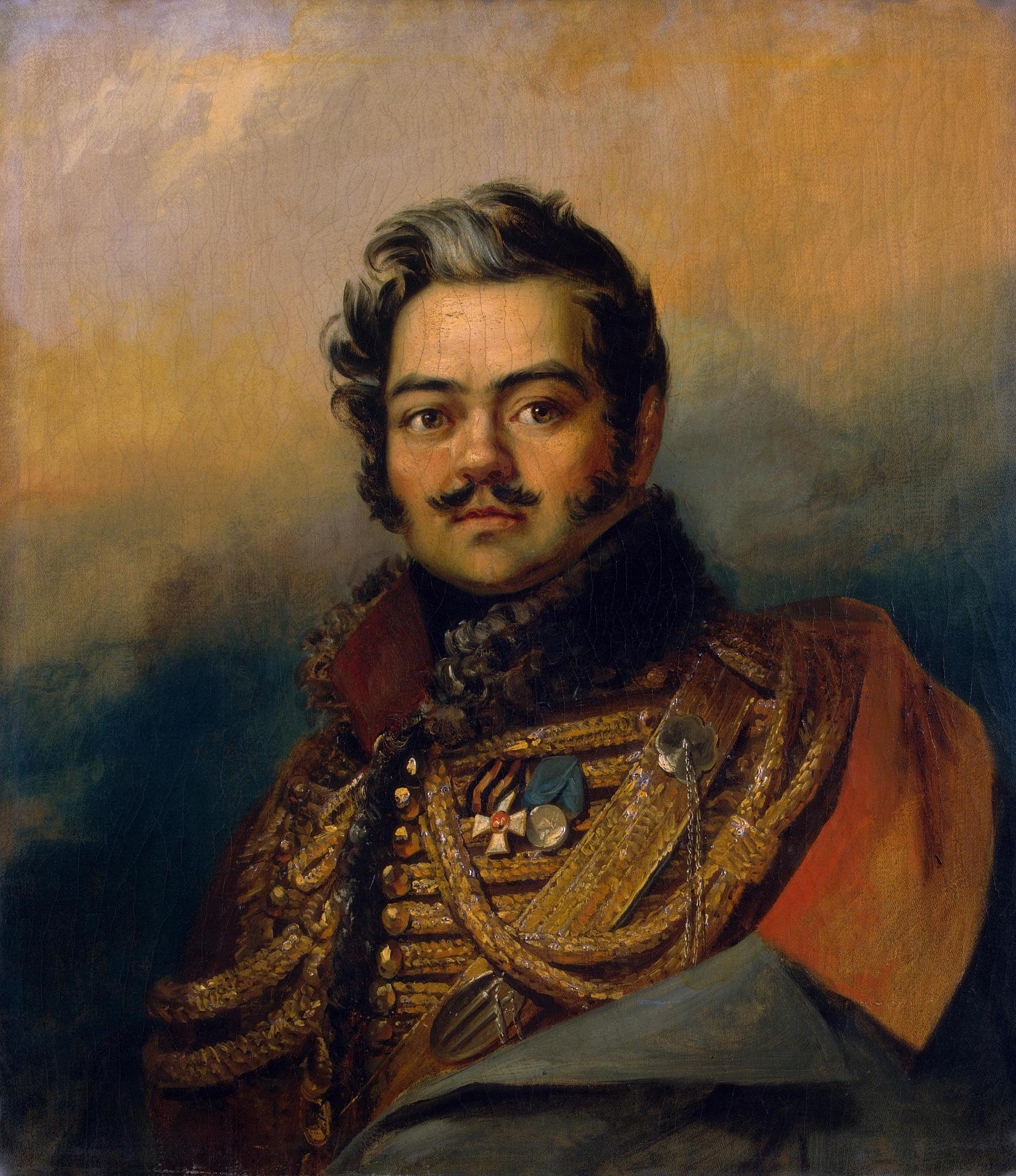
Il capo guerrigliero russo Denis Davydov

Napoleone considerava inoltre i problemi politici che sarebbero stati causati dalla sua permenenza a Mosca durante l'inverno; c'era il rischio di un'insurrezione in Germania e di torbidi in Francia, in mancanza di notizie certe sulla sorte dell'imperatore e dell'armata. Inoltre con il trascorrere del tempo, mentre l'esercito francese, isolato in una terra ostile, si indeboliva, l'armata russa al contrario si rafforzava, grazie all'apporto delle riserve dall'interno e dell'afflusso di rifornimenti e materiali. In realtà Napoleone non ebbe fretta di prendere una decisione e sperò fino a metà ottobre di poter risolvere la difficile situazione inducendo lo zar a concludere una pace di compromesso che ricalcasse i trattati di Tilsit.

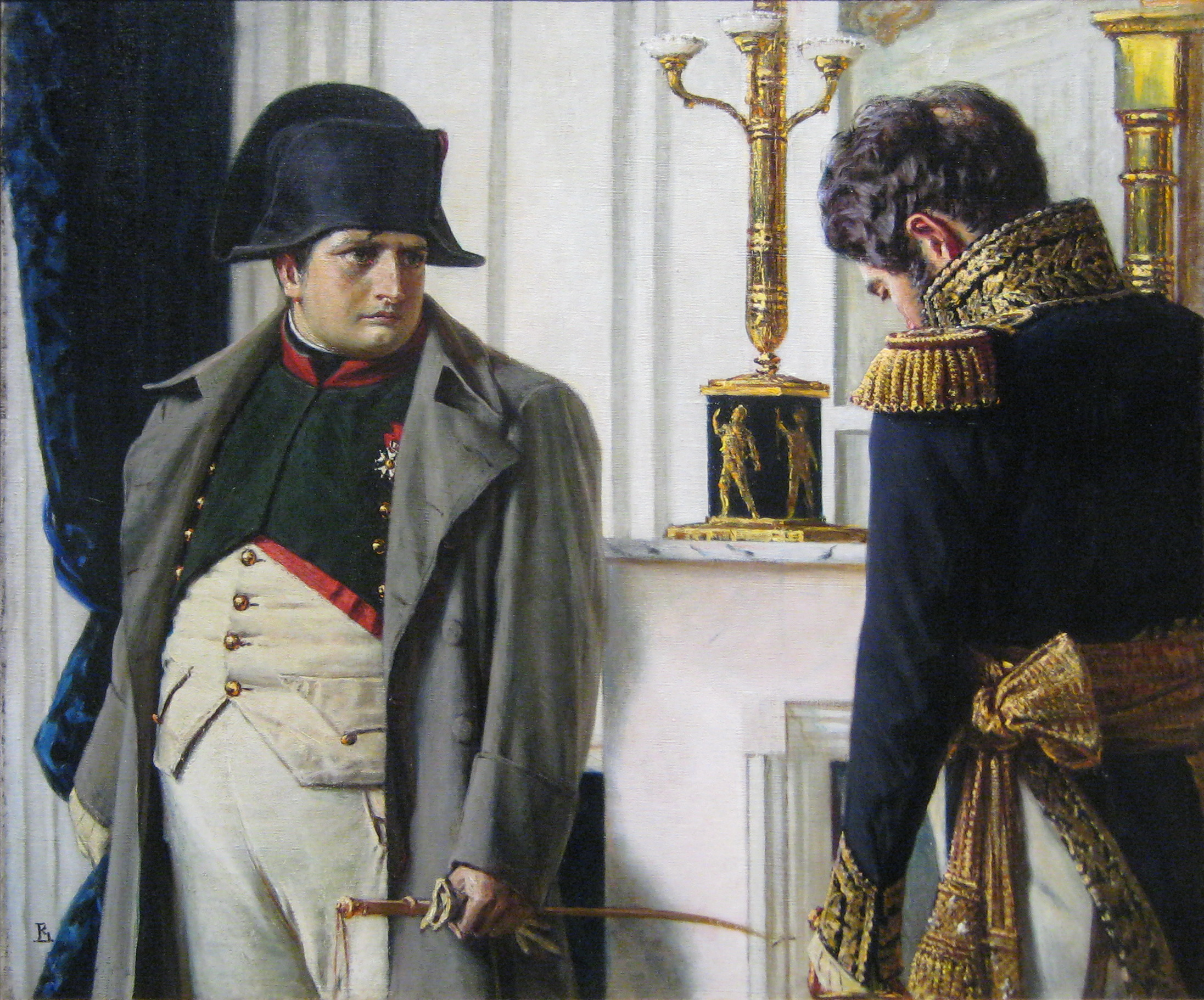
Napoleone a colloquio con l'ambasciatore Jacques Lauriston, incaricato di aprire le trattative di pace

L'imperatore fece tre tentativi per convincere Alessandro a trattare, ma lo zar, spronato alla resistenza a oltranza dai nobili della sua corte e dai consiglieri stranieri esasperati e desiderosi di vendetta dopo l'invasione e la distruzione di Mosca, era ormai convinto dell'indebolimento di Napoleone e, esaltato dalla possibilità di rappresentare il vendicatore delle nazioni europee oppresse e la guida della crociata contro l'anticristo, respinse tutti gli inviti al dialogo. Alessandro, che fin dal 30 luglio aveva con un proclama solenne richiamato nella milizia 230 000 uomini, aveva progettato un ambizioso piano per tagliare fuori e distruggere l'esercito francese con il concorso combinato degli eserciti del generale Wittgenstein, di Kutuzov e dell'ammiraglio Čičagov. La lettera personale del 20 settembre scritta in tono quasi compassionevole da Napoleone, non fece che rafforzare la sicurezza dello zar; quindi il 4 ottobre l'ambasciatore Lauriston fu trattenuto da Kutuzov e poté solo trasmettere una nuova lettera allo zar, per mezzo del principe Volkonskij, che Alessandro respinse sarcasticamente dichiarando che "la mia guerra è solo all'inizio". Infine il 14 ottobre una lettera del maresciallo Louis Alexandre Berthier al generale Kutuzov con la richiesta di interrompere le violenze dei contadini e di combattere una guerra secondo le regole codificate, venne ugualmente respinta dal generale che accusò l'esercito francese invasore di essere la causa della esasperazione e della brutalità dei mugiki.
Fin dal 30 settembre Napoleone aveva riunito il maresciallo Davout, Murat, il principe Eugenio e il maresciallo Berthier per prendere una decisione sulla prosecuzione della guerra; dopo aver valutato in un primo momento la possibilità di una marcia su San Pietroburgo, l'imperatore considerò due opzioni principali: rimanere a Mosca per l'inverno o avanzare verso sud nelle fertili terre lungo la strada di Kiev per affrontare il generale Kutuzov in una seconda battaglia prima di eventualmente ripiegare verso Smolensk. Tuttavia Napoleone lasciò trascorrere altro tempo prima di agire; il clima era ancora mite ma l'inverno si avvicinava. Egli non prese una decisione fino al 17 ottobre, dopo aver inutilmente atteso una risposta del generale Kutuzov al suo terzo tentativo di aprire trattative; Napoleone decise di abbandonare Mosca entro tre giorni e di avanzare verso sud per affrontare l'esercito russo lungo la strada di Kaluga. Gli imprevisti eventi del 18 ottobre affrettarono la decisione dell'imperatore e inflissero un primo serio colpo alla sua sicurezza e alle illusioni dell'esercito francese.

## La ritirata
(Considerazione del generale russo di cavalleria Matvei Platov)

### Da Tarutino a Vjazma

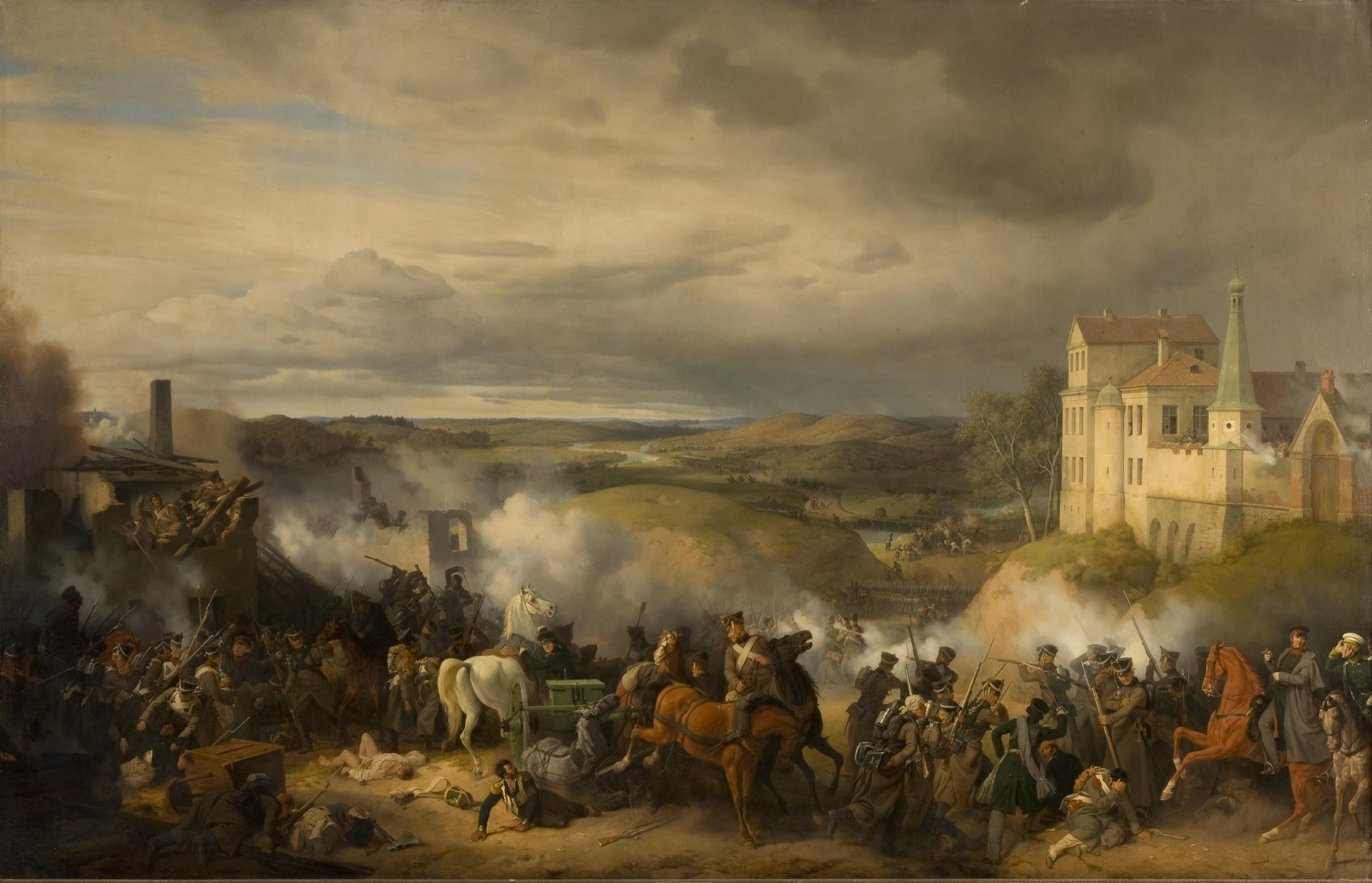
La battaglia di Malojaroslavec il 24 ottobre 1812

Il generale Kutuzov, dopo aver abbandonato Mosca, inizialmente aveva ripiegato con il suo esercito verso sud-est lungo la strada di Kolomna, ma nei giorni seguenti decise di deviare verso sud e sud-ovest per imboccare la strada diretta a Tula e Kaluga; questo movimento avvicinava le truppe russe alle loro basi di rifornimento e soprattutto minacciava il fianco destro e le linee di comunicazione dell'armata francese giunta a Mosca. Murat aveva seguito con la sua cavalleria la marcia dei russi, ma quasi subito aveva perso il contatto con il nemico e solo il 26 settembre riuscì ad agganciare nuovamente l'esercito russo a cinquanta chilometri a sud di Mosca; il generale Kutuzov continuò a ripiegare fino a Tarutino mentre i francesi si fermarono a Vinkovo. Le due forze rimasero su queste posizioni per tre settimane durante le quali i combattimenti praticamente cessarono e si instaurò una tregua tra le due parti con contatti non ostili che illusero Murat sulla scarsa aggressività dei russi.
In realtà il generale Kutuzov continuava nella sua prudente strategia in attesa che il tempo e il clima indebolissero in modo decisivo l'armata francese, e mentre i suoi luogotenenti levavano critiche alla sua presunta passività, l'esercito russo si rafforzava fino a contare in quel momento oltre 120 000 soldati e 620 cannoni, oltre ai reparti di partigiani che si muovevano nelle campagne. Inoltre erano arrivati ventisei reggimenti di cosacchi del Don che assicuravano al comandante in capo una netta superiorità nella cavalleria e una grande mobilità per attaccare e indebolire progressivamente l'esercito francese. Per tacitare i suoi critici, finalmente il 18 ottobre il generale Kutuzov decise di sferrare un attacco limitato contro le avanguardie di Murat, sfruttando il clima di tregua che regnava nel campo francese. Nonostante alcuni errori tattici e organizzativi, ritardi e profondi contrasti all'interno del quartier generale tra Kutuzov e il suo capo di stato maggiore Levin von Bennigsen, nella nebbia del primo mattino l'attacco russo colse di sorpresa la cavalleria del generale Horace Sébastiani e anche la fanteria francese fu in difficoltà e dovette ripiegare; Murat riuscì coraggiosamente a superare il panico e organizzare una ritirata fino a Voronovo, venti chilometri più a nord, e il generale Kutuzov preferì non insistere negli attacchi. La battaglia di Tarutino terminò con la vittoria dei russi e dimostrò la loro maggiore aggressività; soprattutto la sconfitta indusse Napoleone ad accelerare la partenza dell'esercito da Mosca per muovere subito verso sud, attaccare il generale Kutuzov e rimediare allo scacco subito.
L'armata francese, costituita ancora da 87 000 fanti, 14 750 cavalieri e 533 cannoni, lasciò Mosca all'alba del 19 ottobre 1812; l'esercito era accompagnato da numerosi civili, donne, bambini, prigionieri e soprattutto da oltre 40 000 carrozze e carrette su cui era stato ammassato tutto il bottino raccolto nella città; la marcia, a causa di questo enorme e confuso traino, si trasformò subito, contrariamente ai piani di Napoleone, in una lenta avanzata di un lungo e pesante convoglio. L'imperatore aveva deciso che il maresciallo Édouard Mortier sarebbe rimasto con una parte della Guardia a Mosca per completare le distruzioni e far esplodere il Cremlino, prima di ritirarsi a sua volta lungo la strada di Možajsk. La Grande Armata aveva imboccato la strada nuova di Kaluga e inizialmente colse di sorpresa il generale Kutuzov che apprese solo il 22 ottobre della partenza dei francesi da Mosca.

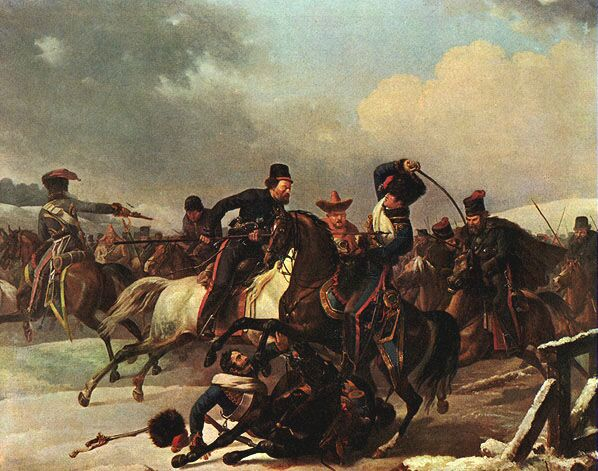
Attacco di cosacchi alle truppe francesi in ritirata

Il 23 ottobre le avanguardie russe constatarono la presenza dell'esercito francese e il generale Dmitrij Dochturov riuscì con una marcia notturna a raggiungere l'importante villaggio di Malojaroslavec dove il 24 ottobre si combatté una sanguinosa battaglia; le truppe del IV corpo del principe Eugenio, in cui si distinsero i reparti italiani del generale Domenico Pino, riuscirono a respingere i russi e a conquistare la cittadina e il ponte sul fiume Luža; i russi persero oltre 7 000 uomini ma nonostante la sconfitta ripiegarono solo di un chilometro lungo la strada mentre le perdite francesi furono di 4 000 uomini. Napoleone apprese tardi della battaglia e non intervenne con le riserve; egli sembrò incerto e depresso. Il mattino del 25 ottobre rischiò addirittura di essere ucciso o catturato da un distaccamento di cosacchi mentre effettuava una ricognizione senza scorta. Durante la giornata raggiunse Malojaroslavec, dove tenne un nuovo e decisivo consiglio di guerra con Murat, il principe Eugenio e i marescialli Davout, Berthier e Jean-Baptiste Bessières.
Nel corso della conferenza solo Murat propose, senza molta convinzione, di riprendere l'offensiva verso sud e rischiare una nuova battaglia campale; gli altri luogotenenti dell'imperatore concordarono invece sulla necessità di ripiegare verso Smolensk; il maresciallo Bessières per primo parlò esplicitamente di "ritirata". Napoleone concluse la riunione annunciando la sua decisione di abbandonare la marcia verso Kaluga e di ritornare verso Možajsk per riprendere la strada di Smolensk già percorsa durante l'avanzata estiva; l'imperatore voleva affrettare la ritirata e questa strada diretta consentiva di guadagnare tempo e di rompere il contatto con i russi; inoltre il generale Junot con l'VIII corpo era già a Možajsk dove dal 23 ottobre si stava dirigendo anche il maresciallo Mortier con la Guardia imperiale, dopo aver abbandonato Mosca senza essere riuscito a distruggere il Cremlino come ordinato da Napoleone. Tuttavia, percorrendo questa strada, l'esercito avrebbe attraversato di nuovo un terreno già devastato dalla guerra e privo di beni materiali e di risorse; le truppe percorsero tristemente a ritroso il cammino e ben presto raggiunsero e superarono il macabro campo di battaglia di Borodino.
Il 28 ottobre l'esercito francese raggiunse Možajsk; il tempo era nettamente peggiorato, cadde la prima neve, la temperatura discese a -4 °C; Napoleone si mostrò ancora ottimista durante un colloquio con Caulaincourt che invece realisticamente affermò: "più l'inverno avanza, più tutto volgerà a favore dei russi e soprattutto dei cosacchi". In realtà la ritirata si stava già disorganizzando lungo la strada; la colonna si allungava per oltre ottanta chilometri e gli sbandati e i ritardatari, in numero crescente, arrancavano nelle retrovie. Dopo Možajsk alcuni soldati gettarono le armi e molti iniziarono anche a disfarsi del carico di oggetti, beni preziosi, opere d'arte, libri. I cosacchi stavano diventando un reale pericolo per la colonna; in continuo movimento, apparivano all'orizzonte sui fianchi dell'armata e colpivano rapidamente gruppi di ritardatari e reparti francesi colti di sorpresa.

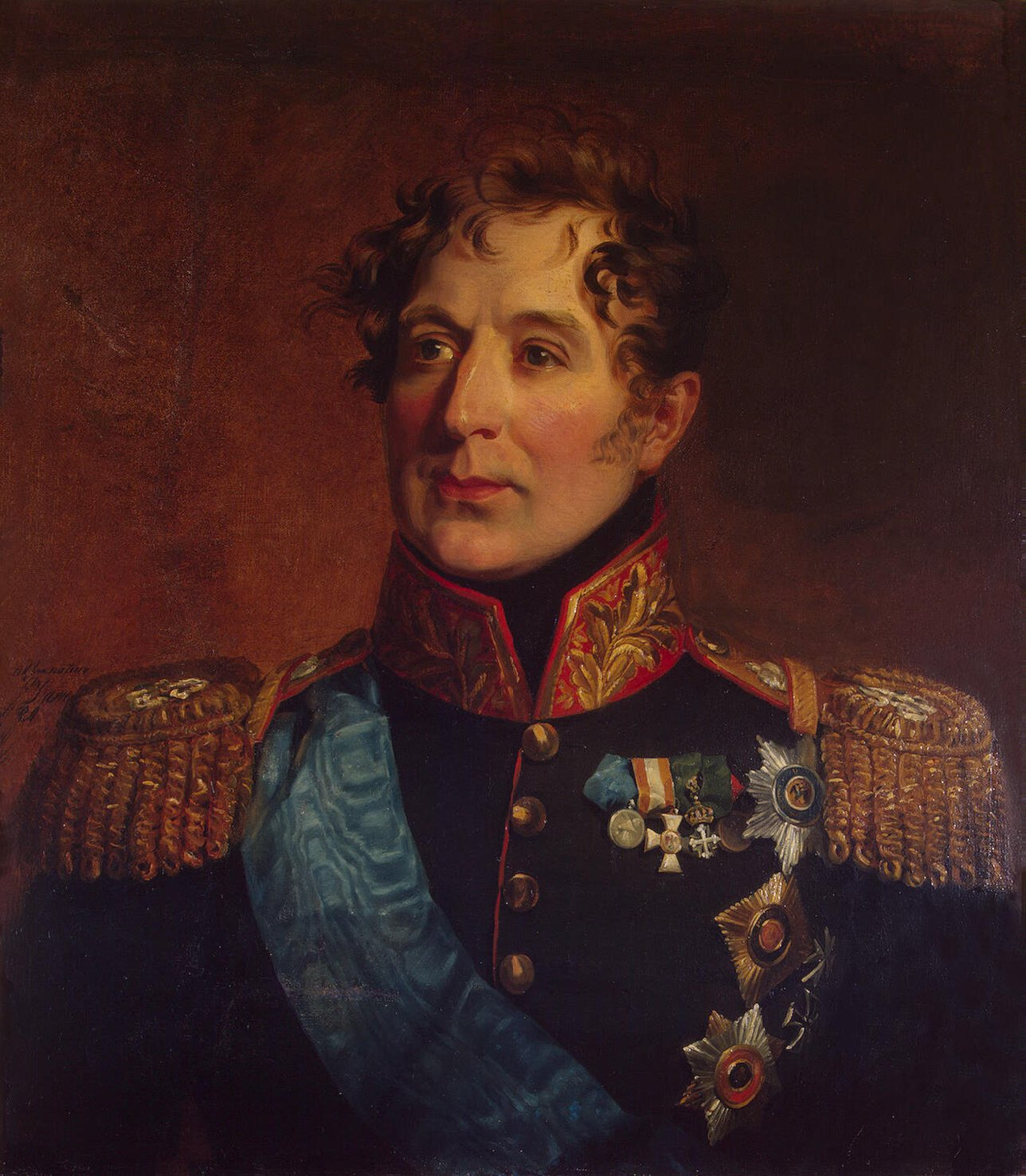
Il generale russo Michail Miloradovič

In questa fase della ritirata il generale Kutuzov, che aveva accolto con enorme sollievo la notizia del ritorno dei francesi sulla strada di Možajsk, si limitò a seguire cautamente la colonna nemica marciando con il suo esercito lungo la strada meridionale che da Medyn' conduceva a Smolensk. Il generale russo continuò ad adottare una strategia di attesa contando di logorare progressivamente i francesi durante la ritirata, grazie al concorso dell'inverno russo e dei partigiani, senza necessità di una grande battaglia campale. Egli continuava a esaltare nei suoi proclami il carattere patriottico e religioso della guerra contro l'invasore, ma per il momento marciava sulla strada parallela senza ricercare uno scontro diretto. La sua condotta, lodata da Lev Tolstoj nella sua opera "Guerra e pace", era invece severamente criticata dai suoi consiglieri stranieri e anche da alcuni generali russi; essi consideravano il comandante in capo, vecchio, stanco e debole, e reclamavano un grande attacco risolutivo. Lo zar, che peraltro non interveniva nella condotta delle operazioni, consigliava di coordinare i movimenti con le armate del generale Wittgenstein e dell'ammiraglio Čičagov per bloccare la ritirata nemica.

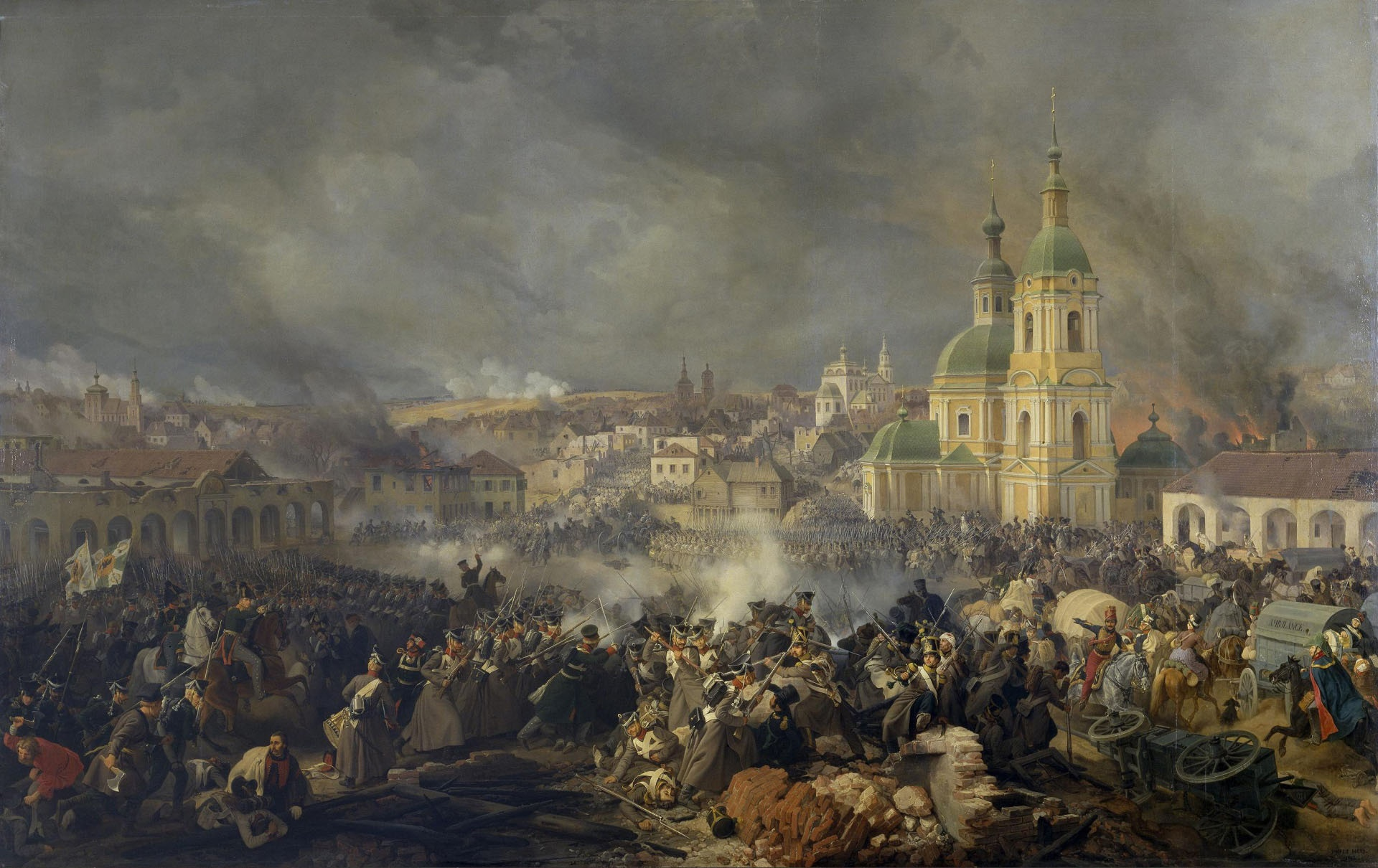
La battaglia di Vjazma dove la retroguardia francese rischiò di essere distrutta

Per tacitare le critiche il generale Kutuzov decise di organizzare un primo tentativo di bloccare la colonna francese a Vjazma, dove si congiungevano le due strade dirette a Smolensk. Con una temperatura di -4 °C e cielo sereno, Napoleone arrivò in questa città con la Guardia il 31 ottobre. L'imperatore ripartì dopo una sosta di tre giorni seguito dagli altri corpi, ma prima che fosse arrivata anche la retroguardia francese, costituita dal I corpo del maresciallo Davout. L'imperatore aveva criticato il comportamento di questo maresciallo che stava conducendo la marcia della sua retroguardia troppo lentamente; le truppe del I corpo erano ancora a cinque giornate di marcia; Napoleone riteneva il maresciallo Davout ormai stanco e intendeva trasferire al maresciallo Ney il compito di guidare la colonna di coda dell'armata.
Il generale Michail Miloradovič passò all'attacco il 3 novembre con 20 000 uomini, mentre i cosacchi dell'ataman Matvei Platov caricavano da est. La situazione dei francesi divenne critica; i gruppi di civili presenti nella colonna si sbandarono; la retroguardia del maresciallo Davout fu salvata dall'intervento di due divisioni del IV corpo del principe Eugenio che tornarono indietro e riaprirono il passaggio. I russi ripresero l'attacco e sembrò che entrambi i corpi potessero essere distrutti; dopo sei ore di combattimenti, l'intervento di una divisione del III corpo, fatta intervenire dal maresciallo Ney, riuscì a disimpegnarli. I francesi ebbero 4 000 morti e feriti e 4 000 prigionieri nella battaglia di Vjazma; il I corpo del maresciallo Davout ne uscì molto provato e venne sostituito alla retroguardia dal III corpo del maresciallo Ney; la catastrofe fu evitata anche per il mancato intervento del grosso dell'esercito russo che il generale Kutuzov trattenne a cinquanta chilometri di distanza.
Il 5 novembre la colonna francese abbandonò Vjazma e si diresse verso Smolensk dove si sperava di riorganizzare e nutrire le truppe grazie ai grandi depositi preparati nella città. Gli sbandati che seguivano i reparti erano in aumento mentre nella notte del 5 novembre riprese a nevicare e la temperatura scese ulteriormente; nei bivacchi cresceva il numero dei soldati trovati morti per il freddo e le sofferenze. La penosa marcia dei soldati francesi ora si svolgeva in mezzo a grandi campagne innevate, punteggiate da boschi di abeti.

### Da Krasnoi alla Beresina

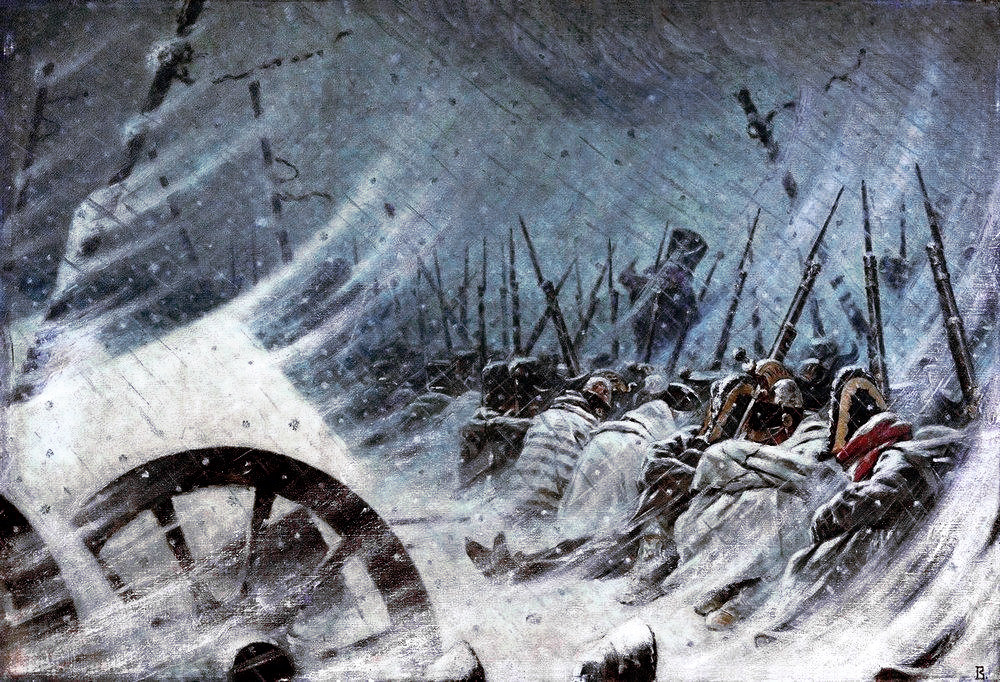
La Grande Armata nella tormenta

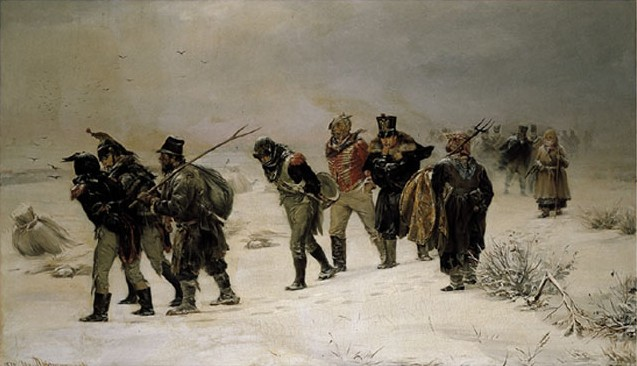
Pittura "Nel 1812", di Illarion Pryanishnikov

Dopo Vjazma, dove l'armata giunse ridotta a 65 000 uomini, la situazione dell'esercito francese divenne veramente critica; i cosacchi moltiplicavano le loro incursioni nascosti nei boschi che costeggiavano la strada dove si trascinava la colonna in ritirata; sbandati, ritardatari e pattuglie inviate alla ricerca di cibo e legname, cadevano facile preda di questi temibili cavalieri. I partigiani erano altrettanto pericolosi per i francesi colti isolati in piccoli gruppi nelle campagne; la guerra di questi combattenti irregolari era spietata; i prigionieri venivano torturati e uccisi, i piccoli gruppi terrorizzavano con la loro brutalità i soldati francesi, mentre grosse bande erano in grado di affrontare con successo scontri con interi reparti nemici.
Le condizioni dei soldati stavano declinando rapidamente; sempre più uomini morivano di fame e di freddo. Il 7 novembre iniziarono le bufere di neve, con temperature molto basse e scarsa visibilità; per ripararsi dal freddo, i soldati si coprivano con quanto era disponibile: capi d'abbigliamento depredati a Mosca, vestiti cinesi e tartari, pellicce da donna, sete, sciarpe, stoffe per avvolgere i piedi, trasformando penosamente l'aspetto delle orgogliose truppe napoleoniche. In mancanza di viveri, i soldati si nutrivano di carne di cavallo e di verdure avariate, ci furono anche episodi di cannibalismo. Dopo estenuanti marce anche di quattordici ore, le truppe non trovavano alcun riparo dalle intemperie; i feriti erano spesso abbandonati senza cure; i cavalli morirono a migliaia e vennero macellati; di conseguenza dovettero essere abbandonati carri pieni di bottino, e soprattutto gran parte dei cannoni che furono catturati dai russi. La disciplina stava cedendo; disperazione e demoralizzazione si diffondevano tra i soldati. A Smolensk, con una temperatura di -26 °C, arrivarono 41 000 uomini.
Napoleone era, in carrozza o a cavallo, in testa alla lunga colonna con la Guardia imperiale, ancora relativamente organizzata; egli non controllava personalmente la marcia delle truppe e dei ritardatari; appariva distaccato, impassibile, rassegnato. Il 9 novembre giunse a Smolensk dove ricevette la pessima notizia che la divisione di riserva del generale Louis Baraguey d'Hilliers, in avvicinamento da sud-ovest per rinforzare l'armata, era stata sorpresa e quasi annientata da un attacco dei partigiani; il generale Jean-Pierre Augereau, fratello del famoso maresciallo, era stato catturato. Il 6 novembre Napoleone aveva appreso dell'inquietante episodio della congiura del generale Claude François de Malet a Parigi che, pur rapidamente soffocata, dimostrava la dubbia stabilità del regime in sua assenza.

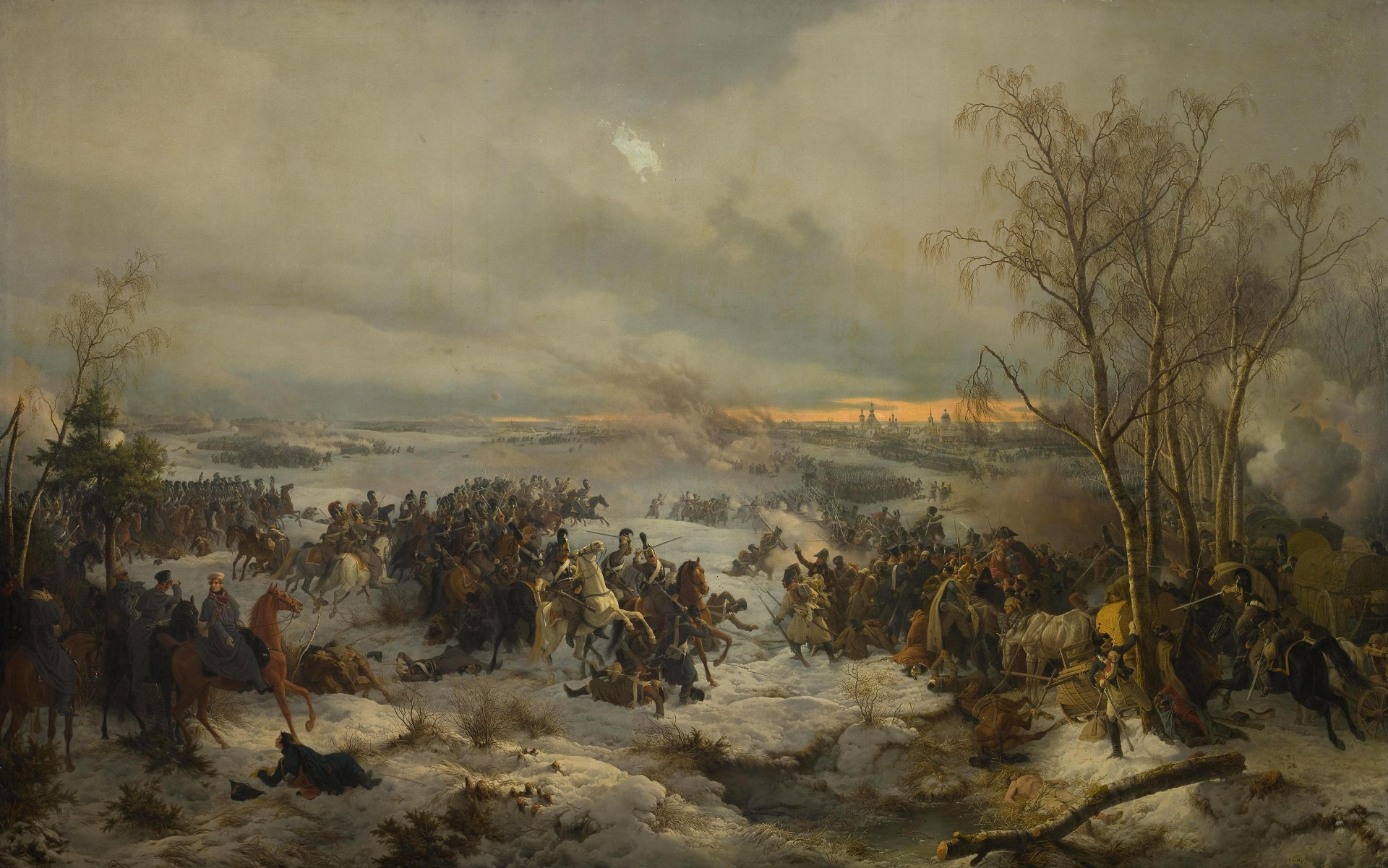
La battaglia di Krasnoi

Inoltre egli era stato informato del peggioramento della situazione anche sulle due ali del fronte. Il generale Wittgenstein a nord aveva riconquistato Polock il 18 ottobre, nonostante la tenace difesa delle truppe del maresciallo Gouvion-Saint-Cyr, e stava discendendo lungo il corso della Dvina; il 7 novembre riconquistò Vitebsk; il maresciallo Macdonald dovette rinunciare al suo inutile assedio di Riga e ripiegare verso il Niemen dove rimase tagliato fuori dalle operazioni principali. A sud anche l'ammiraglio Čičagov si stava avvicinando e, dopo essersi congiunto con l'armata del generale Tormasov, marciava su Minsk. Il generale austriaco Schwarzenberg, intralciato dal corpo di truppe russe del generale Fabian von der Osten-Sacken, stava ripiegando verso Varsavia insieme al VII corpo del generale Reynier, lasciando l'ammiraglio libero di marciare verso nord dove avrebbe potuto mettere in pericolo le linee di comunicazione dell'armata francese. Nelle lontane retrovie francesi il reparto di cavalleria regolare e cosacchi dell'audace colonnello Aleksandr Černyšëv fin dal mese di ottobre stava attaccando magazzini militari e reparti isolati dal Granducato di Varsavia alla regione baltica. Napoleone si preoccupò inizialmente soprattutto di bloccare l'avanzata del generale Wittgenstein da Vitebsk, e quindi ordinò al maresciallo Oudinot con il II corpo e al maresciallo Victor con il IX corpo, che stazionavano di riserva tra Vitebsk e Orša, di marciare verso nord per contrastare il passo ai russi nel territorio compreso tra la Dvina e il Dnepr.
Dal 10 al 12 novembre il grosso dell'esercito francese arrivò a Smolensk; il maresciallo Ney aveva condotto il combattimento in retroguardia con grande tenacia per cercare di guadagnare tempo, ma il IV corpo del principe Eugenio, che aveva tentato di ripiegare abbandonando la strada maestra e deviando verso Vitebsk, andò incontro al disastro. Attaccati continuamente dai reparti del generale Platov, le truppe francesi e italiane del viceré si disgregarono nel tentativo di passare l'8 novembre il fiume Vop' ghiacciato e poi lungo il percorso dopo la decisione di ritornare indietro verso la strada di Smolensk. In parte circondate, queste truppe subirono gravi perdite e solo con grande difficoltà i 5 000 uomini superstiti si ricongiunsero con il III corpo del maresciallo Ney e arrivarono a Smolensk il 13 novembre.
Napoleone rimase nella città fino al 14 novembre; egli era consapevole della necessità di accelerare la ritirata, nonostante le condizioni deplorevoli delle truppe totalmente esauste, prima che gli eserciti russi da nord e da sud potessero bloccare il passaggio verso ovest. A nord i marescialli Oudinot e Victor erano riusciti per il momento a fermare l'avanzata del generale Wittgenstein da Vitebsk, ma a sud l'ammiraglio Čičagov il 16 novembre prese Minsk, si impadronì dei grandi depositi di rifornimenti francesi che erano stati ammassati in quella città, e continuò ad avanzare verso la Beresina. Nel frattempo anche il generale Kutuzov, arrivato a El'nja con il grosso del suo esercito, sembrava finalmente intenzionato a manovrare per intercettare la linea di ritirata francese a sud del Dnepr tra Smolensk e Orša.
Smolensk disponeva di grandi depositi di viveri ed equipaggiamenti su cui Napoleone aveva fatto grande conto per rifornire e riorganizzare le sue truppe, ma la confusione e l'indisciplina resero impossibile un regolare approvvigionamento dei soldati. Una parte dei rifornimenti era già stata sprecata, per mancanza di pianificazione, dal comandante di Smolensk, generale Charpentier, che, male informato, non era a conoscenza delle disastrose condizioni dell'armata. Prima i soldati del IX corpo del maresciallo Victor, poi la Guardia imperiale e torme di sbandati assaltarono senza controllo i depositi ed esaurirono in tre giorni tutti i rifornimenti; di conseguenza le colonne che seguivano non trovarono più quasi nulla; la città stessa venne infine devastata e saccheggiata.
Napoleone, apparentemente impassibile nonostante le condizioni caotiche della sua armata, decise di ripartire a scaglioni da Smolensk e marciare lungo la riva meridionale del Dnieper fino a Orša; non potendo passare per Vitebsk, occupata dall'esercito del generale Wittgenstein, l'esercito francese avrebbe quindi dovuto superare l'ostacolo della Beresina. L'armata contava ancora circa 36 000 soldati, di cui 3 000 cavalieri, ma erano già stati persi 350 cannoni; l'imperatore avrebbe marciato in testa con la Guardia, mentre il maresciallo Ney avrebbe comandato la retroguardia. La nuova ritirata fu estremamente lenta e faticosa; nelle brevi giornate autunnali, su terreni innevati e strade ghiacciate, la colonna che si estendeva su circa 65 chilometri di lunghezza, procedette con grande fatica e abbandonando ritardatari, feriti e dispersi lungo il cammino.

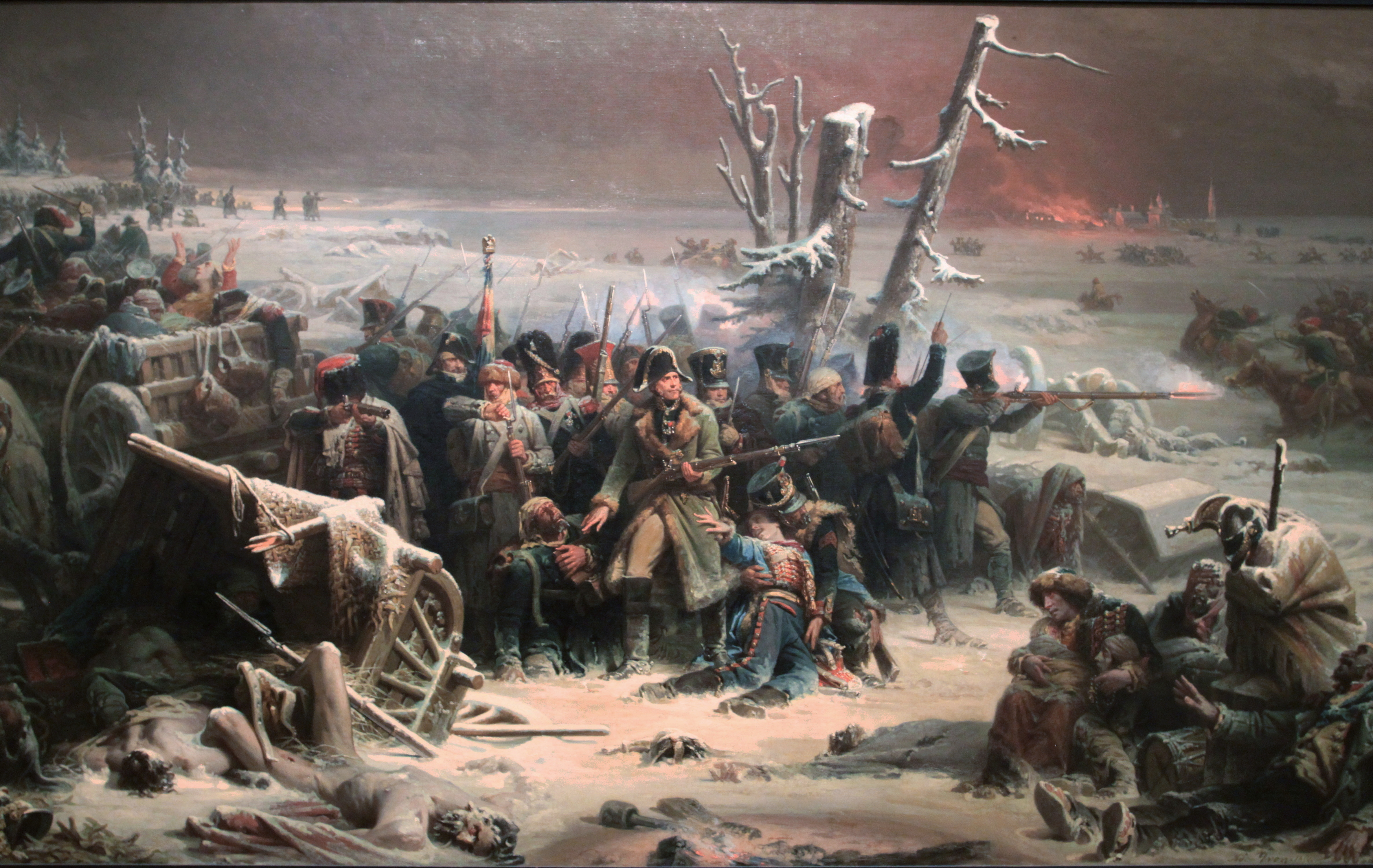
Il maresciallo Michel Ney con i suoi soldati a Krasnoi

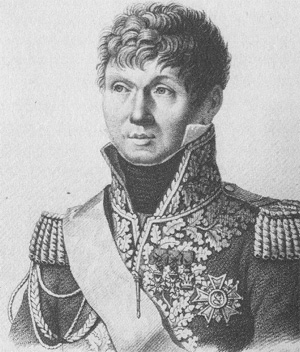
Il maresciallo Claude Victor

L'armata lasciò Smolensk tra il 14 e il 17 novembre, in modo poco coordinato; di conseguenza i vari corpi d'armata non riuscirono a rimanere in stretto contatto e si trovarono in grave difficoltà di fronte agli sbarramenti organizzati dall'esercito del generale Kutuzov lungo la strada a est di Krasnoi. Il 15 novembre i superstiti dell'VIII corpo, guidati dal generale Exelmans, riuscirono a superare uno sbarramento di cosacchi; subito dopo Napoleone con la Guardia imperiale poté passare senza incontrare molta resistenza e raggiunse Krasnoi da dove il generale Sébastiani con pochi granatieri scacciò la fanteria russa; il 16 novembre invece la situazione dei francesi peggiorò in modo disastroso. Il generale Miloradovič, con 20 000 soldati, tagliò la strada, bloccando la marcia del IV corpo del principe Eugenio che era ripartito da Smolensk solo il 15 novembre preceduto da colonne di sbandati. Bersagliati dal fuoco dell'artiglieria russa, gli sbandati, guidati dal generale Guilleminot, rifluirono indietro e alcuni si riunirono ai resti del IV corpo che il principe Eugenio aveva schierato attraverso la strada maestra per fronteggiare i russi del generale Miloradovič.
I russi non attaccarono a fondo e il principe riuscì a evitare un'immediata disfatta. Dopo aver sferrato un attacco disperato per sviare l'attenzione del nemico, il viceré ripiegò con i resti del IV corpo nella notte attraverso la campagna e raggiunse in salvo Krasnoi, dopo aver abbandonato il traino con il rimanente bottino di guerra. Napoleone cercò di aiutare il principe Eugenio e impegnò la Giovane Guardia al comando del generale Roguet che respinse il nemico e protesse la ritirata del IV corpo. Il I corpo del maresciallo Davout e il III corpo del maresciallo Ney erano però ancora a est dello sbarramento russo lungo la strada di Krasnoi e la loro situazione era molto grave.

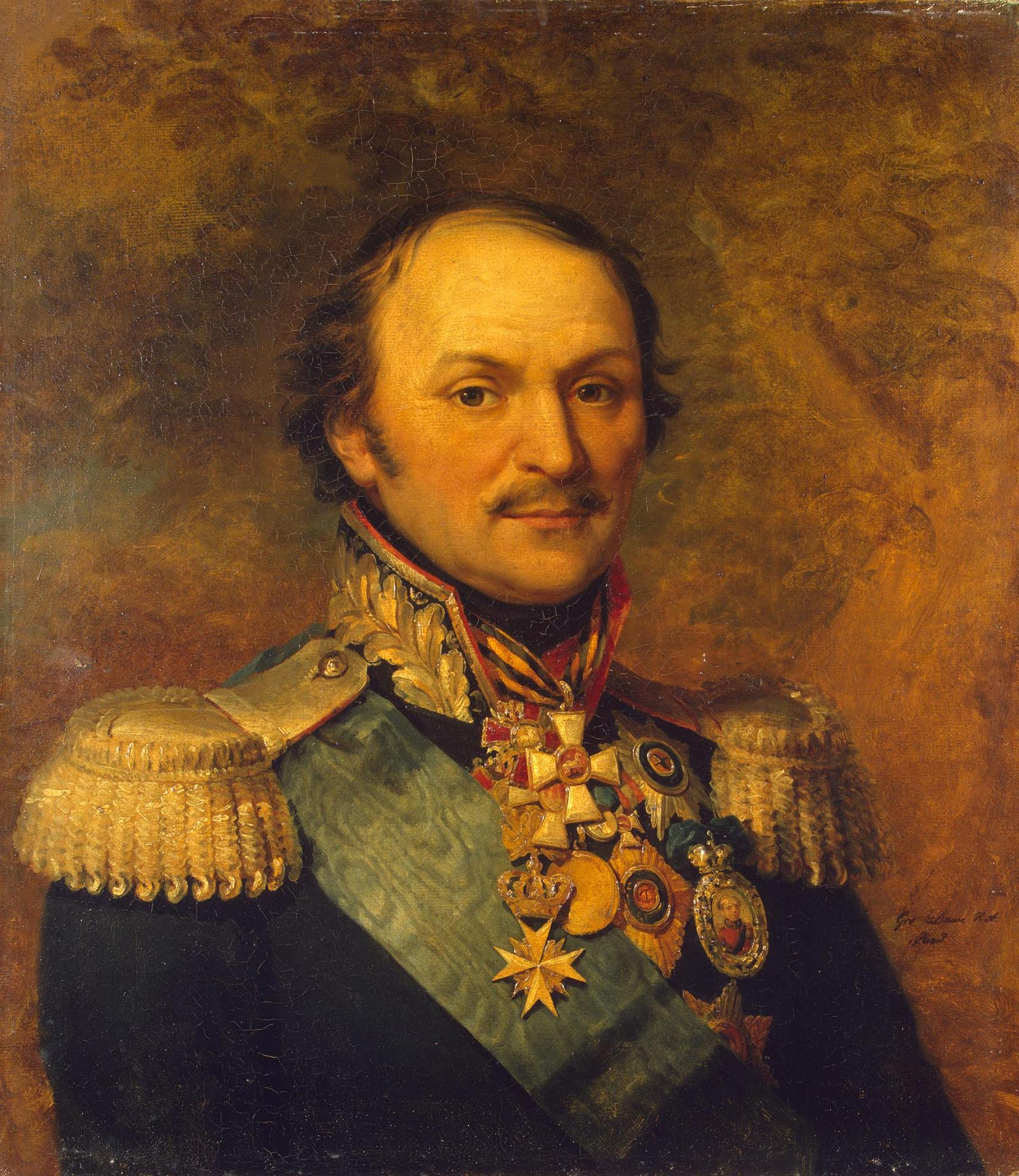
Il generale Matvei Platov, comandante della cavalleria leggera russa

Il 17 novembre, mentre il principe Eugenio riprendeva la ritirata con i resti del suo corpo, Napoleone decise di fare entrare in azione l'intera Guardia imperiale, sempre risparmiata in precedenza, per cercare di liberare il passaggio a Krasnoi ai corpi d'armata isolati; la Guardia, guidata dal maresciallo Mortier, mostrò ancora efficienza e combattività e impressionò il nemico con la sua compattezza e disciplina. Mentre la divisione del generale Claparède difendeva Krasnoi, Mortier e Napoleone con le divisioni della Guardia del generale Roguet e del generale Delaborde marciarono contro il nemico che li attaccava da tre direzioni. La strada di Krasnoi venne riaperta e il I corpo del maresciallo Davout, pur dando segni di disgregazione, riuscì a passare, ma il III corpo del maresciallo Ney sembrava destinato alla rovina. Napoleone, allarmato dalle difficoltà del generale Claparède che rischiava di essere sopraffatto, non poté più rimanere a Krasnoi e diede ordine al maresciallo Mortier di ripiegare a sua volta; le divisioni della Guardia dei generali Roguet e Delaborde, pur molto provate, effettuarono una ritirata combattuta e abbandonarono ordinatamente Krasnoi.
Essendo partito in ritardo a causa di un malinteso con il maresciallo Davout, il maresciallo Ney non aveva potuto mantenere il contatto; lasciata Smolensk alle ore 15:00 del 17 novembre, il III corpo trovò le forze russe del generale Miloradovič a Krasnoi nel pomeriggio del 18 novembre; Napoleone era già lontano a Orša e anche il maresciallo Davout non intervenne in aiuto.
Nonostante la situazione apparisse disperata, il maresciallo Ney respinse tutti gli inviti alla resa e con i suoi 3 000 soldati trovò il modo di sfuggire alla morsa dei quasi 80 000 uomini radunati dal generale Kutuzov e dal generale Miloradovič sulle colline intorno a Krasnoi. Il maresciallo decise quindi di passare di nascosto sulla riva settentrionale del Dnepr, che era solo parzialmente gelato, e fuggire verso ovest lungo quella riva. Dopo aver attraversato con grandi difficoltà il fiume, il 21 novembre il maresciallo Ney riuscì a raggiungere, insieme a 925 superstiti, la città di Orša e ricollegarsi con le truppe del principe Eugenio. Napoleone, già 32 chilometri più a ovest, mostrò grande sollievo per la salvezza del maresciallo Ney, nonostante la quasi completa distruzione del III corpo. Il maresciallo Davout venne criticato per il mancato soccorso alle truppe del maresciallo Ney.

La battaglia di Krasnoi, confusa e drammatica, era durata tre giorni ed era costata gravi perdite ai francesi che ebbero 10 000 morti, i russi catturarono 20 000 uomini e 200 cannoni; il generale Kutuzov si ritenne soddisfatto dei risultati raggiunti, nonostante le nuove critiche ricevute da alcuni suoi generali; egli riteneva indispensabile non affaticare in modo disastroso le sue truppe nell'inseguimento e considerava ormai raggiunta la vittoria. Il 19 novembre il grosso dell'armata francese ripartì per Orša che Napoleone con la Guardia raggiunse il 20 novembre; il nuovo ostacolo alla ritirata era ora rappresentato dal fiume Beresina.

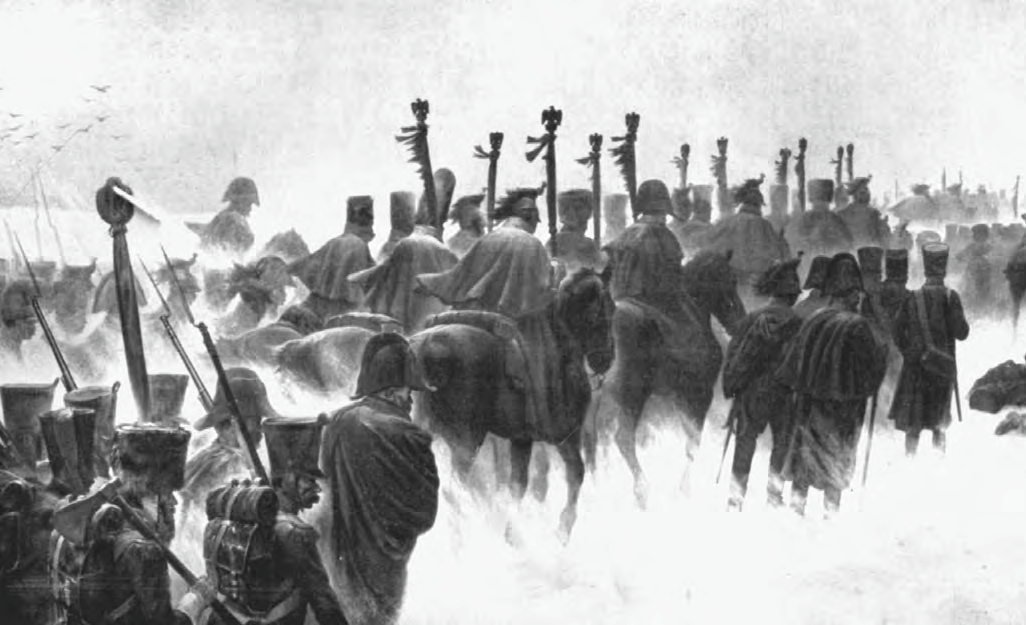
La ritirata dell'esercito francese

Dopo il 20 novembre anche Napoleone sembrò più pessimista sull'esito della campagna; il 23 novembre disse a Caulaincourt che la "situazione si sta facendo molto grave"; due giorni prima aveva appreso della caduta di Minsk e dell'avvicinamento da sud dell'ammiraglio Čičagov con 30 000 uomini. Egli sperava tuttavia di contare sui 20 000 soldati ancora efficienti del II corpo del maresciallo Oudinot e del IX corpo del maresciallo Victor e, dopo aver superato la Beresina, sulle guarnigioni e sui depositi ammassati tra il Niemen e la Vistola. L'imperatore prese la decisione, per agevolare la marcia, di liberarsi di tutto l'equipaggiamento inutile e anche di bruciare tutte le barche da ponte; egli credeva che i marescialli Victor e Oudinot fossero in grado di difendere i ponti di Borisov e prevedeva di attraversare in quel punto il fiume.
In realtà fin dal 21 novembre i russi si erano impadroniti di Borisov e dei ponti sulla Beresina; l'ammiraglio Čičagov era avanzato da Minsk con il suo esercito diviso in tre colonne e, dopo aver sopraffatto l'aspra resistenza dei polacchi del generale Jan Henryk Dąbrowski, aveva conquistato la cittadina e i ponti. L'ammiraglio sembrava ottimista e, convinto di poter bloccare i francesi, diramò un proclama alle sue truppe in cui spronava a catturare Napoleone in persona e ne tratteggiava le fattezze fisiche che permettessero di identificarlo. Nel frattempo il generale Wittgenstein che aveva riconquistato Polock il 18 ottobre respinse i marescialli Gouvion-Saint-Cyr e Victor fino al fiume Ulla; il 22 novembre si rimise in marcia verso sud con 40 000 soldati.
Ma i francesi reagirono a queste minacce sui fianchi; il maresciallo Oudinot accorse alla Beresina con le sue truppe e contrattaccò subito il 22 novembre, sorprese l'avanguardia russa e riconquistò la cittadina di Borisov sulla riva orientale del fiume; i russi ripiegarono sulla riva occidentale, bloccando l'attraversamento del fiume, dopo aver incendiato i ponti indispensabili per passare sulla riva occidentale, dato che, a causa del disgelo provocato da un temporaneo aumento delle temperature, la Beresina non era più ghiacciata.
Il 24 novembre Napoleone apprese del disastro a Borisov; per alcuni giorni dopo aver lasciato Orşa la situazione dell'armata era sembrata migliorare, grazie anche agli abbondanti rifornimenti trovati in quella città, anche se la marcia nel fango che si formò per l'improvviso disgelo fu molto faticosa. Sulla riva orientale della Beresina i superstiti e gli sbandati si congiunsero finalmente con i soldati relativamente freschi del II e del IX corpo che rimasero impressionati dalle miserabili condizioni dei loro commilitoni. L'imperatore mantenne una fredda lucidità anche in questa drammatica situazione; nonostante la distruzione dei ponti a Borisov e la mancanza di materiali, egli decise di studiare un piano per trasportare in salvo oltre il fiume i suoi soldati.
Per evitare la trappola dei tre eserciti russi convergenti da nord, sud ed est, Napoleone contava anche sulle esitazioni del generale Kutuzov e degli altri comandanti russi molto prudenti e ancora intimoriti dalla sua reputazione di condottiero formidabile; in particolare Kutuzov si era fermato a Kopys' con il grosso delle sue forze per riorganizzare e far riposare le truppe, e aveva mandato avanti solo il contingente del generale Miloradovič, preceduto a sua volta da una "colonna volante" partita all'avanguardia il 19 novembre al comando del generale Aleksej Ermolov.
La sera del 24 novembre l'imperatore venne informato della presenza di un possibile punto di passaggio sulla Beresina non occupato dai russi a nord di Borisov, nel villaggio di Studienka; egli decise quindi di attraversare in quel punto il fiume. I soldati del II corpo del maresciallo Oudinot occuparono subito Studjenka e il generale del genio Jean Baptiste Éblé venne inviato sul posto per costruire i ponti necessari alle truppe. I 30 000 uomini del generale Wittgenstein erano a 20 chilometri di distanza a nord; il grosso dell'esercito del generale Kutuzov era ancora sul Dnepr a oltre 150 chilometri dalla Beresina, mentre l'ammiraglio Čičagov aveva disseminato le sue truppe lungo la riva occidentale. Napoleone, dopo il rinforzo del II e del IX corpo, disponeva di circa 40 000 soldati efficienti e di un numero molto elevato di sbandati; i piani dell'imperatore prevedevano di ingannare l'ammiraglio Čičagov con una serie di finte a Borisov e quindi attraversare di sorpresa a Studienka; il maresciallo Victor avrebbe dovuto trattenere le truppe del generale Wittgenstein, mentre il maresciallo Davout avrebbe controllato un'eventuale avanzata del generale Kutuzov da est.
La notte del 25-26 novembre Napoleone arrivò con i suoi soldati a Studienka; i russi non individuarono subito questo movimento e trattennero le loro forze intorno a Borisov, dando tempo ai francesi di organizzare il passaggio della Beresina. Dal mattino del 25 novembre il generale Éblé aveva dato inizio alla costruzione dei ponti; grazie alla sua energia e al coraggio dei suoi uomini del genio, furono costruiti due ponti su cavalletti servendosi del legno delle case del villaggio; alle ore 15 del 26 novembre il primo ponte venne completato e alle ore 16.30 terminarono i lavori anche del secondo. La maggior parte dei 400 genieri impegnati morirono assiderati lavorando nell'acqua. Dopo il passaggio del II corpo del maresciallo Oudinot, entro la sera attraversarono la Beresina anche i reparti del maresciallo Davout e del principe Eugenio; si crearono ritardi e difficoltà a causa del crollo del secondo ponte e i genieri dovettero sacrificarsi continuamente per risolvere i problemi tecnici, mentre i soldati passavano penosamente il fiume.
Napoleone con la Guardia imperiale, Murat con gli ultimi cavalieri e i superstiti del corpo del maresciallo Ney passarono la Beresina il 27 novembre; l'imperatore controllò la marcia all'inizio del ponte e apparve molto calmo. Il 28 novembre i russi passarono finalmente all'attacco sulle due rive del fiume per bloccare gli attraversamenti e distruggere l'esercito francese; il generale Wittgenstein, ancora ignaro della situazione a Studienka, si diresse verso Borisov e durante l'avanzata incontrò la divisione francese del generale Louis Partouneaux che venne accerchiata e infine costretta alla resa; 4 000 francesi caddero prigionieri. Sulla riva occidentale del fiume l'ammiraglio Čičagov attaccò in forze il 28 novembre ma i suoi attacchi vennero respinti dalle truppe del maresciallo Oudinot e del maresciallo Davout; sulla riva orientale fu invece il maresciallo Victor che rimase fino all'ultimo con il IX corpo e trattenne l'avanzata verso i ponti delle truppe del generale Wittgenstein e del generale Ermolov, arrivato il 27 novembre con la sua colonna volante, precedendo il grosso dell'esercito del generale Kutuzov. Il maresciallo Victor riuscì, durante la notte del 28 novembre, ad attraversare a sua volta il fiume sui ponti che alle ore 10:00 del mattino del 29 novembre il generale Éblé diede ordine di incendiare, sacrificando i ritardatari. Sulla riva orientale erano rimasti circa 12 000 sbandati che cercarono di passare nella più grande confusione sui ponti in fiamme; la maggior parte annegò o rimase uccisa nella fase finale della battaglia.

### Catastrofe finale della Grande Armata

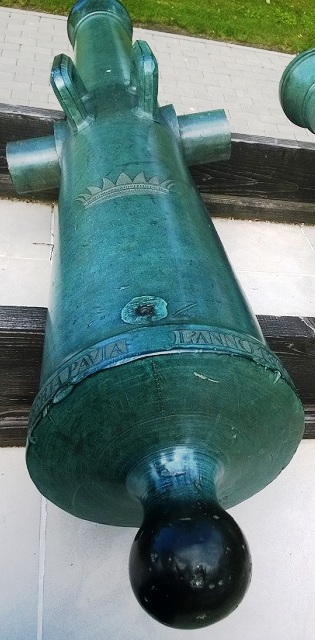
Mosca, Cremlino, cannone in bronzo dell'artiglieria del Regno d'Italia, fuso a Pavia e catturato dall'esercito russo nel 1812

Circa 30 000 soldati attraversarono la Beresina, di cui circa 20 000 truppe combattenti, con i quali Napoleone continuò subito verso Vilna, passando per Zembin; nonostante la riuscita manovra dell'imperatore che permise di evitare una disfatta definitiva grazie anche alle esitazioni dei generali russi, le perdite francesi nella battaglia della Beresina furono molto elevate: circa 25 000 morti, dispersi e prigionieri tra le truppe combattenti e quasi altrettanti sbandati. Nonostante il sollievo delle truppe per lo scampato pericolo, le sofferenze dei superstiti della Grande Armata non erano affatto terminate, al contrario l'ultima parte della ritirata fu la più difficile e penosa per i soldati. La marcia continuò dalla Beresina a Vilna per 250 chilometri e poi per altri 60 chilometri fino a Kovno; il clima colpì duramente le truppe: mentre nella prima parte della ritirata le temperature erano state relativamente miti e si erano avuti solo tre giorni di gelo, nell'ultima fase ve ne furono ventidue consecutivi. La temperatura che oscillò tra i -20 e i -30 °C, la neve e il vento completarono il disfacimento dell'esercito. Dopo una settimana di marcia verso Vilna, solo 13 000 soldati erano ancora in grado di combattere; le truppe avanzavano in silenzio, ancora disciplinate, cercando di non addormentarsi nei bivacchi per evitare l'assideramento; Napoleone marciava a piedi o a cavallo, circondato dai suoi aiutanti e dai marescialli.
Il 2 dicembre Napoleone e i superstiti raggiunsero Molodechno e la strada principale che deviava verso Vilna; l'imperatore decise finalmente di informare la Francia, dove si era all'oscuro del reale andamento della campagna. Venne quindi redatto il famoso "29° Bollettino della Grande Armata" in cui Napoleone cercava di delineare un quadro edulcorato, ma tuttavia sufficientemente chiaro, dell'esito disastroso dell'impresa. Il Bollettino si dilungava su alcuni successi, imputava le difficoltà soprattutto al clima invernale, lamentava la grande perdita di cavalli e si manteneva molto reticente sulla sorte dei soldati; tuttavia parlava di "spaventosa calamità" e di armata "orribilmente stremata": il 29° Bollettino si concludeva con rassicuranti parole sull'ottima salute dell'imperatore, allo scopo di tranquillizzare i funzionari dell'impero ed evitare il diffondersi di notizie incontrollate.
La ritirata continuava; a Molodechno il maresciallo Ney e poi il maresciallo Victor trattennero le forze dell'ammiraglio Čičagov e poi si diressero a Smorgon' dove appresero la decisione finale di Napoleone. Egli, preoccupato della solidità del regime e del sistema di alleanze e temendo il panico a seguito delle notizie diffuse dal 29° Bollettino, riteneva indispensabile abbandonare l'armata e ritornare alla massima velocità a Parigi per consolidare la situazione politica, tranquillizzare gli animi e organizzare un nuovo esercito. Dopo un'ultima riunione il 5 dicembre, in cui la maggioranza dei partecipanti consigliò all'imperatore di partire, Napoleone lasciò l'armata insieme a Caulaincourt, Duroc e Agathon Fain, affidando il comando in capo a Gioacchino Murat. Egli partì in segreto da Smorgon' alle ore 22:00 del 5 dicembre con la scorta di uno squadrone di cacciatori a cavallo della Guardia e di uno squadrone di cavalleria polacca; a Vilna questi reparti furono sostituiti dai cavalleggeri della Guardia reale napoletana. Napoleone evitò Vilna e si diresse in carrozza a Kovno e poi a Głogów dove salì con Caulaincourt su una slitta con cui proseguì il resto del rapido viaggio. Il 10 dicembre raggiunsero Varsavia, entrarono a Dresda il 13 dicembre, il 16 dicembre passarono il Reno a Magonza e il 18 dicembre arrivarono nel massimo segreto a Parigi.
Nel frattempo Murat aveva perso definitivamente il controllo della situazione; il 6 dicembre la temperatura scese a -37 °C, le truppe si disgregarono completamente, circa 20 000 soldati morirono per il freddo e le sofferenze lungo la strada tra Smorgon' e Vilna, tra cui buona parte degli uomini della divisione fresca del generale Louis Henri Loison. I superstiti raggiunsero Vilna l'8 dicembre; le truppe senza controllo saccheggiarono i cospicui depositi di rifornimenti e persero ogni coesione e disciplina. Murat ripartì già il 9 dicembre e circa 10 000 soldati ripresero la ritirata verso Kovno; il maresciallo Ney difese coraggiosamente il ponte sul Niemen e coprì le spalle della colonna con la retroguardia; infine il maresciallo si ritirò a sua volta dopo aver incendiato il ponte; i suoi uomini furono gli ultimi soldati francesi ad abbandonare il suolo russo il 14 dicembre 1812.
Circa 10 000 soldati si trascinarono fino a Königsberg, seguiti nelle settimane seguenti da altri 40 000 sbandati e dispersi in piccoli gruppi; sui fianchi dell'armata principale che aveva marciato fino a Mosca, il maresciallo Macdonald ripiegò alla metà di dicembre verso Tilsit con 7 000 francesi e 17 000 prussiani, mentre i generali Schwarzenberg e Reynier si erano già ritirati sul Bug con 35 000 soldati. La campagna di Russia era finita e la Grande Armata era ormai distrutta.

## Bilancio e conseguenze
Le perdite della Grande Armata in Russia furono catastrofiche ed ebbero un'influenza irreversibile sull'equilibrio militare in Europa; secondo Georges Lefebvre Napoleone ebbe circa 400 000 morti e dispersi e 100 000 prigionieri; David G. Chandler parla invece di 370 000 morti e dispersi e 200 000 prigionieri, tra cui 48 generali e 3 000 ufficiali; oltre alle perdite umane, disastrose furono anche le perdite materiali subite dall'esercito; i francesi riportarono indietro dalla Russia solo 250 cannoni, i russi affermarono di averne catturati 925; gravissima fu anche la perdita per i francesi di oltre 200 000 cavalli che privò la cavalleria napoleonica dei mezzi per ritornare all'originaria potenza nelle successive campagne di guerra.

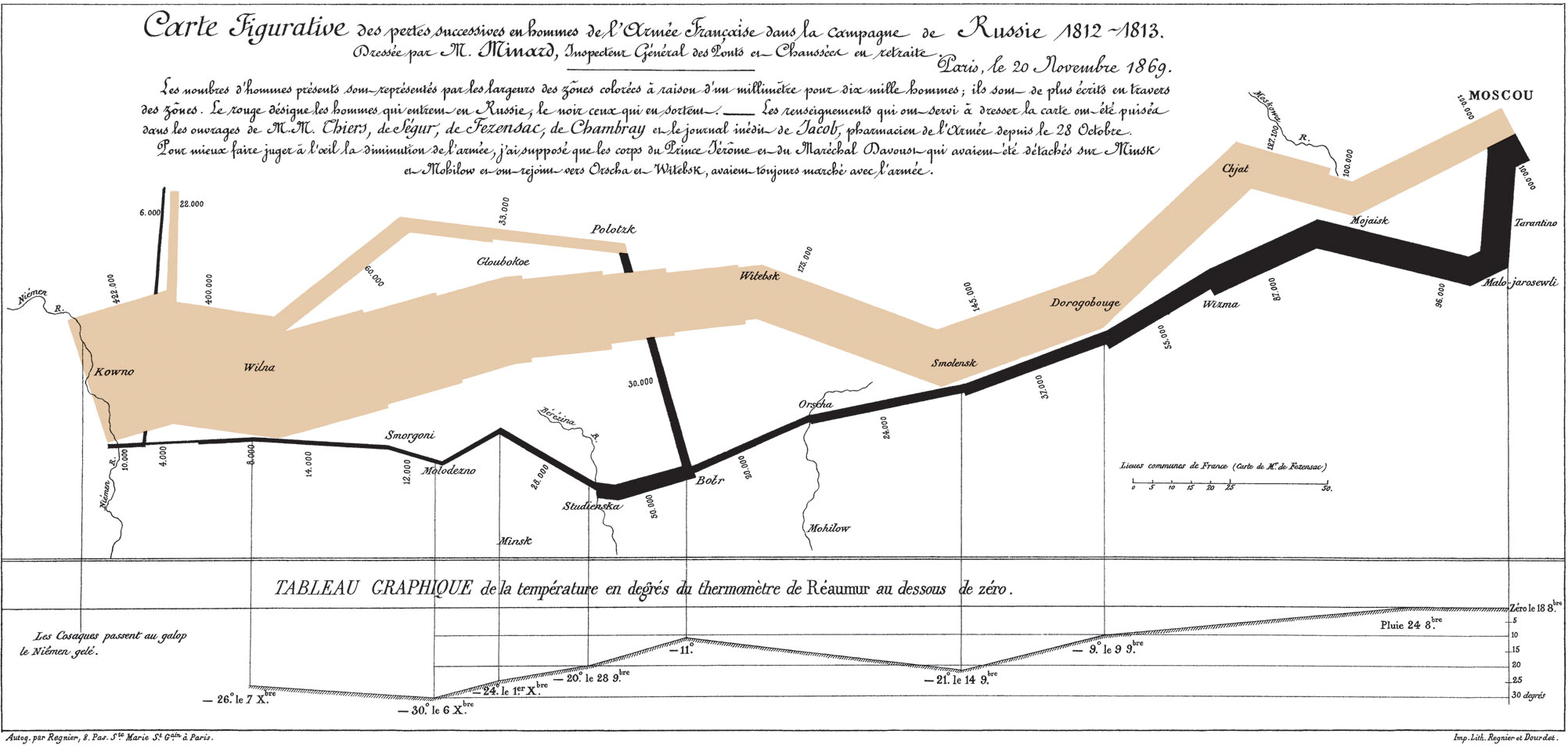
Un grafico di Charles Joseph Minard che mostra la disastrosa riduzione degli effettivi della Grande Armata nella sua marcia verso Mosca e nella ritirata: il percorso beige indica l'andata da Kovno a Mosca, quello nero il ritorno, e lo spessore indica la quantità di uomini vivi. Vengono mostrate anche le temperature rilevate in gradi Réaumur.

Nonostante le dimensioni del disastro in Russia, tuttavia l'imperatore, alla partenza da Smorgon', non era affatto rassegnato alla sconfitta; rimaneva invece fiducioso e considerava la situazione ancora rimediabile; ritornando subito a Parigi, egli era intenzionato a organizzare un nuovo esercito per riprendere la guerra in primavera. L'imperatore si illudeva della fedeltà all'alleanza di Prussia e Austria e riteneva inoltre che Murat, sfruttando l'indebolimento anche dei russi, sarebbe riuscito a resistere almeno sulla linea della Vistola. Effettivamente anche l'esercito russo era esausto dopo la durissima campagna; le sue perdite, secondo David G. Chandler, erano state di almeno 150 000 morti e dispersi e un numero doppio di feriti e malati a causa della guerra; l'armata del generale Kutuzov contava a metà dicembre solo 42 000 soldati, il generale Wittgenstein disponeva di 35 000 soldati, mentre l'ammiraglio Čičagov ne aveva ancora 24 000. Inoltre il generale Kutuzov, stanco e malato, riteneva esaurito il suo compito dopo la liberazione della patria e non attraversò subito la frontiera. Fu lo zar Alessandro che, sollecitato dai suoi consiglieri a liberare i popoli europei dal dominio napoleonico e desideroso di assumere il ruolo eroico di salvatore della cristianità, decise, giunto il 23 dicembre a Vilna insieme a Nesselrode, di continuare la guerra ed entrare in Polonia.

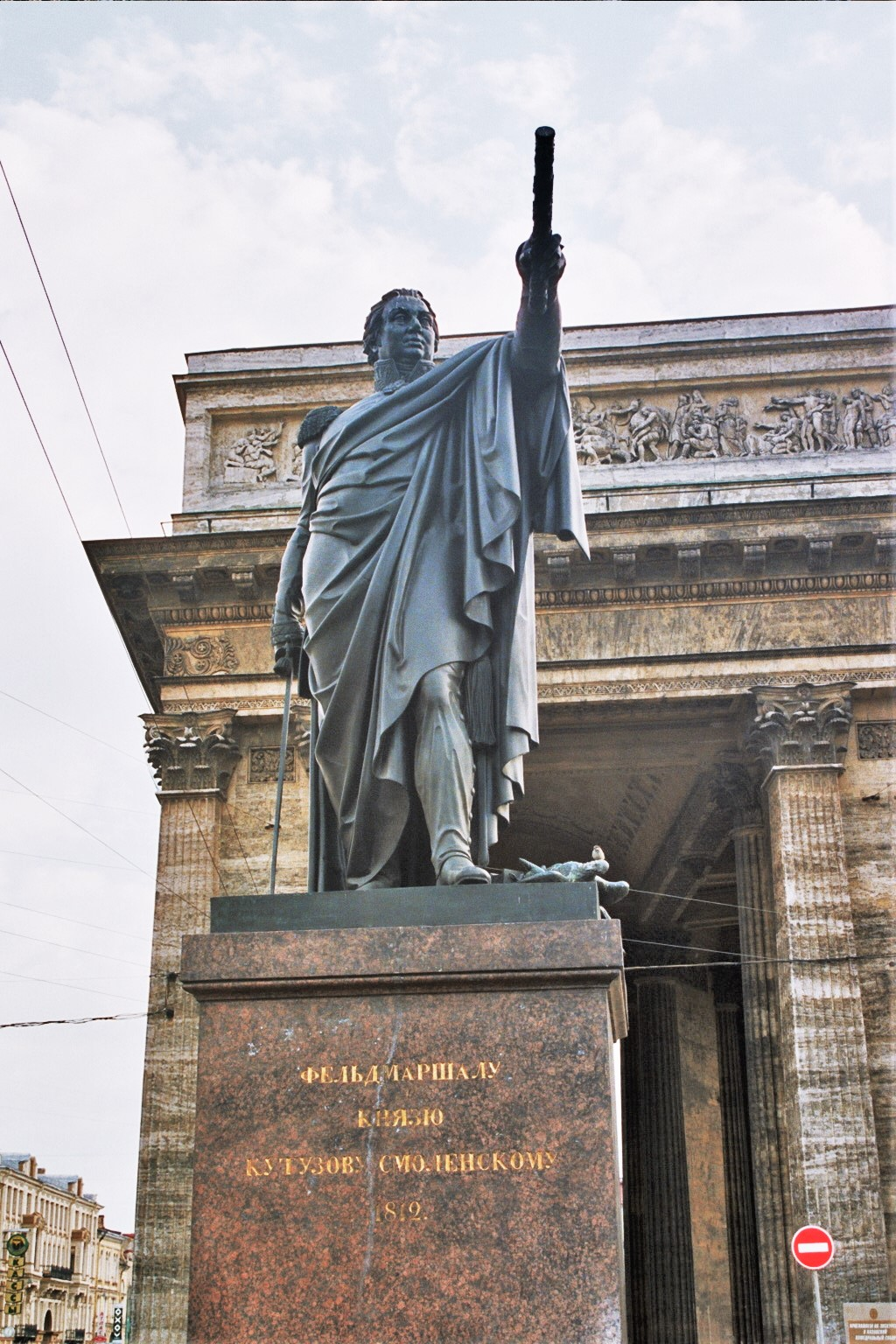
Cattedrale della Vergine di Kazan a San Pietroburgo dove sono scolpite le vittorie russe contro Napoleone

La missione di Murat divenne quasi impossibile anche a causa della defezione della Prussia, innescata dalla decisione del generale Yorck di abbandonare le truppe del maresciallo Macdonald e passare nelle file russe con i suoi 17 000 soldati dopo aver concluso il 30 dicembre 1812 la convenzione di Tauroggen. Alla fine di gennaio 1813 anche il generale Schwarzenberg ritirò le sue truppe dal fronte scoprendo il fianco destro dello schieramento francese; Murat e il principe Eugenio, che prese il suo posto al comando dopo la decisione del re di Napoli di rientrare precipitosamente nel suo regno, non furono quindi in grado di difendere il Granducato di Varsavia che venne subito invaso dai russi. Le scarse forze francesi abbandonarono Varsavia e ripiegarono sulla linea dell'Oder, da dove ben presto dovettero ritirarsi ancora in attesa dell'arrivo dei rinforzi organizzati in Francia di Napoleone.
Nella primavera del 1813 l'imperatore, nonostante le catastrofiche perdite in Russia e l'impegno di 200 000 uomini in Spagna, fu ancora in grado di organizzare un nuovo esercito di oltre 300 000 soldati che, pur costituito principalmente da giovani coscritti inesperti, si batté bene nella campagna di Germania. Tuttavia le perdite di soldati e ufficiali esperti subite in Russia furono irreparabili e impedirono un nuovo amalgama tra coscritti e veterani che era il punto di forza degli eserciti francesi della Rivoluzione e dell'Impero. Alla battaglia di Lipsia, Napoleone venne sconfitto e costretto ad abbandonare la Germania; dopo la campagna di Francia del 1814 l'imperatore sarebbe stato infine costretto ad abdicare.
Sulle cause della catastrofe della Grande Armata, Napoleone nel 29° Bollettino e poi nel Memoriale di Sant'Elena ricondusse la rovina della sua impresa quasi esclusivamente al precoce clima invernale russo che avrebbe debilitato le truppe e trasformato la campagna di Russia in un disastro. Questa interpretazione tradizionale fu ripresa dalle testimonianze e dai primi storici francesi; Philippe-Paul de Ségur, partecipe e primo grande storico dell'impresa, spiegò la catastrofe anche evidenziando le precarie condizioni di salute di Napoleone, che ne avrebbero pregiudicato l'attività e la risolutezza, e facendo riferimento a fattori esterni come il destino avverso e la mancanza di fortuna. Queste analisi ottocentesche sono state criticate dall'analisi storiografica più recente. Jean Tulard sottolinea come solo nell'ultima fase, dalla Beresina a Vilna quando già il disastro era completo, ci fu un clima veramente invernale con temperature estreme, mentre David G. Chandler evidenzia come la decimazione della Grande Armata iniziò subito e che l'avanzata durante il periodo estivo fu altrettanto sfibrante e micidiale per le truppe francesi della fase di ritirata. Lo storico militare britannico identifica le cause della disfatta in primo luogo nelle enormi difficoltà logistiche di un'avanzata in profondità in Russia e nei problemi di trasporto e di rifornimento; egli inoltre rileva errori tattici e incertezze strategiche di Napoleone, alcune sue esitazioni e un decadimento in alcune fasi della campagna delle sue grandi capacità intellettuali e della sua energia fisica. Nella storiografia russa invece è sempre stato dato grande rilievo alla resistenza patriottica della popolazione che distrusse il territorio davanti all'avanzata francese e abbandonò i villaggi, alla guerra dei partigiani nelle campagne e alle scelte tattiche e strategiche dei generali russi e in particolare del maresciallo Kutuzov.
La campagna di Russia ebbe una importanza decisiva nella storia europea e segnò la rovina dei progetti di Napoleone e del suo sistema di dominio; per le sue catastrofiche dimensioni e per le sue caratteristiche la sconfitta è diventata nel tempo un evento quasi mitico dell'epopea napoleonica; paradossalmente la grandiosità degli eventi e della disfatta hanno accresciuto, anziché diminuito, la fama e il valore del percorso storico quasi leggendario dell'imperatore.

## La guerra nella cultura
- Ouverture 1812: pezzo per orchestra scritto da Čajkovskij nel 1882 per celebrare il 70º anniversario della vittoria russa sui francesi.
- (RU)  Guerra e pace: romanzo di Lev Tolstoj basato sulla campagna di Russia, 938 pagine (prima pubblicazione 1863-1869).